# Histoire d'Israël
Cet article concerne l'État actuel d'Israël. Pour les périodes antérieures à sa création, voir Préhistoire du Levant, Histoire de l'Israël antique et Royaume d'Israël.
Pour la chronologie des différentes dominations sur le territoire de la Palestine, voir Histoire de la Palestine et Palestine mandataire.
Pour l'histoire plus particulière des Juifs, voir Histoire des Juifs en terre d'Israël.
Pour la période précédant la création de l'État d'Israël, voir Histoire du sionisme et Palestine mandataire.

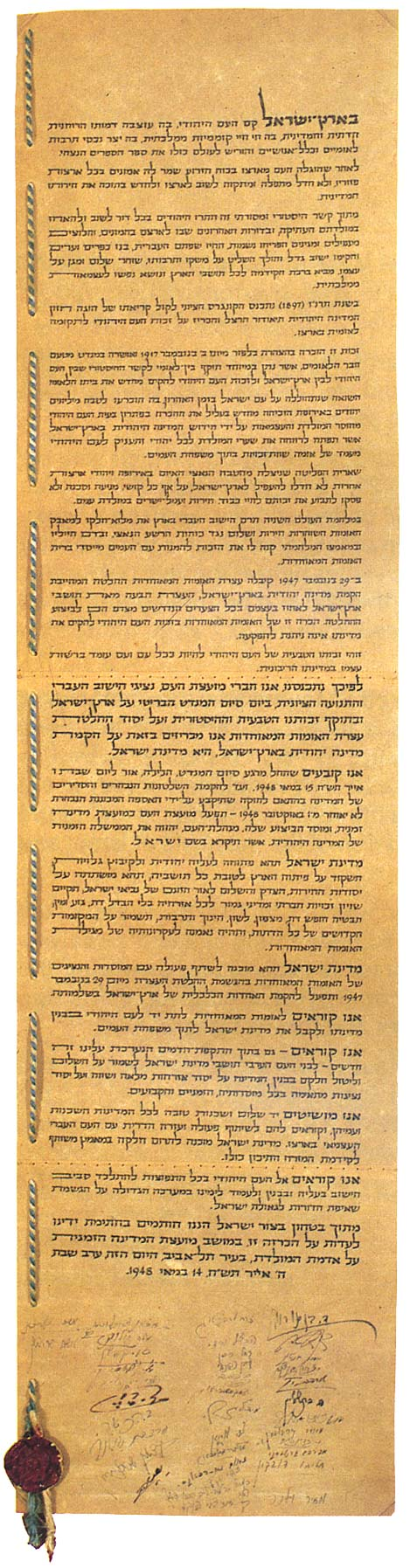
Déclaration d'indépendance de l'État d'Israël (1947).

L'histoire de l'État d'Israël débute à la fin du XIXe siècle, et se concrétise à partir de 1947 avec le plan de partage de la Palestine.

## Avant 1947

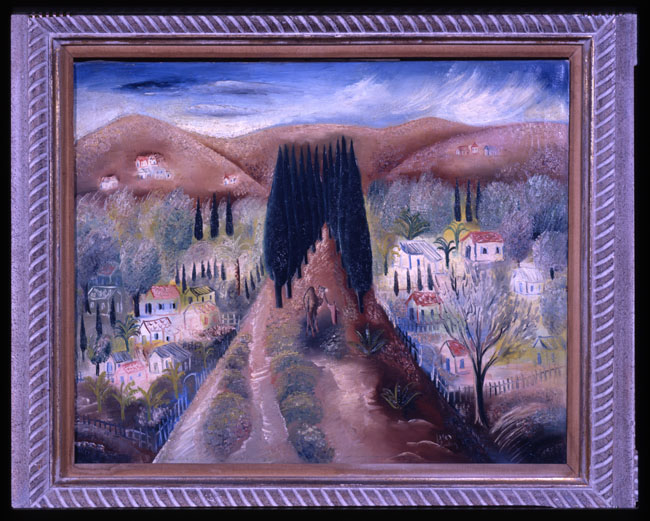
New Colony par Reuven Rubin, Palestine (1929)

Dès la fin du XIXe siècle — alors que les États européens connaissent la montée du nationalisme et parallèlement, de l'antisémitisme —, un mouvement sioniste apparaît dans les communautés juives d'Europe, ayant pour objectif la création d'un État des Juifs. C'est lors du septième congrès international sioniste, tenu en 1905, que la Palestine est définitivement choisie, après que d'autres territoires comme l'Ouganda ont été envisagés. Au départ minoritaire parmi les communautés juives, le mouvement sioniste, petit à petit, achète des terres sur place, négocie avec le Royaume-Uni (qui administre la Palestine à partir de 1917) et, ayant pris de l'ampleur après la Seconde Guerre mondiale, parvient finalement à créer l'État d'Israël.

## 1947-1948

Le plan de partage de la Palestine (1947)

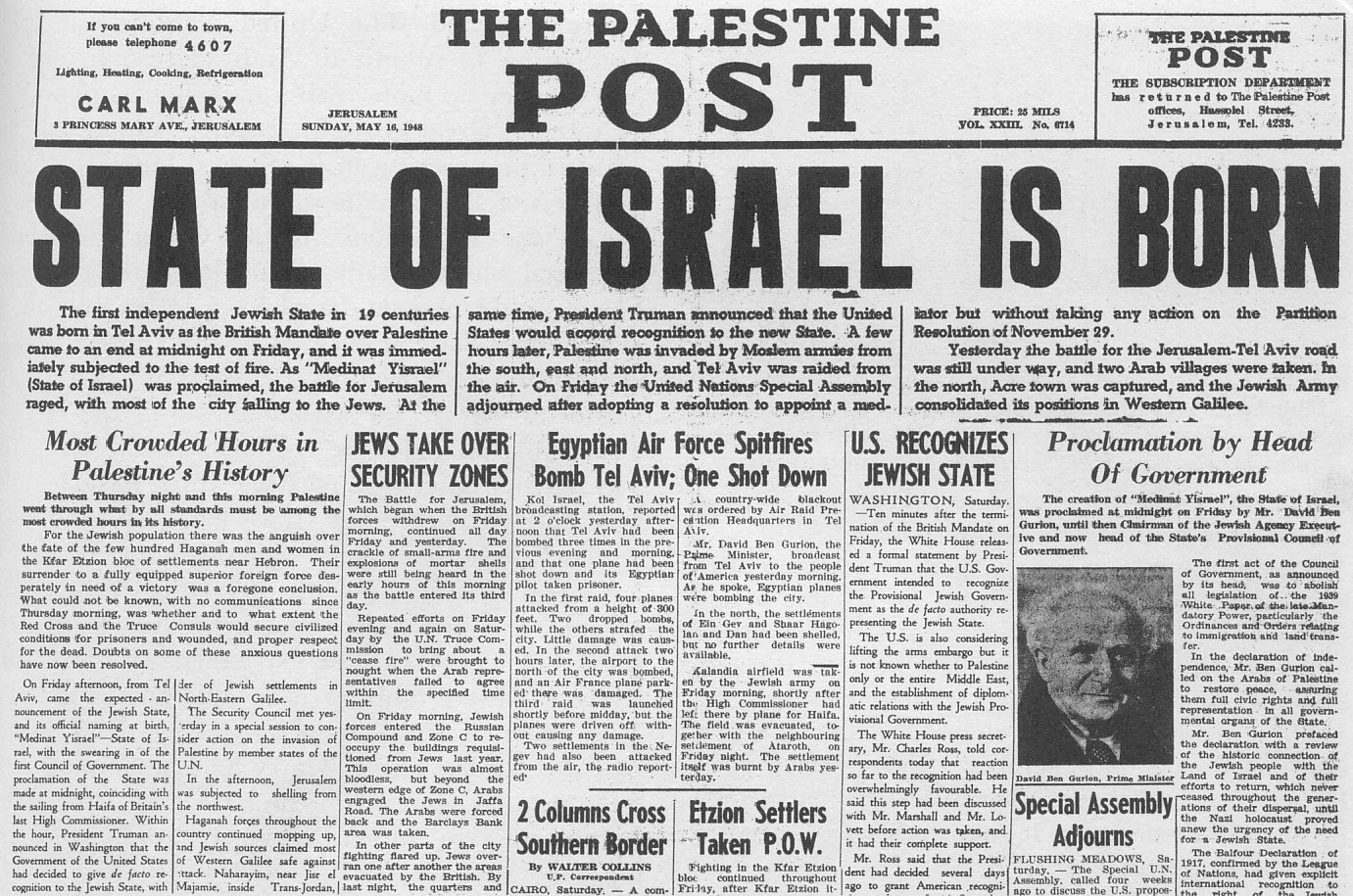
La Une du Palestine Post, du 16 mai 1948

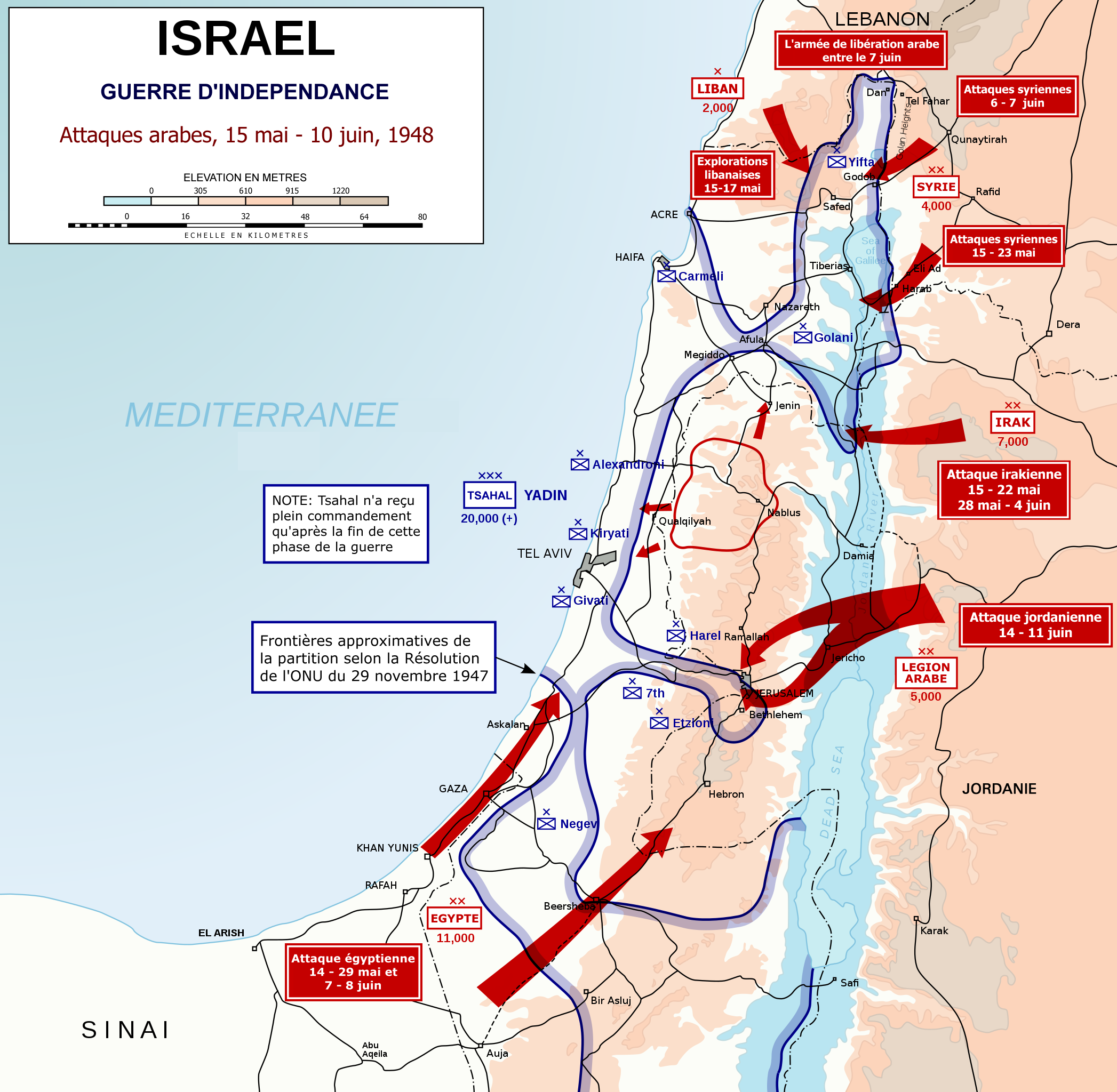
Carte des opérations militaires du 15 mai au 10 juin 1948 durant la Guerre d'indépendance israélienne (symboles de l'OTAN, APP-6A)

### Vote du plan de partage de la Palestine
En février 1947, le gouvernement britannique remet le mandat qu'il détenait depuis 1920 sur la Palestine aux Nations unies.
Le 29 novembre 1947, l'Assemblée générale des Nations unies adopte la résolution 181 qui prévoit le partage de la Palestine en un État juif et un État arabe.
Le nouveau Yichouv et les communautés juives sionistes accueillent favorablement ce vote mais les Arabes palestiniens et l'ensemble des pays arabes qui militaient pour la constitution d'un État arabe sur toute la Palestine rejettent la résolution.
Le lendemain du vote, la guerre civile éclate entre les communautés palestiniennes juive et arabe.

### Création de l'État d'Israël, guerre de 1948 et problèmes de réfugiés

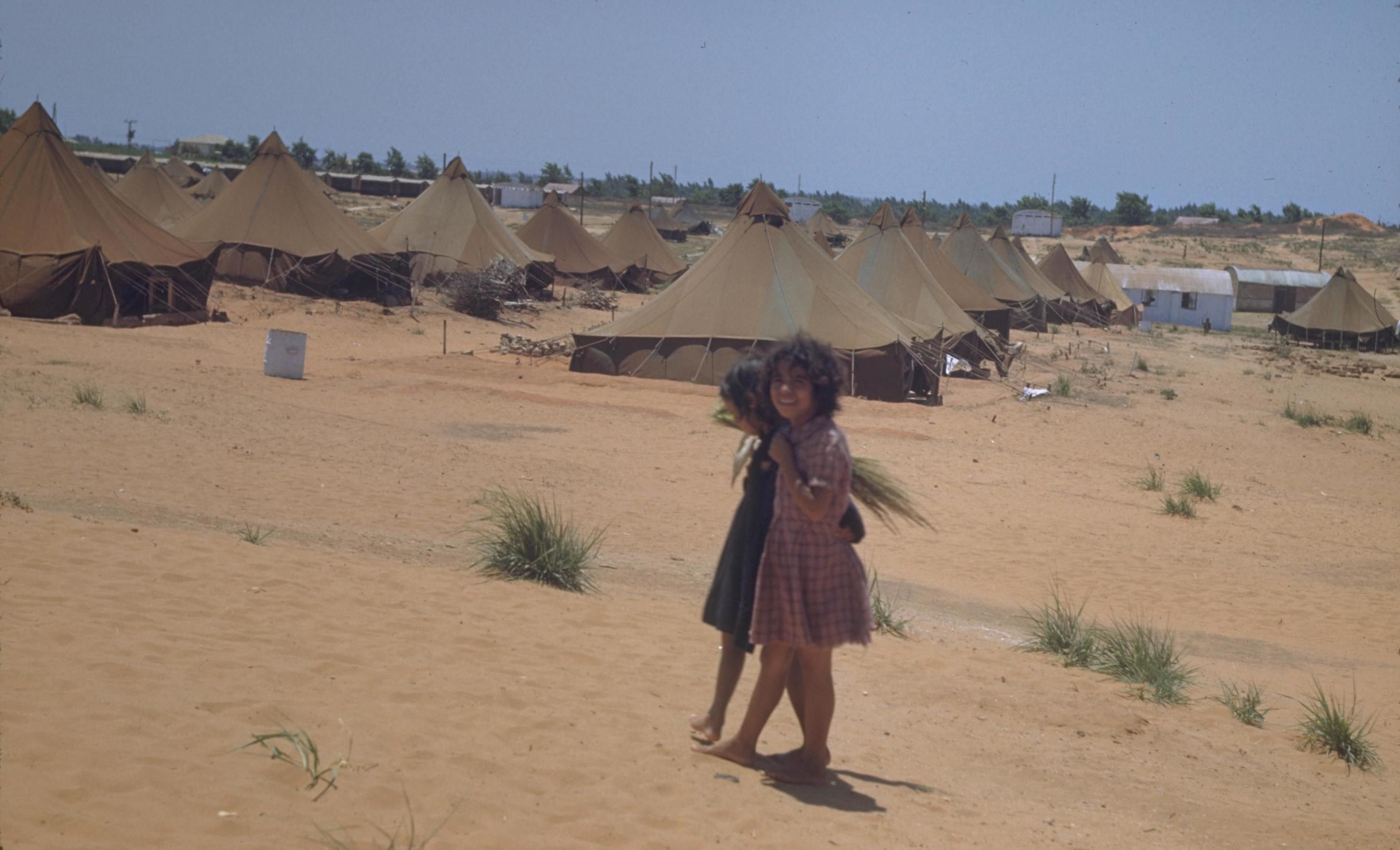
Camp de transit en Israël de Juifs expulsés du Yémen (1950)

Le 30 novembre 1947, la guerre voit s'affronter les communautés juive et arabe. En janvier 1948, des volontaires arabes entrent en Palestine pour seconder les Arabes palestiniens. En avril, les forces juives passent à l'offensive. Les forces et la société palestiniennes s'effondrent. Le 14 mai, dernier jour du mandat britannique, l'indépendance de l'État d'Israël est proclamée en tant « qu'État juif dans le pays d'Israël ». Le lendemain 15 mai, les États arabes voisins, opposés au partage, interviennent. En théorie alliés, ceux-ci ambitionnent des objectifs différents et combattent leur adversaire de manière désorganisée et désunie. À la suite d'une série d'opérations entrecoupées de trêves, les forces israéliennes vainquent militairement sur tous les fronts. À Jérusalem, un cessez-le-feu est signé le 28 novembre 1948 entre les gouverneurs israélien et jordanien de la ville. La ligne d'armistice partage Jérusalem, laissant la vieille ville du côté arabe et Jérusalem est proclamée capitale de l'État d'Israël dès janvier 1950 bien que l'Assemblée générale des Nations unies ait décrété le 9 décembre 1949 l'internationalisation de Jérusalem et son partage en deux zones, l'une juive, l'autre arabe sous l'administration d'un haut commissaire nommé par l'ONU.
En gagnant la guerre de 1948, Israël conquiert 26 % de territoires supplémentaires par rapport au plan de partage et prend le contrôle de 81 % de la Palestine de 1947. La guerre s'accompagne de bouleversements démographiques en partie voulus et préparés par le Yichouv (voir plan Daleth). Entre novembre 1947 et juillet 1949, environ 720 000 Arabes de Palestine fuient ou sont expulsés des territoires qui forment Israël (voir Le Nettoyage ethnique de la Palestine) et dans les vingt années qui suivent, en parallèle avec les tensions du conflit israélo-arabe, l'essentiel des membres des communautés juives du monde arabo-islamique, soit plus de 850 000 personnes, s'enfuient de ces pays, en y abandonnant souvent tous leurs biens.
Le 7 janvier 1949, un ultime cessez-le-feu est imposé avec succès sous la pression conjointe des Britanniques et des Américains. Le 24 février 1949, Israéliens et Égyptiens signent à Rhodes, sous l'égide de l'ONU, un accord d'armistice et des armistices seront signés avec les autres protagonistes au cours des mois suivants.
La guerre a fait 6 000 morts militaires et civils parmi les Israéliens, 2 000 morts dans les armées arabes et un nombre inconnu de morts parmi les civils arabes.
Cette guerre marque le début d'une très importante immigration de Juifs en provenance des pays arabes et d'Europe, avec la mise en œuvre d'une série d'opérations programmées comme au Yémen (opération Tapis volant) ou en Irak (opération Ezra et Néhémie).

## De 1948 à 1967: les années de formation

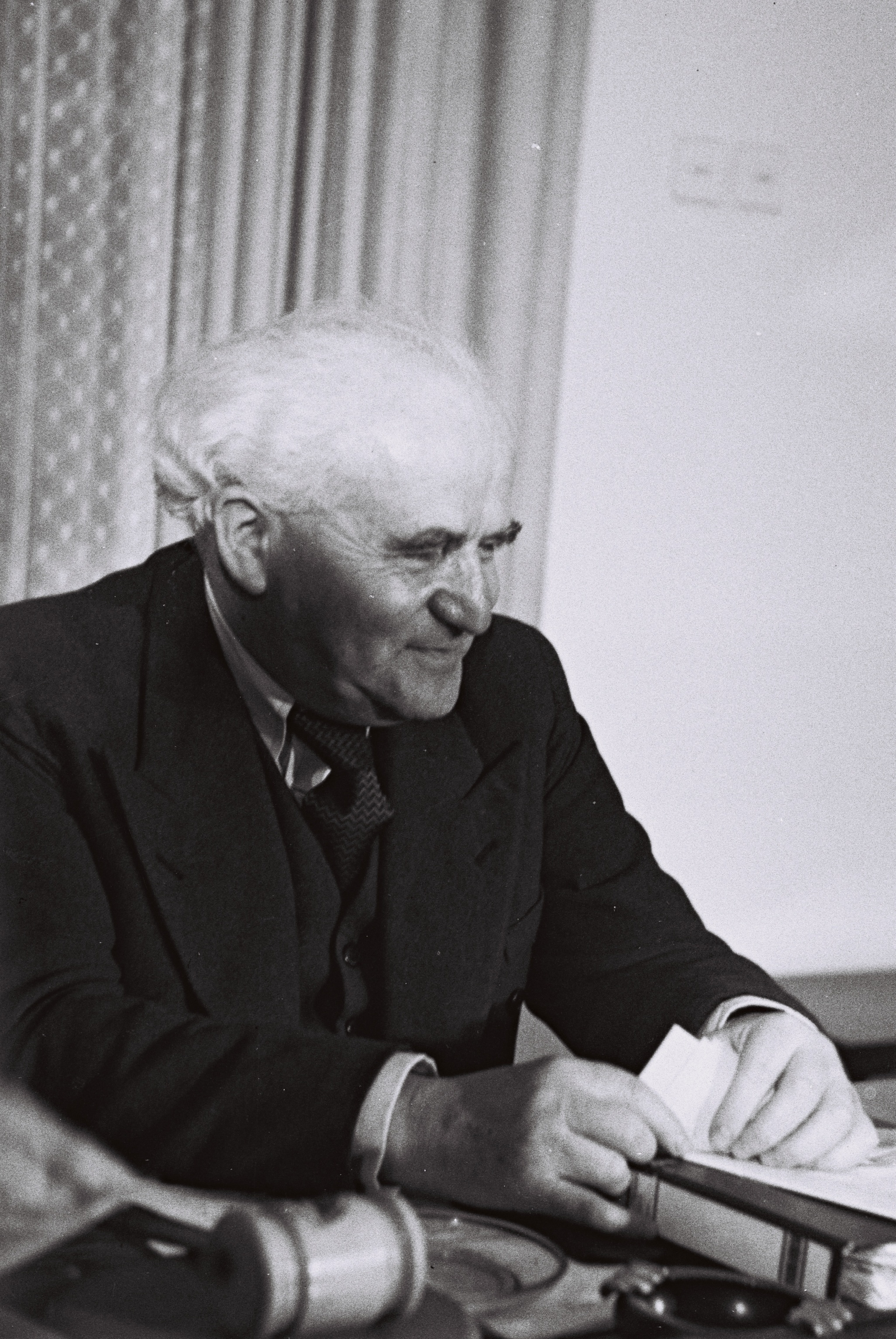
David Ben Gourion (1949)

La guerre gagnée, la priorité pour le nouvel état est de se doter d'institutions. Pour Ben Gourion, Israël doit être une république démocratique et parlementaire, sur le modèle occidental. Israël est même un État laïque dans le sens où il n'y a pas de religion d'État et que la souveraineté appartient au suffrage universel et non à la Torah. L'influence religieuse y est cependant très importante, aussi bien dans l'état-civil que dans les nombreux partis politiques confessionnels, qui donnent naissance à une vie politique passionnelle, animée par de multiples partis à cause d'un système électoral fondé sur une proportionnelle intégrale qui imposera au fil des élections et des majorités changeantes la formation systématique de gouvernements de coalition. Les premières élections législatives ont lieu en janvier 1949 et donnent la majorité relative au Mapaï (gauche) qui peut former un gouvernement dirigé par David Ben Gourion. Souvent avec l'aide des partis religieux, la gauche gouvernera pendant près de 30 ans jusqu'en 1977. Chaim Weizmann est élu premier président de l'État, pour un rôle purement représentatif.
La deuxième priorité est d'absorber les centaines de milliers d'immigrants venus d'Europe puis des pays arabes : la population croît de moins d'un million de personnes en 1948 à près de deux millions et demi en 1967, triple même entre 1948 et 1951. Le modèle de développement choisi est un modèle social-démocrate assumé par l'État et par le syndicat Histadrout. L'aide de la diaspora, particulièrement américaine, les réparations allemandes et l'essor démographique permettent un taux de croissance de 10 % par an : un nouveau port, Ashdod, une compagnie maritime, la Zim, et une compagnie aérienne, El Al, 350 kibboutzim et moshavim sont créés. La spoliation des biens arabes par la loi sur la propriété des absents est un facteur décisif pour loger et installer à moindre coût ces immigrants.
Toutefois, le jeune État ne réussit pas à s'insérer dans la région. Les accrochages et les actes de sabotage à l'intérieur d'Israël se comptent par milliers et plus de 400 Israéliens sont tués de 1951 à 1956. Ce harcèlement permanent, la montée en puissance de Gamal Abdel Nasser, ses préparatifs militaires et le blocus du détroit de Tiran qu'il instaure, débouchent sur la campagne du Sinaï et la crise de Suez, qui n'apportent rien politiquement à Israël, si ce n'est une certaine tranquillité jusqu'à la crise de la guerre des Six Jours.

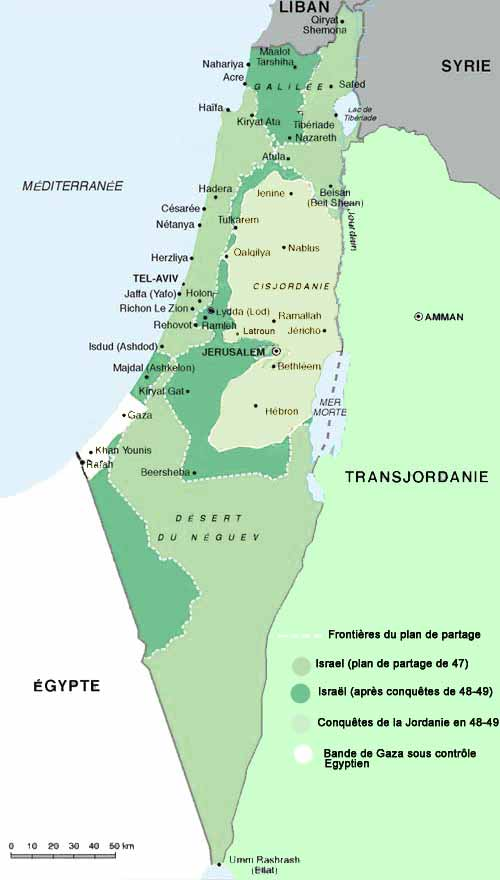
Israël, après la guerre d'indépendance (armistices de 1949/1950)

### État juif
Dans la déclaration d'indépendance, Ben Gourion met en relief le caractère juif de l'État d'Israël tout en y proclamant le respect de la liberté de conscience et de culte. Il lutte pour que Jérusalem reste à l'intérieur de l'État juif et la proclame capitale d'Israël,.
Les autorités religieuses juives, musulmanes ou chrétiennes restent chargées de la célébration des mariages, ce qui confère une large autorité au grand-rabbinat d'Israël dont le fonctionnement est régi par la loi du 19 mars 1980,.

### Kibboutzim
Un des traits caractéristiques de la jeune société israélienne est l'existence de communautés de vie et de travail, appelées kibboutzim, dont l'objectif est le plus souvent de nature agricole. Le premier kibboutz est fondé en 1908 à Degania en Galilée. En 1950, il en existe 214, regroupant plus de 67 000 habitants. En 2000, on en dénombre 268, pour 117 000 habitants. Les fondateurs de ces communautés sont souvent de jeunes idéalistes venus d'Europe, désireux de trouver un nouveau mode de vie et de participer à la création du nouvel État. Les kibboutzim fonctionnent comme des démocraties directes où tous les membres participent aux assemblées générales et où chacun effectue à tour de rôle les tâches les plus ingrates.
Les kibboutzim connaissent un succès remarquable : ils contribuent à 33 % de la production agricole et à 6,3 % de la production industrielle israéliennes. Dans les années 1970, près de 15 % des officiers de l'armée viennent des kibboutzim, alors que la population de ces communautés ne dépasse pas 4 % de la population totale. Après un déclin sensible dans les années 1990, les kibboutzim connaissent un certain renouveau se caractérisant par une économie profitable, mais également, par un abandon au moins partiel des idéaux originels : de 1990 à 2000, le pourcentage de salariés dans les kibboutzim est passé de 30 à 67 % et deux tiers des kibboutzim sont à présent dirigés par des professionnels et non par des membres du kibboutz.

### Réparations allemandes et établissement des relations diplomatiques israélo-allemandes
Le 10 septembre 1952, après quelques mois de négociations, le chancelier allemand, Konrad Adenauer — qui quelques mois plus tôt, a reconnu devant le Bundestag la responsabilité de l'Allemagne dans les crimes effroyables perpétrés à l'encontre du peuple juif et le devoir de son pays de les réparer « moralement et matériellement » — et le ministre israélien des Affaires étrangères Moshé Sharett concluent un accord sur les réparations allemandes. Israël est alors en proie à de très grandes difficultés économiques que ni l'aide américaine ni la philanthropie des Juifs de la Diaspora ne peuvent résoudre. Malgré l'hostilité de l'opinion publique, du Hérout de Menahem Begin et même, de certains membres du Mapaï comme Golda Meir, au dialogue avec l'Allemagne, l'accord est conclu qui prévoit le paiement en douze ans par la République fédérale allemande de trois milliards de marks en marchandises et d'une pension à vie aux victimes du nazisme.
Le 14 mars 1960 à New York, David Ben Gourion rencontre Konrad Adenauer qui promet de poursuivre son aide à Israël après l'expiration de l'accord sur les réparations, et en 1965, des relations diplomatiques sont établies entre les deux pays.

### Vie politique
Dans les premières décennies de l'État d'Israël et jusqu'à 1977, la vie politique est dominée par le Mapaï (travailliste), qui remporte régulièrement les élections et gouverne en coalition.
La vie politique est agitée par différents scandales : outre le débat entre droite et gauche à propos de la question des réparations allemandes, l’opinion est agitée par l’affaire Lavon et le procès Kastner qui pose la question de l’attitude des juifs vis-à-vis de la Shoah et structure les camps politiques.

### Immigrations de masse
Bien que la loi du retour ne soit votée que le 5 juillet 1950, Israël, dès sa création en mai 1948, connaît une immigration massive car, dès la veille de l'indépendance, le Conseil national du peuple a voté l'abolition des mesures britanniques concernant l'immigration juive. Alors qu'au moment de l'indépendance, Israël ne compte que 650 000 habitants, plus de 684 000 immigrants s'y établissent entre 1948 et 1951, dont 335 000 en provenance d'Europe ou d'Amérique et 330 000 en provenance d'Asie ou d'Afrique (très majoritairement des pays arabes). De 1948 à 1962, Israël favorise cette immigration massive, tout d'abord avec les opérations « Tapis volant » (au Yémen) en 1948 et « Ezra et Néhémie » (en Irak) de 1950 à 1952, ensuite et plus généralement, en provenance d'autres pays arabes (Maroc, Égypte, Tunisie) alors que l'immigration européenne de rescapés de la Shoah continue.

#### Villes de développement
L'antisémitisme en Irak, l'activisme sioniste, la crise de Suez et la décolonisation française en Afrique du Nord provoquent une immigration massive de Juifs en provenance d'Irak, du Yémen, d'Égypte du Maroc et d'autres pays arabes. Dans les années 1950 et 1960, Israël fonde plusieurs dizaines de villes dites « de développement » pour loger les Juifs venus principalement de pays arabes. Dès leur arrivée — ou parfois, après avoir séjourné dans un camp (ma'abarot) —, ces réfugiés sont souvent obligés de s'installer dans ces nouvelles villes qui n'offrent guère d'opportunités et qui sont construites à la périphérie d'Israël : de fait, ces immigrés sont privés de la possibilité de choisir une grande cité, plus accueillante. Un tel dispositif, tout en répondant à un besoin stratégique d'Israël de développer ses régions désertiques et de protéger ses frontières, contribue également à créer une société défavorisée de Juifs dits orientaux (bien que Maroc, Algérie et Tunisie se situent à l'« ouest » d'Israël).

#### Difficultés sociales
À partir des années 1950, se creuse un fossé profond entre, d'une part un « premier Israël », riche et cultivé, majoritairement ashkénaze, d'autre part un « second Israël », pauvre et déculturé, d'origine séfarade. En juillet 1959, cette situation débouche sur les émeutes de Wadi Salib, un ancien quartier arabe de Haïfa, quand la police tire et blesse grièvement un ivrogne séfarade qui perturbe la clientèle d'un café. À l'appel de l'Union des immigrants d'Afrique du nord, les manifestations s'étendent aux autres villes à population « orientale ». Une commission d'enquête met en lumière le clivage économique et socio-culturel entre les populations séfarade et ashkénaze, sans toutefois convaincre les institutions universitaires d'adresser le sujet.

#### Faire d'un peuple une nation
À la suite de ces différentes vagues d'immigration, il est important de transformer ces citoyens d'origines multiples — ashkénazes d'Europe centrale et orientale ou séfarades et orientaux d'Afrique du nord et du Moyen-Orient — en citoyens israéliens partageant la même histoire. C'est ainsi que sont instituées la journée du Souvenir (Yom haZikaron) à la mémoire de tous ceux tombés au champ d'honneur et la fête de l'Indépendance (Yom Haʿatzmaout).
Il est également nécessaire de réconcilier l'État d'Israël avec son passé juif : remplissent cette fonction l'institution de la journée de la Shoah (Yom HaShoah), la fondation de l’institut Yad Vashem et tout particulièrement, les grands procès — tels celui impliquant Rudolf Kastner à qui il est reproché d'avoir négocié avec les nazis la libération de notables juifs contre une importante somme d'argent, et surtout, celui d'Adolf Eichmann, chef de l'Office central de sécurité du Reich, capturé en Argentine par le Mossad en 1960, jugé puis exécuté le 31 mai 1962. Le procès de ce dernier — qui bénéficie d'un écho sans précédent dans l'opinion, grâce d'une part au développement de la radio et de la télévision, d'autre part à la résonance que lui donne Hannah Arendt —, révèle à tous les Israéliens et au monde une partie de l'horreur de la Shoah.

### La guerre des frontières

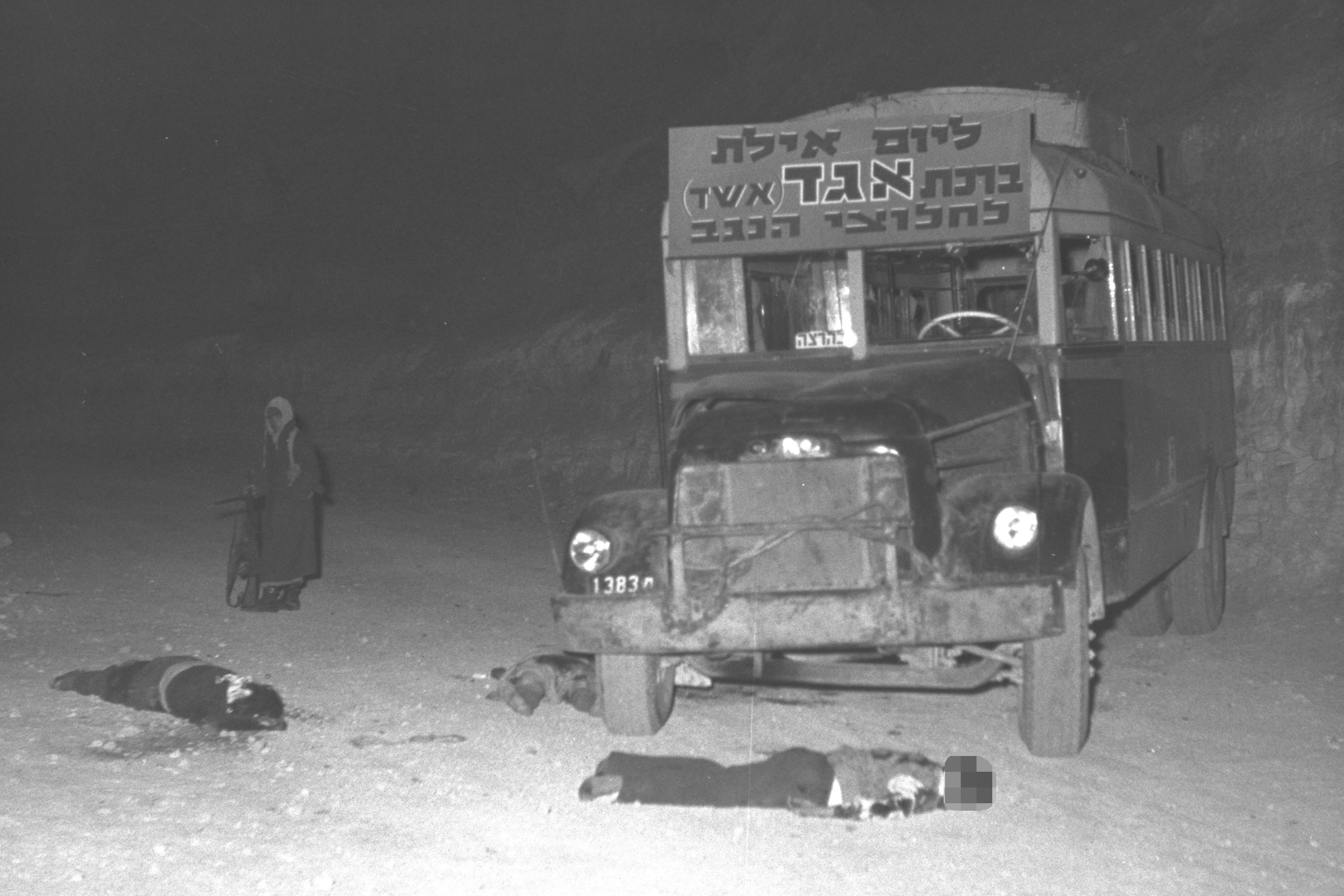
Le bus après l'attaque de Ma'aleh Aqrabbim (1954)

À partir de 1950, un nombre croissant d'irréguliers n'appartenant pas aux armées des pays voisins d'Israël parviennent à terroriser les villages frontaliers en y tuant de nombreux civils — 19 en 1950, 48 en 1951, 42 en 1952 et 44 en 1953. Dans la nuit du 12 au 13 octobre 1953, une Israélienne et ses deux enfants sont tués dans un attentat à la grenade près de Lod. L'opération de représailles menée par Ariel Sharon aboutit au massacre de Qibya, dans la nuit du 14 au 15 octobre qui fait 70 morts et qui entraine la condamnation d'Israël par le Conseil de sécurité de l'ONU.
Avant de partir pour une retraite provisoire le 26 janvier 1954, Ben Gourion nomme Moshe Dayan chef d'état-major et Shimon Peres directeur général du ministère de la Défense. Moshé Sharett remplace alors Ben Gourion en tant que Premier ministre. Ce nouveau gouvernement bénéficie de près de deux mois sans grave incident, jusqu'au 17 mars 1954, jour du Massacre de Ma'aleh Aqrabbim dans le Néguev, où 11 passagers d'un bus israéliens sont tués par des terroristes venus de Jordanie.
En 1955, c'est avec l'Égypte que les incidents deviennent plus fréquents : le 23 février 1955, une patrouille égyptienne est interceptée en territoire israélien après avoir pénétré deux bases israéliennes à Rishon LeZion et Ness-Ziona, et avoir tué un motocycliste à Rehovot. Cinq jours plus tard, une opération de représailles menée par Ariel Sharon dans la bande de Gaza entraine la mort de 38 soldats égyptiens et de huit soldats israéliens. Gamal Abdel Nasser annonce alors la création d'unités spéciales de commandos palestiniens, les fedayin qui harcèlent immédiatement les villages frontaliers israéliens. Durant l'été 1955, une incursion des fedayin jusqu'à Ra'anana suscite une violente riposte israélienne sur Khan Younès au cours de laquelle 70 militaires égyptiens sont tués. Nasser annonce alors la conclusion d'un accord militaire avec la Tchécoslovaquie comprenant des centaines d'avions (MiG-15 et bombardiers Iliouchine) et des pièces d'artillerie, ainsi que des sous-marins. La livraison imminente de ces armes amène Israël à se tourner vers la France.
Le 11 avril 1956, à Kfar-Habad près de Tel Aviv, des fedayin venus d'Égypte massacrent trois enfants et un adulte dans une synagogue,. De son côté, le roi Hussein de Jordanie ne peut résister aux pressions de Nasser et des Palestiniens installés dans le royaume ; il laisse les fedayin harceler l'État hébreu, harcèlement auquel ce dernier répond vigoureusement. Le 10 octobre 1956, une riposte israélienne sur un fortin jordanien de Qalqilya fait 70 à 90 morts côté jordanien et 18 morts et 68 blessés côté israélien. Le 29 octobre, premier jour de la campagne du Sinaï, à Kafr Qassem, la police des frontières israélienne massacre une cinquantaine de paysans arabes israéliens à leur retour des champs.

### Rapprochement franco-israélien
Dès la fin 1954, sous l'impulsion de Shimon Peres et malgré l'opposition du Quai d'Orsay, Israël négocie les premiers gros contrats d'armement avec la France qui cherche à faire payer à Nasser son soutien indéfectible à l'insurrection algérienne. En février 1956, le département d'État américain lève l'embargo sur l'armement à destination d'Israël : la France peut livrer à l'État hébreu ses trois premiers Mystère IV en avril 1956. Durant les semaines suivantes, douze autres Mystère IV, des chars et des camions sont livrés à Israël, tandis que les services secrets israéliens fournissent aux Français des messages codés échangés entre l'Égypte et les chefs du FLN. Dans les jours précédant la campagne du Sinaï, la France, devenue le principal fournisseur d'armes d'Israël, signe un accord avec l'État hébreu pour la construction d'un réacteur nucléaire à Dimona et pour la fourniture de l'uranium qui lui est nécessaire.
Cette idylle « franco-israélienne » est confirmée en 1960 quand le général de Gaulle s'adresse à Ben-Gourion, en visite officielle à Paris, en évoquant ainsi Israël : « notre ami, notre allié ». Mais déjà, le ministre des Affaires étrangères, Maurice Couve de Murville, demande aux Israéliens d'interrompre la construction de la centrale nucléaire de Dimona et rappelle à Paris le pro-israélien ambassadeur de France en Israël Pierre-Eugène Gilbert.

### Crise du canal de Suez et campagne du Sinaï

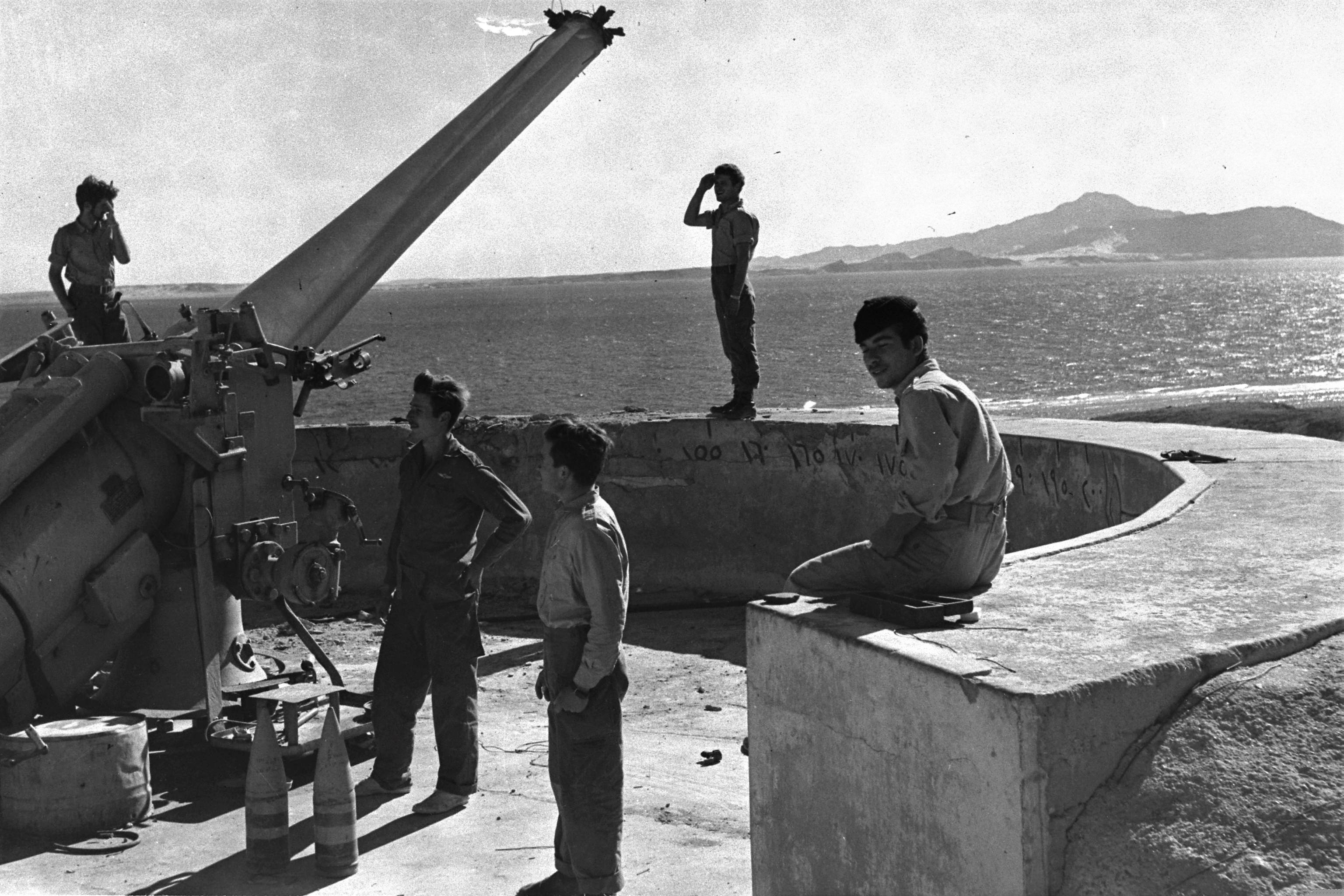
Canon égyptien sur le détroit de Tiran - Photo prise pendant l'occupation israélienne du Sinaï (janvier 1957)

Le 26 juillet 1956, le colonel Nasser annonce la nationalisation de la Compagnie internationale du canal de Suez — dont Britanniques et Français sont les principaux actionnaires —, entraînant ainsi un rapprochement franco-britannique pour mener une riposte militaire. Le 24 octobre 1956, la France, le Royaume-Uni et Israël concluent un accord secret à Sèvres pour prendre le contrôle du canal.
Entre le 29 octobre et le 5 novembre 1956, l'armée israélienne — sous les ordres de Moshe Dayan, dont les objectifs sont la destruction de bases de fedayin de la bande de Gaza et la liberté de navigation dans le détroit de Tiran — conquiert successivement El-Arich et Rafah, puis Khan Younès et Gaza, enfin Charm el-Cheikh. L'armée parvient finalement, d'une part à prendre le contrôle du détroit de Tiran — et à permettre sa réouverture à la navigation —, d'autre part à stationner à moins d'une vingtaine de kilomètres du canal de Suez. Quatre mille militaires égyptiens sont capturés. Le 5 novembre, les parachutistes français et britanniques s'emparent de l'aérodrome de Port-Saïd et de Port-Fouad, mais les Américains, les Soviétiques et l'Assemblée générale de l'ONU imposent un cessez-le-feu qui prend effet le 7 novembre. Britanniques et Français retirent leurs troupes en décembre 1956 et les Israéliens retirent les leurs le 16 mars 1957. Les Casques bleus s'installent à la frontière égypto-israélienne et à Charm el-Cheikh.
La campagne du Sinaï - et les massacre de Kafr Qassem, de Khan Younès et de Rafah - renforcent l'aversion des Arabes envers Israël qui voient une ignominie dans la victoire des soldats juifs. On assiste alors à une réédition ininterrompue en arabe des Protocoles des sages de Sion et de Mein Kampf, et l'extermination de six millions de Juifs devient une affabulation pour les Arabes, pour qui l'« organisation satanique mondiale des Sages de Sion » explique la défaite arabe.

### Retraite de David Ben Gourion
En 1963, David Ben Gourion, alors âgé de soixante-dix-sept ans, est auréolé de ses derniers succès : la guerre de 1956, sa réélection en 1959, le procès Eichmann et ses voyages internationaux réussis aux États-Unis et en France. Il gouverne en s'appuyant sur sa « jeune garde » et se heurte par là à l'hostilité des dirigeants du Mapaï plus âgés, tels Levi Eshkol ou Golda Meir. Son entêtement à vouloir mener en justice l'ancien ministre Lavon exacerbe ses opposants ainsi que la presse, de gauche comme de droite. Le 21 juin, David Ben Gourion se retire de la vie politique et s'installe définitivement au kibboutz Sde Boker, dans le Néguev. Levi Eshkol, qui appartient au Mapaï, devient Premier ministre. En 1965, Ben Gourion crée un parti dissident du Mapaï, le Rafi, autour de personnalités qui lui sont fidèles, telles que Moshe Dayan, Shimon Peres, Chaim Herzog et Teddy Kollek, mais ce parti rejoint le Mapaï dès 1968. David Ben Gourion meurt le 1er décembre 1973.

### Naissance de l'OLP et première opération du Fatah
En janvier 1964, lors du sommet arabe réuni au Caire, Nasser fait accepter la participation d'une délégation palestinienne permanente conduite par Ahmed Choukairy. L'Organisation de libération de la Palestine (OLP), placée sous la présidence de Choukairy, est fondée à Jérusalem le 28 mai 1964 et se dote d'une armée de libération de la Palestine intégrée aux armées arabes, mais jamais présente sur le champ de bataille, ainsi que d'une charte nationale préconisant la liquidation d'Israël et niant l'existence du peuple juif.
Le 1er janvier 1965, le Fatah de Yasser Arafat, indépendant de l'OLP, lance à partir de la frontière jordanienne son premier raid contre Israël. L'existence de ces deux organisations séparées reflète l'opposition entre, d'une part la Syrie — qui prône une guerre de libération populaire et soutient le Fatah —, d'autre part l'Égypte de Nasser, opposée aux régimes baasistes syriens et irakiens.

## Guerre des Six jours

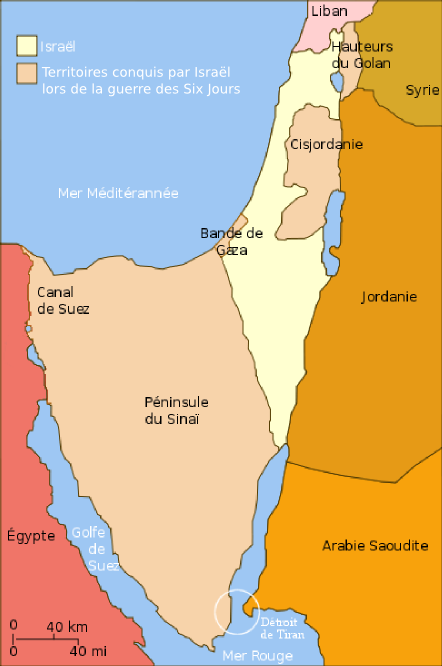
Les conquêtes de la guerre des Six jours (167)

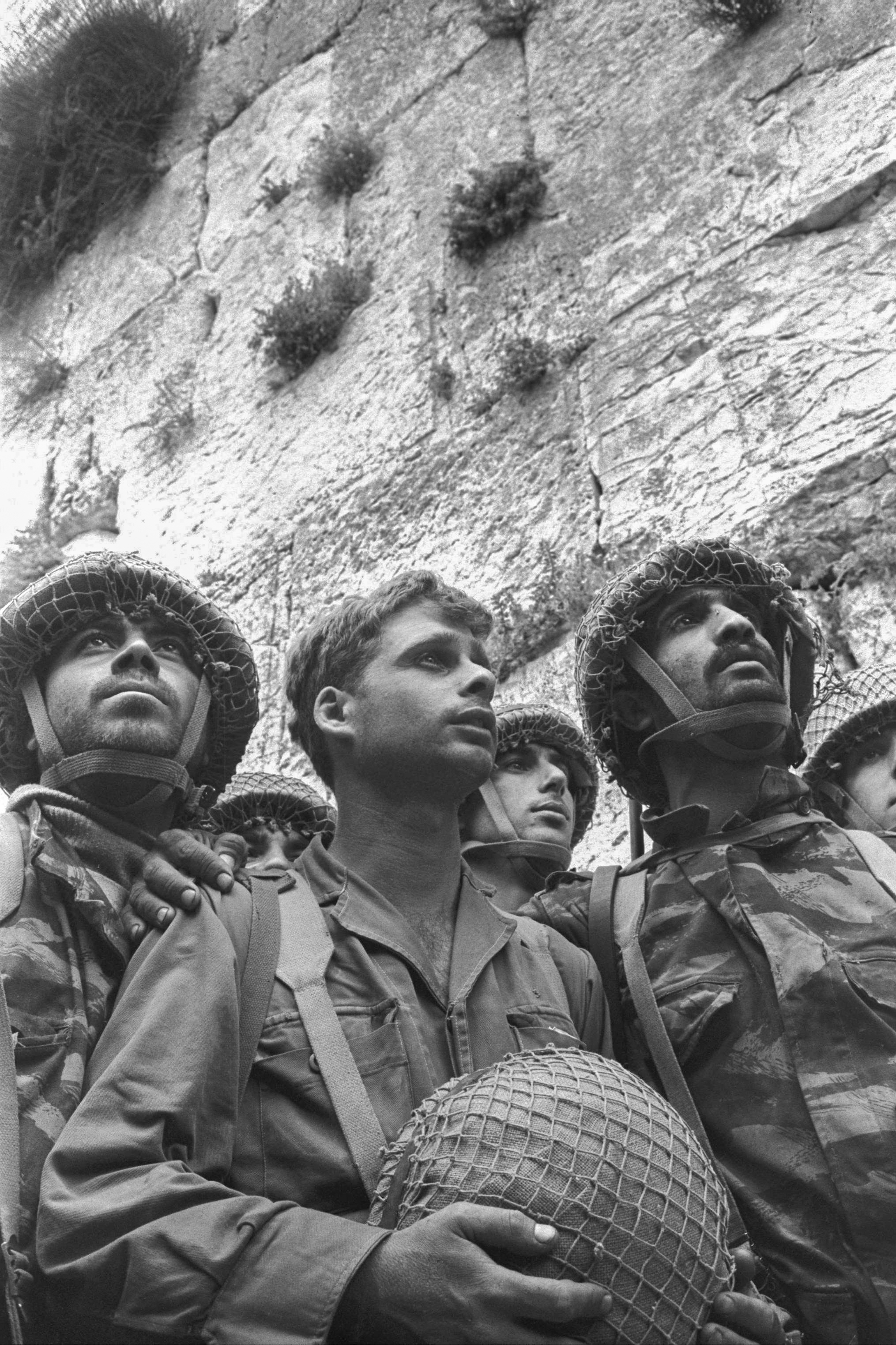
Célèbre photographie de trois parachutistes israéliens devant le mur des Lamentations à Jérusalem lors de la guerre des Six Jours, par le photographe David Rubinger (7 juin 1967)

Le 2 novembre 1966, à l'instigation de Moscou, l'Égypte et la Syrie signent un accord de défense mutuelle. Le 12 mai 1967, l'URSS informe la Syrie de la concentration de onze divisions israéliennes sur sa frontière, information que les Syriens ne peuvent confirmer au chef d'état-major égyptien. Malgré le démenti des Nations unies quant à la présence de troupes israéliennes le long de la frontière syrienne, Nasser ordonne à l'armée égyptienne de faire mouvement vers le Sinaï.
En mai 1967, l'Égypte obtient du Secrétaire général de l'ONU U Thant le retrait des troupes de l'ONU du Sinaï et de Charm el-Cheikh où elles garantissent l'accès au golfe d'Aqaba, à la suite de quoi, le 15 mai, les forces égyptiennes pénètrent dans le Sinaï. Le 23 mai, l'Égypte bloque l'accès au détroit de Tiran aux navires israéliens (route du sud essentielle à l'approvisionnement des Israéliens en pétrole) en imposant un blocus au port d'Eilat, ce qui rend caducs les accords internationaux sur les droits de passage dans le détroit, signés en 1957 par 17 puissances maritimes. Israël considère cela comme un casus belli. L'alliance de l'Égypte avec la Syrie est complétée par des traités avec la Jordanie (30 mai) et l'Irak (4 juin). Au nord d'Israël, l'artillerie syrienne bombarde inlassablement les localités de Haute Galilée. La propagande arabe, promettant de « jeter les Juifs à la mer » contribue à l'angoisse des Israéliens et des Juifs de la diaspora, mais aussi au complet soutien de cette dernière à Israël.
En Israël, le Premier ministre Levi Eshkol donne l'impression de ne plus avoir le contrôle de la situation. Finalement, sous la pression de l'opposition et notamment de Menahem Begin, Eshkol accepte de former un gouvernement d'union nationale dans lequel Moshe Dayan est ministre de la Défense et auquel participe Menahem Begin. Quant à la population, elle s'enfonce dans la peur et le désespoir, accentués par la décision du général de Gaulle de placer sous embargo toutes les livraisons d'armes françaises destinées au Moyen-Orient. Pour Abba Eban, le ministre des Affaires étrangères, « le président de Gaulle avait placé Israël devant l'alternative « maintenant ou jamais ». Le choix ne pouvait être que maintenant. ». En Égypte, la guerre est aussi jugée inévitable et, du Koweït au Maroc, en passant par l'Irak, la Libye, le Soudan et l'Algérie, on s'apprête à envoyer des corps expéditionnaires arabes dans le Sinaï et la bande de Gaza.
Le 5 juin 1967, arguant de l'imminence d'une attaque arabe, Israël lance préventivement une offensive éclair contre l'Égypte — menée par les généraux Moshe Dayan, ministre de la Défense, et Yitzhak Rabin, chef d'état-major — et appelle la Transjordanie à rester neutre. La Jordanie refuse et attaque Israël avec de l'artillerie lourde sur Jérusalem-ouest et la région de Tel Aviv. Le 7 juin, Israël vainc l'armée jordanienne et prend le contrôle de tout Jérusalem (donc, du mur des Lamentations) et de la Cisjordanie. Le cessez-le-feu israélo-jordanien décidé par le Conseil de sécurité de l'ONU entre en vigueur le 7 juin à 22 heures. Le même jour, l'armée israélienne atteint Charm el-Cheikh et le lendemain, le canal de Suez. Le 9 juin, tout le Sinaï est sous contrôle israélien.
Les Syriens continuant leurs bombardements, Tsahal monte à l'assaut du plateau du Golan le 9 juin. Les troupes israéliennes arrêtent l'offensive syrienne le 10 juin, dans la ville de Kuneitra.
Les aviations égyptienne, jordanienne et syrienne sont détruites en une journée.
Au terme d'une guerre éclair de six jours et au prix de 759 morts et 3 000 blessés, Israël conquiert la Cisjordanie dont Jérusalem-Est, la bande de Gaza, le Golan (y compris la zone des fermes de Chebaa) et la péninsule du Sinaï. La Palestine arabe avec ses 1 200 000 habitants passe sous contrôle israélien. La guerre fait aussi 15 000 morts du côté égyptien, 800, du côté jordanien, et 500, du côté syrien. 250 000 à 300 000 civils palestiniens, ainsi que 100 000 habitants du Golan grossissent les camps de réfugiés en Jordanie ou en Syrie.
Cette guerre et particulièrement l'angoisse qui l'a précédée soudent la diaspora autour d'Israël. La victoire assure son implantation dans la région. Mais elle transforme aussi notablement la perception d'Israël par les autres nations. Ce peuple de réfugiés toujours menacés dans leur existence devient pour beaucoup une puissance occupant des territoires fortement peuplés. L'URSS et la plupart des pays de l'Est rompent leurs relations diplomatiques avec Israël.
Le 27 juin 1967, la Knesset vote l'annexion de fait de la partie est de Jérusalem en adoptant une loi assurant la continuité des services publics des deux côtés de l'ancienne ligne de démarcation et en dissolvant la municipalité arabe le lendemain.

### Conclusions diplomatiques
Du 29 août au 1er septembre 1967 se tient le sommet arabe de Khartoum où Nasser et Ahmed Choukairy font adopter les trois « non » de Khartoum — « non » à la reconnaissance d'Israël, « non » à des négociations directes et « non » à la paix — assortis d'un seul « oui » (la création d'un État palestinien), enterrant ainsi toute possibilité de paix.
Le 22 novembre 1967, le Conseil de sécurité des Nations unies adopte la résolution 242 qui préconise l'application des deux principes :
- le retrait des forces armées israéliennes « des territoires occupés » (dans sa version en français) ou « from occupied territories »[41] (c'est-à-dire « de territoires occupés », dans sa version en anglais) au cours du récent conflit ;
- la fin de toute revendication ou de tout état de belligérance, le respect et la reconnaissance de la souveraineté, de l'intégrité territoriale et de l'indépendance politique de chaque État de la région et du droit de chacun d'eux de vivre en paix dans des frontières sûres et reconnues, dégagées de toute menace ou tout acte de violence.

Le Conseil de sécurité affirme également la nécessité :
- d'apporter une juste solution au problème des réfugiés ;
- de garantir l'inviolabilité territoriale et l'indépendance politique de chaque État de la région, à travers diverses mesures telles que l'établissement de zones démilitarisées.

## De 1967 à 1973: du triomphe à la remise en question

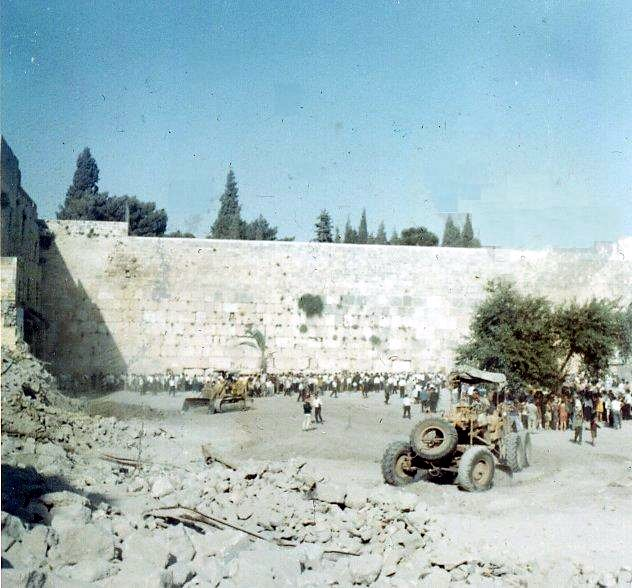
Dégagement de l'esplanade devant le Mur occidental (juillet 1967)

Après la guerre des Six Jours, les Israéliens et leur gouvernement sont persuadés de leur supériorité face aux armées arabes. Cette certitude est renforcée par l'échec de la guerre d'usure lancée par les Égyptiens. C'est ainsi que le gouvernement israélien devient aveugle à la fois aux efforts de paix du président Sadate, ainsi qu'à ses préparatifs militaires. La guerre du Kippour, lancée le 6 octobre 1973 par les Égyptiens, surprend donc Israël.

### Reprise de l'immigration
La victoire de 1967 entraîne immédiatement une reprise de l'immigration, avec, pour la première fois, un nombre important de ressortissants juifs issus des pays riches : entre 1968 et 1973, 34 000 Américains, 19 000 Français, 7 000 Britanniques s'établissent en Israël.
En 1968, débutent l'Alya de Juifs en provenance d'URSS et une série de procès antijuifs spectaculaires intentés en Russie, contre les « refuzniks » ou « prisonniers de Sion ». Les « Juifs du silence » d'URSS obtiennent le soutien de politiciens juifs et non-juifs en Europe occidentale. De plus, en février 1971, une conférence internationale tenue à Bruxelles appelle « au respect du droit inaliénable [des Juifs soviétiques] au retour dans leur patrie historique Israël ». Le Kremlin finit par céder et laisse partir 13 000 Juifs en 1971, 32 000 en 1972 et 33 000 en 1973, tout en leur demandant au préalable de rembourser le coût de leur formation scolaire. En 1974, le Sénat américain adopte l'amendement Jackson-Vanik liant le développement du commerce américain avec l'URSS à l'assouplissement par l'URSS des règles d'attribution des visas de sortie à ses ressortissants.

### Premières colonies israéliennes en Cisjordanie
Dès juillet 1967, le gouvernement israélien lance le plan Allon qui préconise l'implantation de colonies dans les territoires occupés, particulièrement sur le Golan et dans la vallée du Jourdain, afin d'assurer la sécurité d'Israël. Avec, d'une part la montée en puissance du Goush Emounim, créé en 1974 par les disciples du rabbin Zvi Yehouda Kook, d'autre part l'arrivée au pouvoir en 1977 du parti de droite du Likoud, les colonies ou implantations se multiplient en Cisjordanie et dans la bande de Gaza, avec le but pour les Juifs de se réapproprier la Terre d'Israël (Eretz Israël). En 2016, la population juive de la Judée et de la Samarie se rapproche des 400 000 personnes.

### Montée en puissance de la résistance et du terrorisme palestiniens
En mars 1968, le Front populaire de libération de la Palestine revendique un attentat où périt un Israélien et où sont blessés une dizaine d'enfants. En représailles, le gouvernement israélien décide d'attaquer le camp de Karameh. Dans la bataille qui s'ensuit, des dizaines de soldats israéliens et plus d'une centaine de combattants palestiniens sont tués. Néanmoins, la résistance du Fatah est considérée comme un succès qui permet à Yasser Arafat, d'une part de faire adopter en 1968 une charte palestinienne niant toute revendication juive sur tout ou partie de la Palestine et prônant la lutte armée comme seule voie pour la libération de la Palestine, d'autre part de devenir le 4 février 1969 le chef de l'OLP.
À partir de 1970, les passagers juifs et israéliens des lignes aériennes deviennent la cible du terrorisme de l'air palestinien : le 22 février 1970, une bombe fait exploser un avion de la Swissair à destination de Tel Aviv et fait 47 morts. En septembre 1970, le FPLP détourne quatre vols avant de détruire les avions. Le 8 mai 1972, un vol Vienne - Tel Aviv est détourné. L'intervention de Tsahal empêche les terroristes de mettre à exécution la destruction de l'appareil avec ses passagers. Le 30 mai 1972, trois pirates japonais tuent 25 personnes (dont dix-sept pèlerins portoricains) et en blessent 72 en tirant à l‘arme automatique sur les trois cents passagers qui viennent de débarquer à Lod, en Israël, d‘un appareil d‘Air France assurant la liaison Paris - Rome - Tel Aviv. Le 5 septembre 1972, onze athlètes israéliens sont abattus aux Jeux olympiques de Munich par des membres de l'organisation palestinienne Septembre noir.

### Gouvernement Golda Meir et guerre d'usure
Le 26 février 1969, Levi Eshkol meurt du cancer et, après l'intérim de Yigal Allon, Golda Meir devient Première ministre d'Israël. Elle gouverne en s'appuyant sur un nombre restreint de ministres et conseillers et reste très pessimiste quant aux chances de paix avec les pays arabes.

#### Guerre d'usure
Les hostilités avec l'Égypte reprennent dès le 21 octobre 1967, lorsqu'une vedette égyptienne coule le croiseur israélien Eilat, causant la disparition d'une cinquantaine de marins israéliens, ce à quoi Israël réplique en incendiant raffineries et réservoirs de carburant près de Suez. En juin, puis en septembre 1968, l'artillerie égyptienne bombarde les positions israéliennes, faisant une quinzaine de morts, du côté de l'État hébreu. En réaction, Israël fait sauter des ponts sur le Nil, ainsi qu'une centrale électrique, puis construit une ligne de fortifications le long du canal de Suez — la ligne Bar-Lev, parfois surnommée la « ligne Maginot » israélienne.
Le 8 mars 1969, peu de temps après la mort de Levi Eshkol et avant même que Golda Meir lui succède officiellement, Nasser lance la guerre d'usure en annonçant publiquement que l'Égypte n'est plus liée par l'armistice de juin 1967. L'armée égyptienne harcèle l'armée israélienne le long du canal de Suez y faisant deux-cents morts et blessés. Les Israéliens répliquent, et en décembre 1969, la plupart des batteries anti-aériennes égyptiennes sont détruites.
À la suite de ce revers, les Égyptiens recherchent et obtiennent le soutien militaire de l'URSS. Celle-ci dépêche alors deux-cents pilotes et des milliers de techniciens et de conseillers militaires que les Israéliens affrontent directement. Inquiets de ces derniers développements, les Américains présentent le 19 juin 1970 le « plan Rogers » — du nom de William P. Rogers, le secrétaire d'État américain. Ce plan est rapidement accepté par les Égyptiens et les Jordaniens, puis par les Israéliens le 31 juillet 1970, au prix de la démission du gouvernement de Menahem Begin et de quatre de ses collègues. Les hostilités cessent le 5 août 1970.

#### Septembre noir
À la suite de trois détournements aériens vers un aéroport désaffecté jordanien, et alors que le Fatah ne cache pas son intention de renverser le régime jordanien, le roi Hussein lance ses unités de Bédouins contre le Fatah et le FPLP, faisant des centaines de morts dans les camps de réfugiés. Les Palestiniens proclament alors Irbid capitale de la république de Palestine. L'armée syrienne commence à intervenir au secours des Palestiniens au nord de la Jordanie, mais Israël met ses troupes en alerte et l'armée syrienne se retire. Nasser convoque un sommet arabe extraordinaire le 27 septembre 1970 au Caire, au cours duquel Arafat et Hussein de Jordanie signent un cessez-le-feu stipulant le désarmement des commandos palestiniens et leur retrait de Jordanie. Épuisé par la longueur des débats et la maladie, Nasser meurt le lendemain. Anouar el-Sadate lui succède. Quant à Yasser Arafat, il se retire au Liban où il établit le Fatah.

#### Panthères noires
Au printemps 1971, inspirés par les événements de mai 1968 en France et par le mouvement des Black Panthers aux États-Unis, les Panthères noires, groupe de jeunes gens issus des familles pauvres marocaines et d'étudiants gauchistes, provoquent de violentes manifestations à Jérusalem et dénoncent la « ségrégation » dont souffre le « second Israël » en matière de logement, d'éducation et d'emploi. Si le mouvement des Panthères noires disparaît rapidement, ses revendications inspirent le parti de Menahem Begin qui séduit l'électorat séfarade à partir de 1973.

#### Création du Likoud
Sous l'impulsion d'Ariel Sharon qui a alors quitté l'armée, est créé un nouveau parti, le Likoud, qui fédère différents partis de droite, dont le Gahal de Menahem Begin, qui en devient le chef.

## De la guerre du Kippour à la chute des travaillistes

### Guerre du Kippour et remplacement de Golda Meir par Yitzhak Rabin

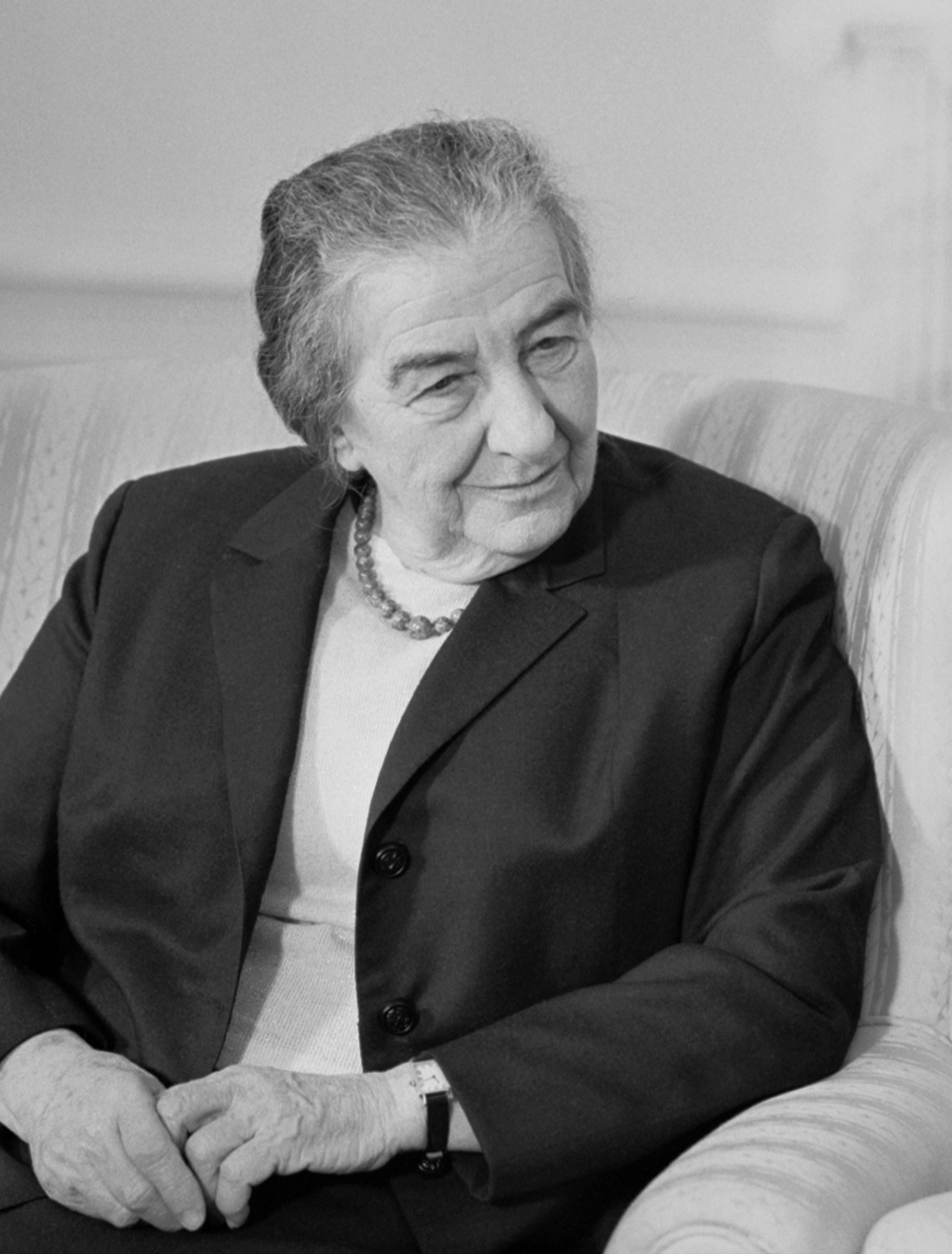
Golda Meir (1973)

En 1971, Sadate demande à Israël de se désengager partiellement du Sinaï et de se retirer à 40 kilomètres du canal de Suez afin de permettre la réouverture de celui-ci. Malgré le soutien de Dayan, cette proposition est rejetée par le gouvernement israélien à cause de désaccords en son sein, ce qui amène le président égyptien à mener une campagne de désinformation pour faire croire qu'il n'a ni la volonté, ni la possibilité de lancer une nouvelle guerre contre Israël.
Le 6 octobre 1973, jour de la fête du Kippour, la plus importante du calendrier juif (date choisie par Sadate et Assad, dès la mi-août 1973), l'Égypte et la Syrie lancent par surprise une offensive coordonnée contre Israël : l'Égypte attaque par le Sinaï, et la Syrie, par le plateau du Golan — site contrôlant le lac de Tibériade et toutes les ressources en eau du Nord d'Israël. Surprise, l'armée israélienne est d'abord mise en difficulté, mais à partir du 9 octobre, elle contre-attaque victorieusement sur le front syrien, jusqu'à menacer Damas. Sur le front égyptien, à partir du 14 octobre, elle repousse les assaillants grâce à un ravitaillement en munitions fourni par un pont aérien américain. En progressant rapidement dans le Sinaï, l'armée égyptienne se trouve séparée de son ravitaillement : Israël profite de cette situation pour reprendre l'initiative, grâce au général Sharon qui fait couper les arrières de l'armée égyptienne en envoyant ses hommes, le 16 octobre, de l'autre côté du canal. L'armée égyptienne est alors contrainte à la reddition. La Syrie poursuit la guerre avec l'espoir de récupérer le reste du Golan, mais sans résultat.
Le 22 octobre 1973, l'ONU adopte la Résolution 338, qui réaffirme la validité de la Résolution 242, adoptée en 1967 pendant la guerre des Six Jours, et appelle toutes les parties en conflit (l'Égypte, la Syrie, Israël et la Jordanie) à un cessez-le-feu immédiat et à des négociations en vue d'« instaurer une paix juste et durable au Moyen-Orient ».
Les combats cessent le 25 octobre et, à l'instigation du secrétaire d'État américain Henry Kissinger, le cessez-le-feu israélo-égyptien est signé le 28 octobre au « kilomètre 101 » (c'est-à-dire à 101 kilomètres du Caire) par les généraux israélien Aharon Yariv et égyptien Abdel Ghani el-Gamasy. Sur le front syrien, les combats s'interrompent quand les Israéliens sont à une quarantaine de kilomètres de Damas.
Des deux côtés, les pertes sont lourdes : plus de 2 500 morts et des milliers de blessés du côté israélien, 12 000 morts égyptiens, 3 000 morts syriens et des dizaines de milliers de blessées égyptiens ou syriens. C'est un échec politique israélien qui met en exergue l'immobilisme du Premier ministre Golda Meir et l'arrogance du ministre de la Défense Moshe Dayan. La crise qui s'ensuit entraîne le 11 avril 1974 la démission de Golda Meir et son remplacement par Yitzhak Rabin le 3 juin, malgré la candidature de Shimon Peres. À plus long terme, cette crise de confiance est à l'origine de la chute du parti travailliste en 1977. Toutefois, cette guerre montre aussi aux Arabes que les Israéliens sont vulnérables et efface en quelque sorte l'humiliation de la guerre des Six Jours, ce qui permet l'ouverture de négociations de paix.

### Immigration d'Union soviétique et des anciennes républiques soviétiques
À partir de 1968 — particulièrement durant les années 1970, et à nouveau durant les années 1990 après la chute de l'Union soviétique —, Israël doit faire face à une transformation démographique capitale avec l'arrivée des immigrants russes. En Union soviétique, les Juifs sont alors confrontés à un antisionisme qui confond volontiers sionisme et judaïsme. Cette situation incite des centaines de milliers de Juifs à quitter l'URSS. En 1973, un premier pic est atteint où 34 000 Juifs arrivent en Israël. Cette immigration diminue dans les années 1980 quand l'URSS ferme ses portes, pour reprendre avec encore plus de vigueur lors de la perestroïka et de la chute de l'Union soviétique. Si les Juifs ashkénazes d'Europe centrale sont imprégnés de culture juive, si les Juifs sépharades du monde arabe sont souvent très religieux, les Juifs soviétiques — qui pour bon nombre d'entre eux préféreraient émigrer aux États-Unis sans les restrictions à l'immigration imposées par ces derniers — n'ont souvent aucune culture juive ou sont même non-Juifs, puisque Israël admet conjoints et enfants non-Juifs de Juifs. En tout, jusqu'à 2010, plus de 1 200 000 personnes venues de l'ancienne Union soviétique immigrent en Israël, soit plus d'un tiers de toute l'immigration vers l'État hébreu. Mais l'apport de l'immigration russe est capital pour Israël. Dans les années 1990, les autorités israéliennes prennent conscience de la très haute valeur de ces nouveaux citoyens qui constituent une main-d'œuvre qualifiée et favorisent avec un succès impressionnant la création de start-up technologiques. C'est ainsi qu'Israël devient l'un des pays au monde à la plus forte concentration de telles sociétés, l'un des moyens-clés de cette réussite étant le lancement d'un programme d'incubateurs technologiques, structure où les nouveaux entrepreneurs reçoivent un soutien financier, technique et managérial pendant deux ans.
En 2018, l'immigration en provenance de l'ancienne URSS reste significative, puisque cette année-là, Israël accueille plus de 10 500 immigrants russes et 6 500 immigrants ukrainiens.

### Recrudescence du terrorisme palestinien et défaites à l'Organisation des nations unies
Le 11 avril 1974, un attentat terroriste à Kiryat Shmona commis par un commando du Front populaire de libération de la Palestine (FPLP) d'Ahmed Jibril fait dix-huit morts, dont neuf enfants. Un mois plus tard, le 16 mai 1974, alors que 90 élèves environ sont pris en otage à Ma'alot, vingt-et-un enfants sont tués par les terroristes lors de l'intervention de l'armée pour les libérer.
En octobre 1974, le sommet arabe de Rabat reconnaît l'OLP comme unique représentant légitime du peuple palestinien. Grâce à cette reconnaissance arabe, Arafat monte le 13 novembre 1974 à la tribune de l'ONU revolver à la hanche pour y déclarer : « je suis venu porteur d'un rameau d'olivier et d'un fusil de combattant de la liberté. Ne laissez pas le rameau d'olivier tomber de ma main. Je le répète : ne le laissez pas tomber de ma main. ».
Bien que les attentats en Israël continuent, causant des dizaines de morts, l'État hébreu voit le sionisme assimilé au racisme et à la discrimination raciale par la résolution 3379 de l'Assemblée générale des Nations unies adoptée le 10 novembre 1975, qui ne sera annulée que le 16 décembre 1991 par la résolution 46/86.
Du 27 juin au 4 juillet 1976, la centaine d'otages juifs et israéliens, ainsi que l'équipage français, capturés par un commando terroriste germano-palestinien à bord d'un avion d'Air France et retenus à l'aéroport d'Entebbe en Ouganda, sont délivrés par un raid de l'armée de l'air israélienne. Le commandant de l'opération, Yonatan Netanyahou, est tué durant l'intervention, ainsi que trois otages.

### Politique des «petits pas» de Henry Kissinger
Malgré les rivalités entre Yitzhak Rabin et Shimon Peres et l'opposition des militants du Goush Emounim, le secrétaire d'État américain Henry Kissinger parvient à faire adopter un accord intérimaire entre l'Égypte et Israël signé le 4 septembre 1975, par lequel, dans le Sinaï, les Israéliens se retirent à l'est des cols de Giddi et de Mitla et restituent aux Égyptiens les puits de pétrole de la région.

### Chute de Rabin et du parti travailliste
Après quinze ans de croissance continue du PIB de 10 % par an, celle-ci recule à 3 % par an entre 1973 et 1977, se limitant même à 1 % par an en 1976, quand les dépenses militaires qui plafonnaient à 8,7 % du PIB en 1966 atteignent 32,8 % entre 1973 et 1976, de façon à prendre en compte l'un des enseignements de la guerre du Kippour, à savoir augmenter les effectifs de l'armée et améliorer son armement. Ces choix politiques entrainent une inflation galopante — jusqu'à 36 % en 1976 — et donc, une chute nette du niveau de vie, alors que le pays connaît de multiples scandales financiers.
De plus, Yitzhak Rabin, Premier ministre, et Shimon Peres, ministre de la Défense, s'opposent fortement quant à la politique à suivre en Cisjordanie. Rabin est encore attaché à l'option jordanienne, quand Peres y organise des élections municipales qui balayent les élus proches du pouvoir hachémite. Le Premier ministre est aussi affaibli par des scandales financiers qui touchent jusqu'au candidat aux fonctions de gouverneur de la Banque d’Israël. Par ailleurs, la rupture avec le Parti national religieux ayant contraint le gouvernement à démissionner, de nouvelles élections sont programmées pour le 17 mai 1977. De plus, Rabin doit reconnaître que son épouse a conservé un compte en dollars aux États-Unis après qu'il a quitté son poste d'ambassadeur à Washington, ce qui est contraire à la loi israélienne.
Les élections législatives entraînent la chute du parti travailliste — après près de 50 ans à la tête du mouvement sioniste et de l'État d'Israël — et l'arrivée au pouvoir du Likoud de Menahem Begin. C'est une « révolution » selon le mot du présentateur de la télévision israélienne.

## Gouvernement Menahem Begin: accords de Camp David et guerre au Liban
article détail

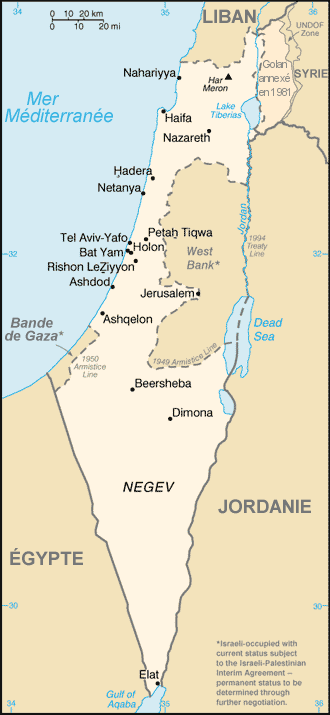
Israël et les territoires annexés (Golan et Jérusalem-Est)) ou sous contrôle israélien (Bande de Gaza et Cisjordanie), après la restitution du Sinaï à l'Égypte

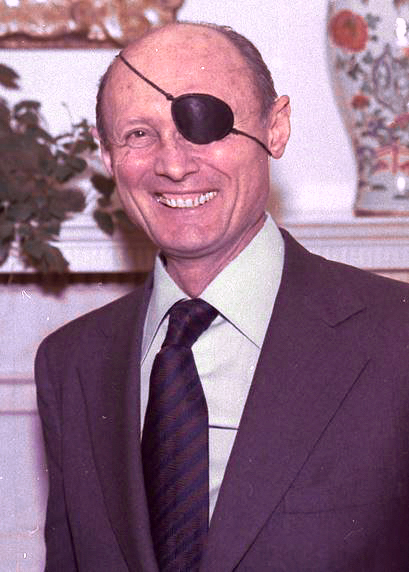
Moshe Dayan (1978)

Les élections de 1977 révèlent que le bloc de droite et du centre est devenu largement majoritaire dans tout le pays, particulièrement parmi les Séfarades des quartiers populaires et des villes de développement. Begin fait entrer dans son gouvernement, Moshe Dayan comme ministre des Affaires étrangères, ainsi que des députés ultraorthodoxes.

### Accord de Camp David et paix avec l'Égypte
Le 4 septembre 1977, Hassan II reçoit Moshe Dayan, puis douze jours plus tard, organise une rencontre à Rabat entre ce dernier et le ministre égyptien des Affaires étrangères Hassan Touhami.
Les Américains veulent faire participer les Soviétiques au processus de paix, ce que ne souhaite pas Anouar el-Sadate, après les avoir chassés d'Égypte. C'est alors que le 9 novembre 1977, le président égyptien surprend le monde entier en annonçant, devant le Parlement égyptien, devant certains de ses ministres et devant Yasser Arafat, qu'il est prêt à se rendre en visite officielle à Jérusalem pour convaincre les Israéliens de sa volonté de paix. Dès le 11 novembre, Begin fait savoir au peuple égyptien qu'il accueille favorablement cette initiative et, le 15 novembre, le Premier ministre d'Israël fait parvenir une invitation au président égyptien. Du 19 au 21 novembre, Sadate effectue un séjour en Israël durant lequel il se rend à la mosquée al-Aqsa et à Yad Vashem, rencontre Golda Meir et prononce un discours à la Knesset. Le discours de Sadate et celui de Begin qui lui répond sont d'une « intransigeance » totale, mais brisent l'« impasse » qui existait jusqu'alors.
Le 11 mars 1978, un commando de l'OLP venant du Liban débarque sur une plage israélienne et s'empare d'un car sur la route de Tel-Aviv. L'attentat connu comme le Massacre de la route côtière, destiné à faire capoter les pourparlers égypto-israéliens, fait 38 victimes israéliennes et 71 blessés. L'armée israélienne lance l'opération Litani en envahissant alors le sud du Liban jusqu'au fleuve Litani pour y détruire l'infrastructure de l'OLP. Sous la pression de l'ONU, elle arrête son offensive au bout d'une semaine. L'ONU installe alors la FINUL pour veiller au cessez-le-feu, alors que les Israéliens cèdent le contrôle de la région à l'Armée du Liban sud du major Saad Haddad.
Le gouvernement israélien est divisé entre, d'une part les partisans de la construction de nouvelles implantations en Cisjordanie, comme Ariel Sharon, d'autre part les opposants à cette politique, comme Ezer Weizman, le ministre de la Défense. Fatigué physiquement, Menahem Begin, après quelques hésitations, reconnaît qu'à la suite de la visite de Sadate à Jérusalem, une partie de la population israélienne espère la paix. Ainsi naît, en mars 1978, le mouvement « La Paix maintenant » (en hébreu, שלום עכשיו - « Chalom Akhchav »), à la suite d'une pétition lancée par des soldats et des officiers inquiets de la lenteur des négociations israélo-égyptiennes.
Finalement, Jimmy Carter et son secrétaire d'État Cyrus Vance convoquent Begin et Sadate à Camp David le 5 septembre 1978. Après douze jours de négociations, l'accord-cadre de Camp David est signé le 17 septembre, qui prévoit l'évacuation totale du Sinaï par Israël et mentionne « les droits légitimes du peuple palestinien et ses justes revendications »,.
Le 26 mars 1979, Anouar el-Sadate et Menahem Begin signent le traité de paix israélo-égyptien qui confirme le retrait israélien du Sinaï et la reconnaissance de l'État d'Israël par l'Égypte. Conformément au traité, Israël se retire du Sinaï en avril 1982. L'évacuation de l'implantation de Yamit ne va pas sans quelque résistance de ses habitants. Seule, la station balnéaire de Taba reste sous le contrôle israélien jusqu'en 1989.
Pour leur implication dans ces négociations, Anouar el-Sadate et Menahem Begin reçoivent le prix Nobel de la paix en 1978. Du 26 au 30 octobre 1980, le président israélien Yitzhak Navon fait une visite officielle en Égypte. Mais le 6 octobre 1981, Anouar el-Sandate est assassiné au Caire par des membres d'un groupe islamiste et le 15 octobre, Moshe Dayan, l'un des principaux négociateurs israéliens des accords de paix, meurt d'un cancer.

### Crise financière et bilan social positif
À la suite de la libéralisation de l'économie par le gouvernement du Likoud qui met ainsi fin à 30 ans de socialisme, le pays connaît une inflation galopante (qui atteint les 132,9 % en 1980) et un déficit record de la balance des paiements. Le gouvernement met alors en place une politique d'austérité qui ne connaît guère de succès. Le 24 février 1980, le shekel remplace la livre israélienne comme unité monétaire — un shekel vaut 10 livres israéliennes. Un nouveau ministre des finances, Yoram Eridor, met en place une politique favorisant la consommation avec la baisse de la TVA et celle des tarifs douaniers. L'inflation atteint alors les 200 % en 1982.
La scolarité devient obligatoire jusqu'à 16 ans et gratuite jusqu'à 18 ans, ce qui augmente de 50 % le nombre de bacheliers. Une vaste opération de rénovation des quartiers est lancée et une pension vieillesse universelle est mise en place.

### Second gouvernement Begin
Alors que les sondages d'opinion laissaient entrevoir la victoire de Shimon Peres et du parti travailliste, le succès complet de la destruction, opérée le 7 juin 1981, du réacteur nucléaire irakien Osirak — acheté par Saddam Hussein à la France —, permet à Menahem Begin de remporter les élections législatives du 30 juin 1981.
Au Liban, les chrétiens des Phalanges dirigées par Bachir Gemayel et soutenues par Menahem Begin s'opposent de plus en plus violemment aux forces syriennes de Hafez el-Assad, tandis que les Palestiniens du Sud-Liban multiplient les attaques contre le nord d'Israël. Un cessez-le-feu israélo-palestinien entre en vigueur le 24 juillet 1981.
Le 14 décembre 1981, Israël proclame l'annexion du Golan au travers de la « loi du plateau du Golan », ce qui entraine la suspension de l'accord de coopération israélo-américain.
En avril 1982, sous l'impulsion du ministre de la défense Ariel Sharon et conformément aux accords de Camp David, les colonies israéliennes du Sinaï sont démantelées et Yamit est même rasée.

### Guerre au Liban
Le 6 juin 1982, à l'instigation du ministre de la Défense, Ariel Sharon, Israël déclenche « l'opération Paix en Galilée », dont l'objectif annoncé est de placer la Galilée hors de portée des canons palestiniens en repoussant les forces de l'OLP à plus de 40 km de la frontière israélienne. Les Israéliens rencontrent l'opposition de l'OLP et de l'armée syrienne. Le 9 juin, l'armée de l'air israélienne détruit l'ensemble des batteries de missiles sol-air syriennes, lors de l'opération Mole Cricket 19. La Syrie signe un cessez-le-feu le 11 juin. À l'initiative d'Ariel Sharon — qui n'informe pas systématiquement le Premier ministre et dont la popularité diminue dans l'armée et dans l'opinion —, l'armée israélienne met le siège devant Beyrouth-ouest de façon à obtenir la reddition des 15 000 miliciens palestiniens qui s'y trouvent. Finalement, les troupes de l'OLP sont évacuées du Liban sous protection américano-franco-italienne à partir du 21 août 1982 et leur commandement s'établit en Tunisie. Après l'élection à la présidence de la république libanaise le 23 août 1982 de Bachir Gemayel, partisan de la paix avec Israël, puis son assassinat le 14 septembre 1982 par un membre du Parti social nationaliste syrien, les phalangistes chrétiens massacrent, du 16 au 18 septembre 1982, des centaines de civils palestiniens dans les camps de Sabra et Chatila, situés dans une zone du Liban contrôlée par l'armée israélienne. Selon les Israéliens, il y aurait eu 700 à 800 victimes et 2 000 à 3 000 selon le Croissant-Rouge palestinien. Le massacre suscite une très forte émotion dans le monde et particulièrement en Israël où 400 000 personnes manifestent pour obtenir une commission d'enquête. Celle-ci, en février 1983, blâme Begin, Sharon et d'autres membres du gouvernement et de l'armée. Sharon est contraint de démissionner.
Le bilan final des opérations est très lourd avec, au 14 octobre 1982, près de 18 000 morts syro-libano-palestiniens et 657 morts israéliens, selon An Nahar.
Le 28 août 1983, Begin démissionne et les soldats israéliens se retirent de Beyrouth pour s'installer à 30 kilomètres au sud de la rivière Awali. À leur place, s'installent l'armée syrienne, des milices islamiques et le Hezbollah. Ce dernier, le 4 novembre 1983, mène un attentat-suicide qui fait soixante morts au QG de l'armée israélienne, à Tyr,.
Si l'invasion du Liban a permis le retrait des Palestiniens du Sud-Liban et l'affaiblissement temporaire de l'armée syrienne, cette dernière, après le retrait israélien de 1983, a pu prendre le contrôle de la plus grande partie du Liban et ce, jusqu'à l'évacuation du Liban par l'armée syrienne en 2005, à la suite de l'attentat contre Rafiq Hariri.

## Gouvernements Shamir et Peres: tournant économique, arrivée des Juifs d'Éthiopie, intifada et recherche de la paix
Le 10 octobre 1983, le nouveau chef du Likoud Yitzhak Shamir est investi comme Premier ministre. Mais devant l'aggravation de la situation au Liban, la fermeture de la bourse, l'arrêt des ventes de devises étrangères et l'inflation galopante, de nouvelles élections législatives sont organisées le 23 juillet 1984. Menés par Shimon Peres, les travaillistes obtiennent le plus grand nombre de sièges, mais aucune majorité ne se dégage et un gouvernement d'union nationale est formé pour permettre la résolution de la crise économique et la sortie des troupes israéliennes du Liban. Shimon Peres et Yitzhak Shamir instituent alors le système de la rotazia par lequel le second succède au premier au bout de deux ans. Shimon Peres devient donc Premier ministre, Yitzhak Rabin, ministre de la Défense, et Yitzhak Shamir, vice-Premier ministre et ministre des Affaires étrangères. Le 20 octobre 1986, conformément à cet accord — et bien que Peres soit alors au sommet de sa popularité —, Peres et Shamir échangent leurs rôles, ce dernier redevenant Premier ministre.
La première tâche que s'est fixée Shimon Peres, l'évacuation du Liban, est achevée en juin 1985 sous la direction de Rabin — à l'exception d'une bande de 869 km2, le long de la frontière avec Israël, laissée sous le contrôle de l'armée du Liban sud du général libanais Antoine Lahd.

### Tournant économique en 1985
Selon l'OCDE, jusqu'en 1977 — année de l'arrivée du Likoud au pouvoir —, l'économie israélienne est marquée  par la très forte influence des syndicats (fédérés dans la Histadrout) et par un engagement capitalistique important de l'État : les secteurs de l'énergie et des télécommunications sont entièrement nationalisés, d'autres, partiellement. Or, après la guerre du Kippour, l'économie sombre : en 1975, le fardeau militaire représente pas moins de 35 % du produit intérieur brut du pays. Malgré la première réforme monétaire de 1978 qui voit l'introduction du shekel, Israël entre également dans une période d'hyperinflation, celle-ci atteignant jusqu'à 600 % en 1984, tandis que les déficits annuels équivalent à 10 à 15 % du PIB par année. Les banques commerciales doivent être nationalisées. Entre le 30 juin et le 2 juillet 1985, le gouvernement de Shimon Peres présente à la Knesset et à la Histadrout un programme audacieux de stabilisation économique, dans le but de doter Israël d'une économie de marché. Salaires et prix sont gelés. Le 1er janvier 1986, est introduit le nouveau shekel, dont le taux de change est tout d'abord fixe par rapport au dollar et qui vaut 1 000 shekels. Les dépenses publiques font l'objet de coupes claires. Les États-Unis apportent une aide de 1,5 milliard de dollars. Ce programme de stabilisation économique, accompagné de réformes structurelles efficaces, permet de réaliser des progrès considérables sur le front de la stabilisation macroéconomique. Les résultats de ce programme, combinés à la très forte immigration en provenance de l'ancienne Union soviétique sont spectaculaires : l'inflation annuelle retombe à 20 % dans les années 1980 et la dette publique passe de 260 % à 147 % du PIB en trois ans, puis à 85 % en 2008 ; de plus, la même année, ce PIB est de 22 000 $ par habitant. À partir de 1996, les banques peuvent être à nouveau privatisées. L'inflation a presque disparu. En 2008, elle ne dépasse pas 2 % par an depuis huit ans, tandis que le taux de chômage est de 7,6 % et que la croissance de l'économie oscille autour de 5 %. Ce taux de croissance est atteint notamment au prix d'un développement des inégalités qui frappent particulièrement la population arabe.

### L'immigration des Juifs d'Éthiopie

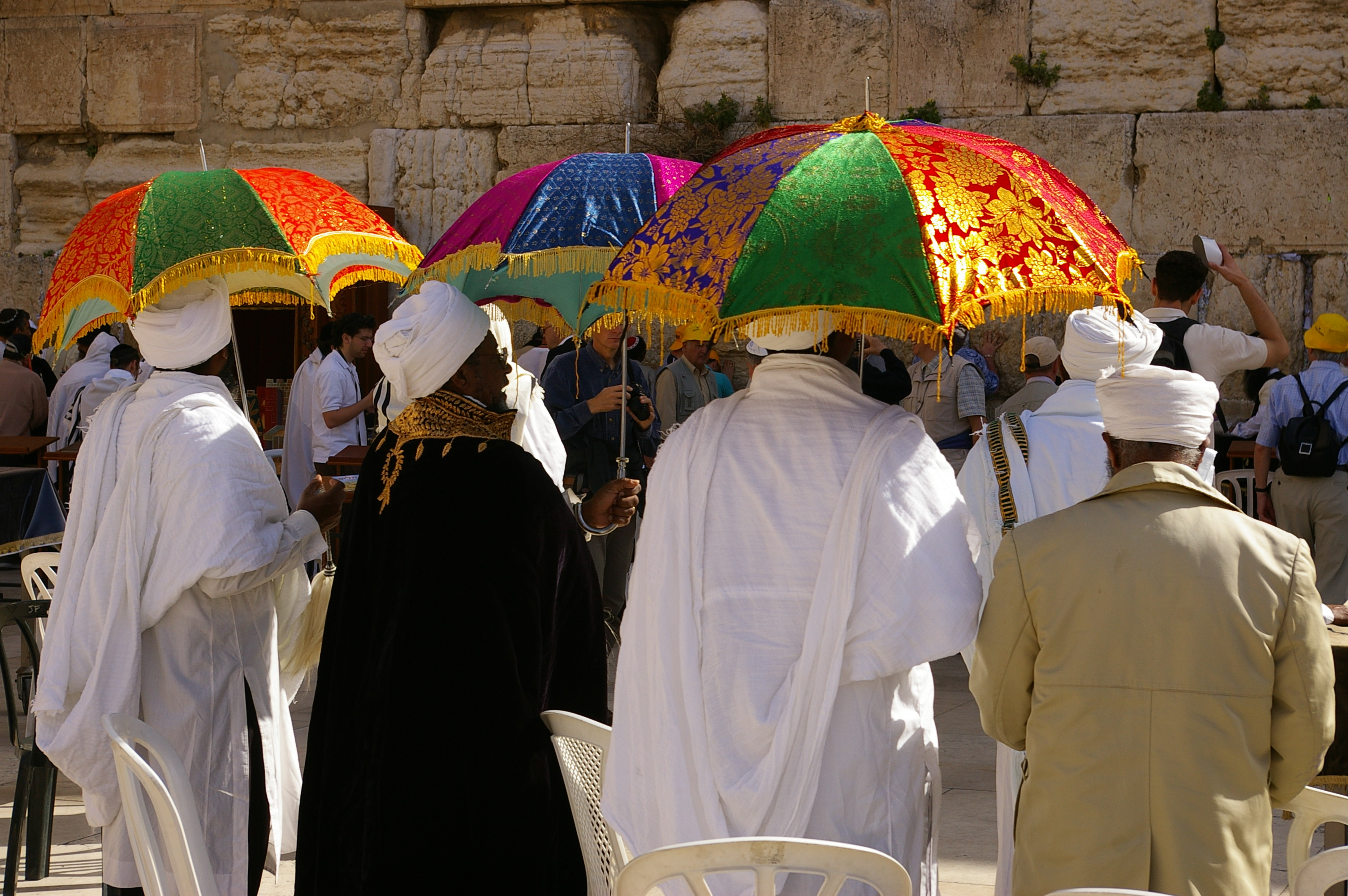
Juifs d'Éthiopie au Mur occidental (2008)

En 1984 et en 1991, Israël lance deux opérations importantes, les opérations Moïse et Salomon, pour sauver les Juifs éthiopiens — souvent appelés « Beta Israël » quand il s'agit de personnes de religion juive ou de « Falashas » quand il s'agit de Juifs convertis de force au christianisme — menacés par la famine et les transférer dans l'État hébreu. En 1984, au prix de plusieurs milliers de morts, les Falashas fuient à pied l'Éthiopie pour le Soudan, dont la complicité permet l'établissement d'un pont aérien avec Israël. Du 20 novembre 1984 au 5 janvier 1985, a lieu la première opération de sauvetage en masse des Juifs d'Éthiopie, l'opération Moïse, laquelle permet l'arrivée en Israël de 8 500 réfugiés, hommes, femmes et enfants.
Puis, entre le 24 et le 26 mai 1991, Israël lance la deuxième opération aérienne pour sauver les Juifs d'Éthiopie, l'opération Salomon, laquelle permet, en deux jours, le transfert vers Israël de plus de 14 500 réfugiés. L'émigration des Juifs d'Éthiopie continue avec le transfert des Falashas, les Éthiopiens d'origine juive. En tout, plus de 95 000 immigrants sont venus d'Éthiopie jusqu'à 2010.
Une nouvelle opération d'immigration concernant 2 000 Juifs éthiopiens est lancée le 3 décembre 2020 avec un premier vol vers Israël pour 200 personnes, alors qu'un nouveau conflit interne déchire l'Éthiopie.

### Première intifada et naissance du Hamas
De 1985 à 1987, de graves incidents émaillent les relations israélo-palestiniennes : le 1er octobre 1985, un raid de l'aviation israélienne sur le quartier général de l'OLP à Tunis fait 72 morts, dont douze Tunisiens. Six jours plus tard, un commando du Front de libération de la Palestine (qui appartient à l'OLP) prend le contrôle du paquebot italien Achille Lauro et tue dans sa chaise roulante un invalide américain Leon Klinghoffer, avant que les otages ne soient libérés.
Les Territoires palestiniens connaissent aussi une violente crise économique provoquée par le plan de stabilisation lancé par Shimon Peres. De plus, les mauvaises relations entre l'OLP et la Jordanie, ainsi que la crise du pétrole consécutive à la guerre irano-irakienne entraînent une diminution des envois de devises aux Palestiniens par la Jordanie et les pétromonarchies du Golfe. Le chômage palestinien explose, alors que 20 % seulement des diplômés des universités palestiniennes trouvent du travail.
Le 8 décembre 1987 éclate la première intifada ou « guerre des pierres », conflit dont la cause immédiate est un accident de la route où quatre Palestiniens sont tués par un camion israélien. C'est surtout la réponse à l'occupation israélienne de la Cisjordanie et de la bande de Gaza. Ni le gouvernement israélien, ni les chefs de l'OLP Yasser Arafat et Abou Jihad, ne comprennent alors la gravité des émeutes qui éclatent alors.
À la suite du déclenchement de l'Intifada, cheikh Yassine, chef de l'organisation — légalisée par Israël en 1978 — des Frères musulmans à Gaza, crée le Hamas (acronyme arabe pour Mouvement de résistance islamique), et le 13 mars 1988, lance son premier appel anti-Juif, avant même de publier la charte du Hamas qui dénonce les Juifs qui « règnent sur les médias mondiaux, les agences d'information, la presse, [etc. et qui sont] derrière la Révolution française, la révolution communiste », en s'appuyant sur Les Protocoles des Sages de Sion, considérés comme une preuve irréfutable. Pour le Hamas, la libération de la Palestine ne passe, ni par la négociation avec Israël, ni par l'intervention des Nations-Unies, mais par le Jihad,.
La police, l'armée et le gouvernement israéliens sont surpris par la violence des émeutes, tandis que l'organisation La Paix maintenant, l'association pour la défense des droits de l'homme B'Tselem et des intellectuels juifs de la Diaspora critiquent les interventions des forces de l'ordre ou protestent contre celles-ci. Le 16 avril 1988, un commando de l'armée israélienne tue à Tunis Abou Jihad — l'adjoint de Yasser Arafat, inspirateur en 1978 du massacre de la route côtière — et le 18 mai 1989, cheikh Yassine est arrêté à Gaza. Les émeutes palestiniennes entraînent un fort glissement à droite de l'opinion israélienne et accroît la popularité de petits partis extrémistes tels Tehiya, Moledet, Tsomet ou le Kach du rabbin Meir Kahane.
Le 6 juillet 1989, un terroriste du Jihad islamique palestinien prend le volant d'un autobus assurant la liaison Tel Aviv - Jérusalem et le précipite dans un ravin entrainant la mort d'au moins 14 civils israéliens.
Ce conflit ne prend fin qu'avec les accords d'Oslo en septembre 1993. Durant l'intifada, sont morts 1 162 Palestiniens (dont 241 enfants) et 160 Israéliens (dont 5 enfants). Celle-ci a renforcé la position de l'OLP parmi les Palestiniens, mais a aussi contribué à la naissance du Hamas. L'image d'Israël a été durablement affectée par les reportages sur ce conflit opposant des militaires bien équipés à des manifestants lanceurs de pierres.

### Recherche de la paix
Depuis l'Intifada, le Likoud est de plus en plus persuadé que des discussions avec les Palestiniens sont indispensables, d'autant que le 31 juillet 1988, le roi Hussein de Jordanie a pris la décision de rompre les liens administratifs et légaux qui unissaient la Cisjordanie à son royaume, ce qui constitue une « divine surprise » pour Yasser Arafat, lequel proclame le 12 novembre 1988 la naissance de l'État indépendant de Palestine, sur les bases de la Résolution 292 du Conseil de sécurité des Nations unies. Puis, en visite officielle à Paris, l'homme d'État palestinien annonce que la charte de l'OLP est « caduque », sans toutefois qu'il reconnaisse explicitement Israël. Shamir, qui a pu à nouveau former un gouvernement après les élections israéliennes de 1988, refuse toute négociation avec l'OLP, malgré les pressions américaines.
L'invasion du Koweït par l'armée irakienne de Saddam Hussein obtient le soutien de Yasser Arafat. Le 18 janvier 1991, deuxième jour de l'opération Tempête du désert, Saddam Hussein lance ses fusées Scud sur Israël, suscitant des manifestations de joie parmi les Palestiniens et espérant une riposte israélienne qui entraînerait le soutien à l'Irak des pays arabes. Malgré les victimes israéliennes, Shamir décide de ne pas répliquer et les Américains installent des batteries anti-missiles Patriot.
Les États-Unis, inquiets de la haine anti-américaine naissant dans le monde arabe, à cause particulièrement de soldats chrétiens stationnant sur le sol sacré de l'Arabie saoudite, imposent la tenue d'une conférence internationale à Madrid en octobre 1991, en présence des Israéliens, et où les Palestiniens sont représentés par trois éminentes personnalités au sein de la délégation jordanienne. Si la conférence ne produit aucun résultat immédiat, elle permet cependant d'établir différentes commissions se réunissant à Washington et à Moscou, lesquelles — malgré leur échec en 1992 — préparent le terrain aux négociations des accords d'Oslo.
Dans les Territoires palestiniens, les adversaires des négociations de paix — le Hamas et le Jihad islamique, encouragés par l'Iran — n'hésitent plus à faire usage de leurs armes contre les militants de l'OLP, tandis que le soutien de Yasser Arafat à Saddam Hussein entraîne aussi l'arrêt de l'assistance financière à l'OLP de la part de l'Arabie et des Émirats arabes unis.

## Nouveau gouvernement Rabin et accords d'Oslo
En février 1992, Yitzhak Rabin reprend, aux dépens de Shimon Peres, la tête du parti travailliste qui remporte les élections législatives de juillet 1992. Rabin devient Premier ministre et nomme, malgré l'hostilité entre les deux hommes, Peres ministre des Affaires étrangères.

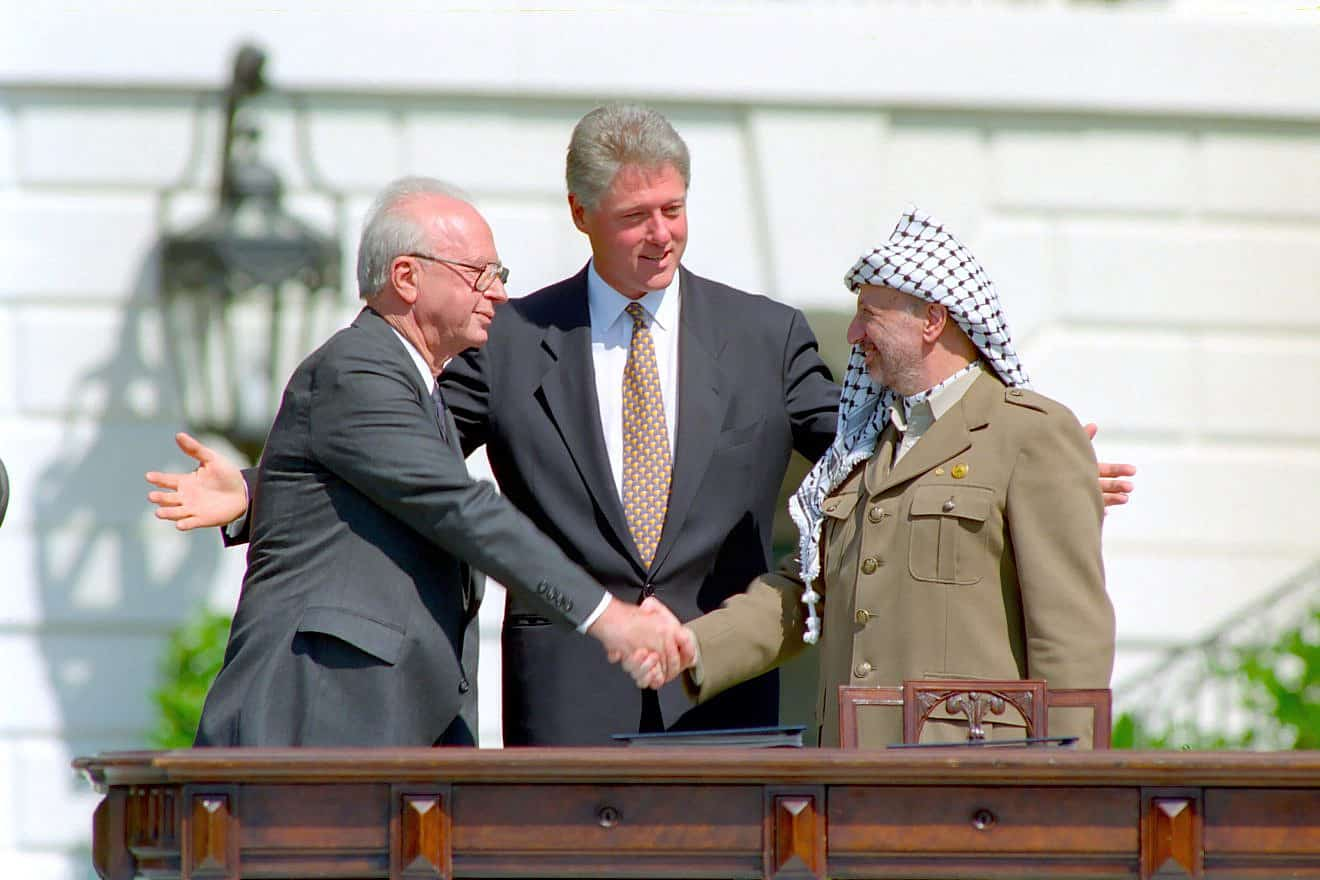
Signature des accords d'Oslo à la Maison Blanche (Rabin, Bill Clinton et Arafat)

### Accords d'Oslo et du Caire
Après l'échec des négociations de Washington et Moscou, de nouvelles négociations se tiennent discrètement à Oslo, à partir de janvier 1993, à l'insu de Rabin et d'Arafat, entre des représentants de Shimon Peres et de Mahmoud Abbas. Les principaux négociateurs sont le vice-ministre israélien des affaires étrangères Yossi Beilin et le représentant de l'OLP Ahmed Qoreï. Le 28 août 1993, après une rencontre entre Arafat et Peres, puis un échange de lettres entre Arafat et Rabin, une « déclaration de principes » est annoncée le 28 août 1993. L'accord prévoit que pour la première fois de leur histoire, les Palestiniens vont pouvoir prendre en main leur destin, d'abord à Jéricho et à Gaza, puis cinq ans plus tard, dans le reste des Territoires.
L'accord suscite une violente opposition, tout d'abord dans les pays arabes ou musulmans, comme la Syrie ou l'Iran, ensuite dans les organisations palestiniennes, telles que le FPLP et le FDLP, ainsi que dans les organisations islamistes comme le Hamas, le Hezbollah et le Jihad islamique. En Israël, les accords sont approuvés, aussi bien par la Knesset, après un débat très houleux, par 61 voix contre 50, que par l'opinion publique, malgré les critiques acerbes du nouveau chef du Likoud Benyamin Netanyahou.
Le 13 septembre 1993, Yitzhak Rabin et Yasser Arafat signent les accords d'Oslo, à Washington, à la Maison-Blanche.
En décembre 1994, les accords d'Oslo valent le prix Nobel de la paix à Yitzhak Rabin, Shimon Peres et Yasser Arafat.

### Recrudescence de la violence israélo-palestinienne
Dans les deux mois qui suivent les accords d'Oslo, le Hamas multiplie les attentats en faisant 15 morts du côté israélien. Le 25 février 1994, Baruch Goldstein — un médecin résident de Kiryat Arba près d'Hébron et admirateur du rabbin Meir Kahane — tire à la mitraillette sur les fidèles musulmans du tombeau des Patriarches, en tue trente et en blesse une centaine. Au cours des émeutes qui s'ensuivent, trente musulmans tombent sous les balles des soldats israéliens.
Goldstein, qui est tué lors de l'attentat, trouve des soutiens parmi les milieux hassidiques. De peur de perdre sa majorité à la Knesset, Rabin se borne à interdire le mouvement Kach du rabbin Kahane et à incarcérer quelques militants. Le Hamas réplique en avril 1994 par les attentats d'Afoula et de Hadera qui font treize morts et plus de soixante-dix blessés.
Le 12 juillet 1994, Yasser Arafat entre en héros à Gaza et rend rapidement visite à la famille du cheik Yassine. Les attentats du Hamas et du Jihad islamique se multiplient : Tel Aviv (19 octobre 1995), Beit-Lid près de Netanya (22 janvier 1995), Ramat Gan (24 juillet 1995) et Jérusalem (21 août 1995),. Ces attentats font une cinquantaine de morts et de multiples blessés.
Israël réplique par de nombreux bouclages de la bande de Gaza et par l'interdiction de l'entrée en Israël de nombreux travailleurs de Gaza, où le taux de chômage atteint 38 % en 1996.

### Accords du Caire, traité de paix israélo-jordanien et accords d'Oslo II
Le 4 mai 1994, malgré les attentats palestiniens et israélien, Rabin et Arafat signent les accords du Caire qui prévoient l'émergence d'une nouvelle institution, l'Autorité palestinienne, un organisme de 24 membres ayant pour mission de gérer les affaires civiles de la Cisjordanie et de la bande de Gaza,.
Malgré les propos d'Arafat — qui le 11 mai 1994 évoque le Jihad pour la récupération de Jérusalem, puis qui compare les accords du Caire à un stratagème pour obtenir une trêve avant de reprendre plus tard le combat —, Rabin ordonne à l'armée, le 14 mai, de se retirer de Jéricho, puis quelques jours plus tard, d'une partie de la bande de Gaza. Il rencontre ensuite secrètement le roi Hussein de Jordanie, auquel il promet de veiller aux intérêts hachémites sur les lieux saints musulmans de Jérusalem. Le 26 octobre 1994 est signé dans le Néguev un traité de paix israélo-jordanien — qui comprend une clause sur le partage de l'eau — en présence du président des États-Unis Bill Clinton et du ministre russe des Affaires étrangères Andreï Kozyrev.
Pour essayer de contrer les attentats du Hamas, un nouveau texte, Oslo II, est approuvé par les deux camps le 28 septembre 1995 à Washington. Le nouvel accord prévoit le découpage de la Cisjordanie en trois zones :
- la zone A, qui comprend les villes palestiniennes où les Palestiniens sont complètement autonomes, comme Gaza et Jéricho ;
- la zone B, qui comprend les territoires où les pouvoirs sont partagés ;
- la zone C, qui comprend la plus grande partie du territoire, désertique ou occupé par les implantations juives, et qui est contrôlée par les Israéliens.

Le sort de Jérusalem n'est toujours pas abordé.

### Assassinat d'Yitzhak Rabin et nouveau gouvernement Peres
La publication de ces accords entraîne, à l'égard du Premier ministre Yitzhak Rabin, de violentes injures de la part des médias d'extrême droite et des habitants des implantations juives de Cisjordanie. Des rabbins lancent aux soldats des appels à la sédition. Le 5 octobre, la Knesset approuve les accords par une seule voix de majorité, et le soir même, Rabin est traité de « nazi » lors d'une manifestation à Jérusalem, en présence de Netanyahou, Sharon et Katsav. Pour soutenir l'action de Rabin et Peres, est organisée le 5 novembre 1995 une contre-manifestation qui rassemble plus de 100 000 personnes. C'est au sortir de cette manifestation qu'un étudiant religieux radicalisé Yigal Amir tire et abat le Premier ministre, plongeant le pays dans un « deuil immense ».
Shimon Peres redevient Premier ministre, mais perd rapidement sa popularité initiale au profit de Benyamin Netanyahou. En effet, après les meurtres, en octobre 1995 du chef du Jihad islamique Fathi Shaqaqi, puis en janvier 1996, de Yahia Ayache — l'« artificier en chef » du Hamas, à l'origine d'attentats-suicides ayant fait une cinquantaine de morts et des centaines de blessés —, le Hamas lance une nouvelle campagne d'attentats-suicides à Jérusalem, Ashkelon et Tel Aviv, faisant une soixantaine de morts et des centaines de blessés. Puis survient l'échec de l'opération Raisins de la colère, conçue pour faire taire les canons du Hezbollah qui bombardaient la Galilée et Kiryat Shmona, mais qui par une erreur de tir, fait 102 morts parmi les réfugiés du camp de Cana au Sud-Liban. Les élections législatives du 29 mai 1996 sont remportées par Benyamin Netanyahou et le Likoud.

### Essor démographique, technologique et économique et sécularisation
De 1989 à 1996, un million d'immigrants de l'ex-Union soviétique sont accueillis en Israël, alors que le chômage baisse et que l'économie connaît une forte expansion — où le high-tech représente 70 % des exportations. Le président de la Cour suprême Aharon Barak fait prendre à celle-ci des décisions réduisant la place de la religion dans la société israélienne. C'est ainsi que la haute juridiction demande à l'administration, dans le cas des conversions au judaïsme pratiquées à l'étranger, d'admettre une définition libérale de l'identité juive. Elle permet également l'enregistrement des mariages entre « cohanim » et femmes divorcées, la diffusion de la télévision et diverses autres activités le samedi, ainsi que l'importation de viande non kasher. Toutes ces évolutions suscitent l'inquiétude des mouvements religieux.

### Israël, société à facettes multiples
Dès les années 1970, des auteurs de littérature, de théâtre ou de cinéma — tels Hanoch Levin, Meir Shalev ou Amos Gitaï — malmènent ce que leurs adversaires de droite appellent les « valeurs sacrées d'Israël ». Dans la presse, Gideon Levy, journaliste au journal de gauche Haaretz, critique systématiquement la politique israélienne à Gaza et en Cisjordanie, au point de faire perdre des centaines d'abonnés à son journal. Puis, ce sont les « nouveaux historiens », comme Benny Morris ou Ilan Pappé, qui, dans leur discours postsioniste, remettent en cause le rôle de Tsahal, des kibboutzim ou même de la centrale syndicale Histadrout, au point d'être accusés de mener une opération d'autodestruction et de suicide collectif de la nation par l'écrivain Ahaaron Megged (en).
Allant encore plus loin dans leur désir de saper les fondements du fait israélien, les intellectuels de la gauche radicale reprennent l'argument de Hannah Arendt au lendemain du procès Eichmann, sur la banalité du mal et dénoncent le cynisme des élites sionistes qui, selon eux, ont justifié la création de l'État juif par l'exceptionnalité du massacre des Juifs par les Nazis. Même un écrivain de gauche comme Amos Oz est atterré par ces critiques, qui remarque que, lorsque les intellectuels français dénonçaient la politique de leur pays en Algérie, ou quand les intellectuels américains, celles des États-Unis au Viêt Nam, ils ne remettaient pas en cause le droit de leur pays à exister.
Inversement, l'arrivée au pouvoir de Menahem Begin permet le basculement à droite des formations religieuses, qui jusqu'alors soutenaient les gouvernements travaillistes, et qui désormais approuvent la colonisation des territoires, avec les partis ultra-orthodoxes ashkenaze, Agoudat Israel et séfarade Shas. Dans la vie israélienne, cette évolution se traduit par la multiplication des cercles d'études juives, par l'essor des mouvements hassidiques (comme les Loubavitch), et plus généralement, par une rejudaïsation succédant au sionisme séculier des pères fondateurs.
Cette vision binaire est pourtant fallacieuse : en 2012, 9,4 % des Israéliens se disent ultra-orthodoxes, 13,6 %, traditionalistes religieux, 22,6 %, traditionalistes non religieux, et 43,9 %, non religieux. Cette ambivalence se retrouve dans les institutions mêmes de l'État d'Israël où le judaïsme n'est « ni séparé de l'État, ni reconnu comme religion d'État ». Cette ambivalence favorise l'intégration des Juifs séfarades, guère intéressés par le sionisme laïque et plus poussés par des motivations religieuses. Une elle situation est aussi reflétée par la statistique suivante : 92 % des Israéliens juifs posent une mezouzah à l'entrée de leur domicile, 92 % font circoncire leurs garçons, mais seulement 27 % ne voyagent pas pendant le shabbat et seuls 15 % se rendent quotidiennement à la synagogue.

#### Ashkénazes et Séfarades, inégalités sociales et discriminations
Bien que des écarts socio-économiques importants subsistent toujours entre, d'une part les Séfarades, originaires d'Afrique et d'Asie, d'autre part les Ashkénazes, originaires d'Europe et d'Amérique, des progrès sensibles ont été réalisés par les premiers dans tous les domaines. Si les études montrent que l'égalité n'est pas encore au rendez-vous, des avancées notables ont été constatées : dans l'armée dès 1998, notamment parmi les généraux, et en politique, où les Séfarades participent largement au pouvoir depuis l'époque de Menahem Begin — précisément, au sein du parti Shas sioniste religieux, lequel s'oppose à la vision sioniste laïque de Ben Gourion et de Shimon Peres.
Le 10 juillet 2000, Ezer Weizman doit démissionner à la suite d'un scandale financier, et le 31 juillet, Moshe Katsav est élu président. C'est le premier président mizrahi de l'État d'Israël ainsi que le premier président né dans un pays musulman. Cela illustre la diversité démographique et les inégalités qui marquent encore la société israélienne. Jusqu'à l'indépendance de l'État d'Israël, la population juive palestinienne est principalement d'origine ashkénaze, c'est-à-dire d'Europe centrale et orientale. Cette population d'origine européenne est complétée par l'immigration des Juifs originaires de l'ancienne Union soviétique, avant et surtout après sa disparition. L'autre grande partie de la population juive israélienne est constituée de Juifs de rite séfarade, originaires du bassin méditerranéen et du Moyen-Orient. Ces populations sont très diverses par la culture et par la langue d'origine (il y a par exemple 500 000 francophones en Israël, originaires le plus souvent des pays d'Afrique du nord). Même si les différences sociales tendent à s'atténuer, les Séfarades disposent toujours de revenus inférieurs à ceux des Ashkénazes.
Les Juifs marocains et plus généralement les Juifs orientaux (Mizrahi) ont subi, dans les années 1950, une discrimination qui est mieux comprise depuis l'ouverture, le 20 mars 2018, des archives sionistes concernant l’intégration en Israël des Juifs originaires du Maroc : les documents de l'Organisation sioniste mondiale sont numérisés, comme l'ont été ceux qui concernent les enfants yéménites. Il faut attendre 2021 pour que le gouvernement annonce l'indemnisation des familles touchées par le drame des enfants yéménites et plus généralement, il faut attendre 2022 pour que le Bureau des statistiques israéliens s'engage à publier des données permettant de mieux comprendre les écarts en matière de richesse, d’éducation et autres qui peuvent exister entre Juifs ashkénazes et Juifs mizrahis.

#### La société israélienne et les Juifs ultra-orthodoxes
Les Juifs ultra-orthodoxes, ou « Haredim », respectent à la lettre la Torah et ont développé une position qui oppose les plus stricts d'entre eux au reste des Israéliens, aussi bien sur leur façon de vivre, que sur le plan politique. Les Haredim sont pour une rigoureuse séparation des hommes et des femmes dans la vie publique et pour un respect absolu du Shabbat. Leurs exigences vis-à-vis des femmes — particulièrement, l'obligation de se placer à l'arrière des autobus desservant leurs quartiers, ainsi que le strict respect de la pudeur ou tsniout — ont été, à la fin 2011 et au début 2012, à l'origine de plusieurs incidents relatés par la presse. Par ailleurs, les Juifs ultra-orthodoxes consacrent souvent leur vie à l'étude de la Torah, laissant à leurs épouses le soin de subvenir aux besoins de la famille. En 2011, seulement 20,9 % des hommes Haredim travaillent. Ceci ajouté à des taux de natalité élevés, explique pourquoi les Juifs ultra-orthodoxes constituent, avec les Arabes, les deux communautés les plus pauvres d'Israël.
Sur le plan politique, certains Haredim n'acceptent pas l'existence de l'État d'Israël, lequel, selon eux, ne pourrait être recréé que par l'arrivée du Messie. Cependant, depuis les premières années de l'existence de l'État, les Juifs ultra-orthodoxes bénéficient d'exemptions de service militaire et de subventions aux écoles talmudiques (ou yechivot) — ceci, par décision de David Ben Gourion, qui pensait que les Haredim disparaîtraient petit à petit. Or, en 2017, le budget alloué à ces écoles atteint 50 milliards de shekels (un peu moins de 13 milliards d'euros). Leur influence dans la vie politique est significative, car leurs partis politiques, comme le Shas ou l'ancien Parti national religieux, obtiennent des députés indispensables aux majorités gouvernementales.
Un des principaux points de friction est l'exemption de service militaire pour les Juifs religieux. Le 11 mars 2014, la Knesset vote la loi rendant la conscription obligatoire pour les Juifs orthodoxes. La discussion de ce nouveau dispositif suscite de très fortes manifestations. La loi comporte toutefois un système de quota permettant à de nombreux Haredim de ne pas faire leur service militaire. À l'origine, cette loi ne devait être applicable qu'en 2017, mais le 24 novembre 2015, la Knesset vote un amendement qui repousse la fin de l'exemption automatique de six ans, donc à 2023. Finalement, c'est le 25 juin 2024 que la Cour suprême ordonne la conscription des étudiants ultra-orthodoxes en yeshiva, jusqu’ici exemptés. Il est également décidé que le gouvernement ne peut plus fournir de soutien financier aux étudiants des yeshivot qui étudient en lieu et place du service militaire. Le nombre d’hommes haredi éligibles au service militaire est estimé à 63 000. La Cour prend acte que l’armée israélienne a déclaré être en mesure d’enrôler seulement 3 000 étudiants de yeshiva haredi de juin 2024 à mai 2025, sur ces quelque 63 000 hommes mais que cet arrêt n'est pas le cadre approprié pour discuter des détails de la mise en œuvre de cette décision. Les partis politiques haredi, membres de la majorité gouvernementale s’opposent farouchement à l’enrôlement de leurs jeunes électeurs, ce qui laisse présager des conséquences politiques et sociétales importantes. La conscription des ultra-orthodoxes devient un sujet encore plus clivant en Israël durant la guerre à Gaza au point d'amener la démission du ministre de la Défense Yoav Gallant en novembre 2024.
Un autre sujet de discorde est le travail le jour du shabbat.
La pandémie de Covid-19 en Israël est une nouvelle source d'incompréhension entre les communautés ultra-orthodoxes et le reste de la société israélienne. En effet, les rabbins dirigeants influents éprouvent de nombreuses réticences à accepter les mesures préconisées par le gouvernement, comme la distanciation physique, la fermeture des écoles et des synagogues. À l'occasion d'obsèques de rabbins célèbres, de très importants rassemblements ont lieu, qui provoquent des heurts avec la police. La mortalité due à la pandémie est très importante dans cette tranche de la population, particulièrement dans les villes ultra-orthodoxes comme Bnei Brak.
Le 29 avril 2021, lors de la fête de Lag Ba'omer, au mont Méron, une bousculade dramatique fait 45 morts, 150 blessés et illustre les difficiles relations entre les responsables de l'État et ceux de la communauté ultra-orthodoxe.
En octobre 2021 est votée par la majorité issue des élections de mars 2021 (qui ne comporte plus de partis religieux) une loi cassant partiellement le monopole de la cacherout tenu par le Grand-rabbinat d'Israël. La première étape prévue par cette loi entre en vigueur le 2 janvier 2022.
La question de la conscription des jeunes ultra-orthodoxes devient prégnante après le 7 octobre 2023 et au fur et à mesure que la guerre contre le Hamas s'éternise. En juin 2025, les partis d'opposition essaient de faire voter la dissolution de la Knesset en espérant que s'y joignent les partis ultra-orthodoxes Shas et Yahadut Hatorah qui redoutent l'adoption d'une loi instaurant cette conscription. Mais, finalement une majorité de députés rejettent la dissolution, le parti Shas acceptant les modifications proposées par le gouvernement de Netanyahou au projet de loi et surtout craignant l'avènement d'une nouvelle majorité plus favorable à la conscription des ultra-orthodoxes. La situation évolue en juillet 2025 quand, à la suite du différend concernant la conscription des haredim étudiant en yeshiva, Yahadout HaTorah se retire du gouvernement et de la coalition Netanyahou, puis quand Shas quitte le gouvernement, mais pas la coalition qui garde toujours une majorité de trois sièges avec 63 députés sur 120.

#### Derniers arrivés: Russes et Éthiopiens
En Israël, on appelle « Russes » tous les ex-citoyens de l'Union soviétique arrivés entre 1989 et 1996. La compétence professionnelle et le niveau d'instruction de ce million d'immigrants sont sans pareils parmi tous les immigrants arrivés en Israël : 100 000 ingénieurs, 20 000 médecins ou dentistes, 40 000 enseignants, etc. À l'époque, cette immigration est redoutée à la fois par les Séfarades et les Arabes, qui envient les facilités faites à ces nouveaux immigrants, ainsi que par les orthodoxes, qui s'inquiètent du nombre de laïcs (67 %) et de non-juifs (20 %) parmi eux, car si la religion juive veut que tout Juif (hors possible conversion) doit avoir une mère juive, l'État d'Israël n'exige qu'un ascendant ou descendant direct juif. Dès 2001, les Russes d'Israël sont spécifiquement visés par l'attentat-suicide du Delfinarium, un dancing de Tel-Aviv fréquenté par les jeunes Russes : 21 garçons et filles y sont tués, tous immigrés russes. Les Russes sont représentés à la Knesset, d'abord par Yisrael Ba'aliyah, le parti de Natan Sharansky, le héros des refuzniks, puis par Israel Beytenou, le parti d'Avigdor Liberman, nationaliste militant du laïcisme.
Quant aux Éthiopiens, au nombre de 140 000 en 2015, ils posent de sérieux défis à la société israélienne par leur couleur de peau, leur différence culturelle et leur pratique religieuse. Leur intégration n'est pas sans difficultés sociales et culturelles, au point qu'en mai 2015, éclatent de violentes manifestations menées par des Israéliens d'origine éthiopienne dénonçant la discrimination dont ils font l'objet, puis que le Premier ministre en appelle à éradiquer le racisme et que le chef de l'État, Reuven Rivlin, dénonce une « plaie ouverte » chez les Israéliens d’origine éthiopienne. Le 17 mai 2015, lors d'une cérémonie en mémoire des Juifs éthiopiens morts en essayant de gagner Israël, le président Reuven Rivlin déclare : « Nous n’avons pas vu, nous n’avons pas agi correctement et nous n’avons pas assez écouté […] et, en plus de notre besoin d’autocritique et de reconnaissance [de nos torts], il faut que nous fassions preuve de confiance en notre capacité à corriger. » Et Benyamin Netanyahou d'indiquer qu’il allait, cette semaine-là, former un comité ministériel spécial pour aborder toutes les questions de discrimination et de racisme.

#### Arabes israéliens
Comme spécifié dans la déclaration d'indépendance, les habitants arabes d'Israël disposent de la même citoyenneté que les Juifs dans l'État d'Israël. Ils ont les mêmes droits politiques et sociaux et la seule distinction est en matière de devoirs puisque les Arabes sont dispensés du service militaire obligatoire en raison de leur proximité familiale et culturelle avec les Palestiniens et le reste du monde arabe. Depuis 1948, ils constituent environ 20 % de la population israélienne. 85 % d'entre eux sont musulmans sunnites, 8 % druzes et 7 % chrétiens (chiffres de 2016). Si l'arabe a été une des langues officielles de l'État, il est depuis la loi Israël, État-nation adoptée en 2018, une langue à statut spécial. Les Arabes disposent de leur réseau scolaire.
Si la condition des Arabes israéliens est généralement meilleure que celle des Arabes des pays voisins, il est clair que leur niveau de vie est inférieur à celui de leurs compatriotes juifs. Pour Maurice Rajsfus, « ils sont simplement un peu moins égaux que les autres ». Cela est dû en partie à la faible intégration des Arabes dans la population majoritaire juive due à la langue, au réseau scolaire séparé, à la dispense de service militaire et plus récemment à leur hostilité vis-à-vis de la politique gouvernementale vis-à-vis des Palestiniens. En 2011, seulement 22,6 % des femmes arabes travaillent. Cela, et avec des taux de natalité élevés malgré la transition démographique, explique pourquoi les Arabes avec les Haredim sont les deux communautés les plus pauvres en Israël.
Jusqu'aux années 1980, les partis politiques traditionnels juifs recevaient la plupart des votes arabes. À partir des années 1980, sont apparus des partis spécifiquement arabes qui participent à la majorité travailliste des années 1990 qui est à l'origine des accords d'Oslo. Après les émeutes de Nazareth et la seconde Intifada, le taux d'abstention des Arabes israéliens pour les élections à la Knesset augmente ainsi que l'audience des mouvements islamiques radicaux. Pour Paul Giniewski, ils sont désormais « palestinisés ». En 2015, après l'augmentation du seuil électoral, ils se regroupent sur une liste unique avec le Parti communiste israélien et obtiennent 13 sièges soit plus qu'ils n'en avaient jamais eu.
En 2021, la Liste arabe unie obtient 4 sièges à la Knesset et son chef Mansour Abbas entre au gouvernement israélien, devenant ministre délégué aux Affaires arabes. Il déclare en décembre 2021 : « Israël est né en tant qu’État juif. Et c’était la décision du peuple juif, d’établir un État juif. La question n’est pas de savoir quelle est l’identité de l’État. C’est ainsi que l’État est né, et c’est ainsi qu’il restera. […] C’est la réalité. La question n’est pas de savoir quelle sera l’identité de l’État, mais quel sera le statut des citoyens arabes dans cet État ».
Dans les années 2020 et particulièrement en 2023, la communauté arabe israélienne est touchée par une vague de violence intracommunautaire (130 morts dans des violences au premier semestre 2023) dont l'État israélien tarde à prendre la mesure.

#### Essor économique, scientifique et technologique: Israël,start-up nation

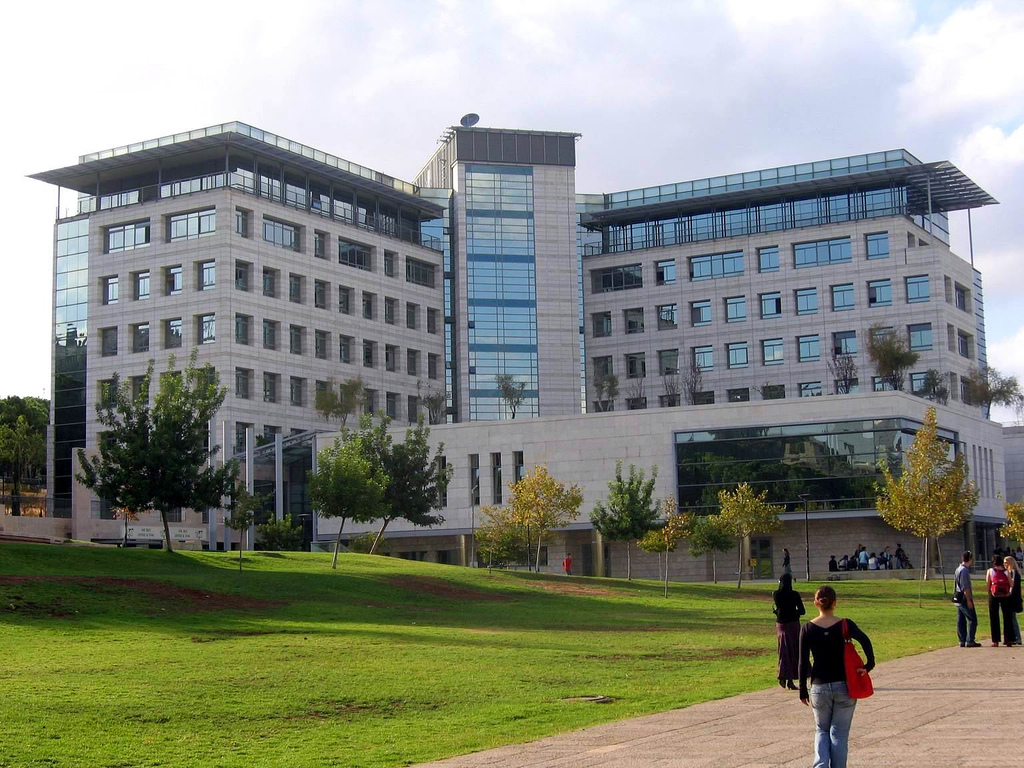
L'école d'informatique du Technion de Haïfa

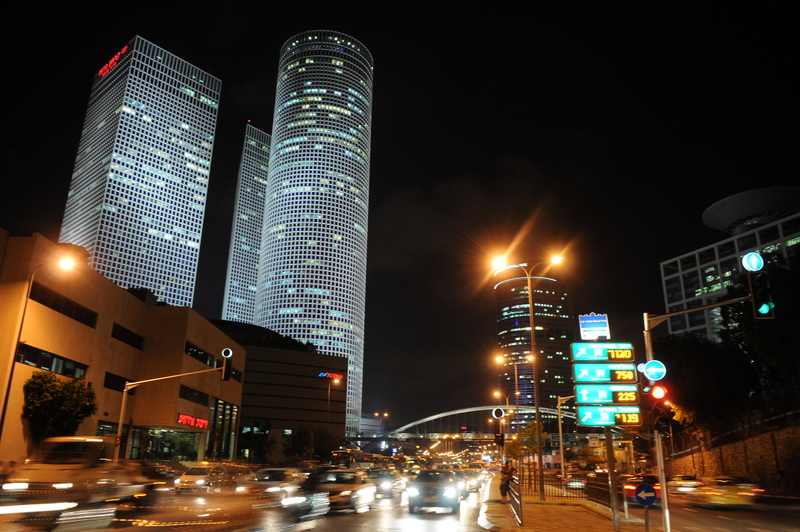
Le centre d'affaires et centre commercial Azrieli à Tel-Aviv.

L'essor économique, technique et scientifique d'Israël est lié au décret du général de Gaulle de 1968 sur l'embargo des ventes d'armes à destination d'Israël. L'État d'Israël décide alors de développer sa propre industrie militaire qui va lui permettre de devenir rapidement un des plus gros exportateurs d'armes au monde. Dès 1988, Israël lance son premier satellite Ofek 1 (Horizon 1). L'industrie aérospatiale se développe régulièrement avec les satellites Ofek, une sonde lunaire et les drones.
Si la libéralisation de l'économie effectuée par Menahem Begin amena une grave crise économique et une inflation galopante, le plan de stabilisation mené par Shimon Peres à partir de 1985 réussit très rapidement. De plus, l'essor économique fut favorisé par l'immigration massive des « Juifs d'URSS aux compétences technologiques et scientifiques exceptionnelles » puis aux perspectives de paix liées aux accords d'Oslo et au traité de paix israélo-jordanien et aussi, Israël bénéficie d'un multilinguisme exceptionnel.
Le taux de croissance augmente fortement à partir de 1990 atteignant 6,6 % en 2006. Entre 1999 et 2019, le PIB par habitant augmente de 35 % alors que la population augmente elle-même de plus de 40 %. Israël est admis à l'OCDE en 2010. Un autre aspect du dynamisme technologique israélien est illustré par les classements internationaux qui donnent à Israël la seconde place en nombre de start-ups derrière les États-Unis et la première proportionnellement au nombre d'habitants, (6 000 start-ups soit une pour 1 500 habitants en 2018). En 2021, année de reprise après la pandémie, le taux de croissance du PIB atteint 8,1 %, le plus fort depuis l'an 2000, le PIB par habitant augmente de 6,3 % et l’indice des prix à la consommation de 3,1 % en 2021.
En octobre 2011, Dan Shechtman reçoit le prix Nobel de chimie pour sa découverte des quasi-cristaux. Cette récompense, le prix Nobel de chimie déjà reçu en 2004 par Ciechanover et Hershko puis en 2009 par Ada Yonath et la médaille Fields attribuée pour ses recherches en mathématiques à Elon Lindenstrauss en 2010, illustrent la réussite des universités et de la recherche israéliennes qui se traduit par le succès des entreprises dont celles de biotechnologie,. Dans l'industrie pharmaceutique, le groupe Teva est en 2013 le premier producteur mondial de médicaments génériques.
Beaucoup des plus importantes compagnies mondiales ont établi des centres de recherche en Israël : Intel, IBM, Motorola, Applied Materials, BMC, Creo, Marvell, Cisco, HP, Nestlé, Apple, Google, Samsung, General Electric et Orange. Outre les biotechnologies, les domaines privilégiés de la recherche israélienne sont les sciences de la vie, les télécommunications, l'Internet et les logiciels. Israël jouit aussi d’une forte position dans le domaine des écotechnologies ou « technologies propres ». Les technologies des énergies renouvelables et les technologies de lutte contre la pollution de l’eau dominent les demandes de brevets portant sur des technologies de gestion environnementale. Ce dynamisme de la recherche est fondé sur des centres de recherche reconnus au niveau international — l'Université hébraïque de Jérusalem, l'Université de Tel Aviv, l'institut Weizmann de Rehovot et le Technion de Haïfa avec 15 000 étudiants et des antennes en Chine et aux États-Unis —- et sur une politique d'investissement de 5 % environ du PIB par an dans la recherche hors recherche militaire qui fournirait 1 % supplémentaire. En 2013, Israël est, avec 4,21 %, le premier pays au monde devant la Corée quant au taux de dépenses en R&D par rapport au PIB. Un des facteurs expliquant les multiples innovations israéliennes tient au fait que les ingénieurs faisant leur service militaire peuvent intégrer des unités scientifisues d'élite (comme l'unité 8200) et s'ils inventent de nouvelles technologies, ils peuvent conserver leur brevet et l'exploiter après avoir quitté l'armée. Plus que des diplômés d'école de commerce, ce sont les ingénieurs qui ont développé une solution concrète qui montent les start-up. Le rachat en 2013 pour près d'un milliard de dollars de l'application pour mobile Waze (système de guidage GPS) par Google illustre le succès des start-up israéliennes. Cette opération est encore surpassée quand, le 13 mars 2017, le géant américain des semi-conducteurs Intel annonce avoir racheté Mobileye, une société israélienne spécialisée dans des systèmes anti-collisions et d’assistance à la conduite, pour plus de 15 milliards de dollars. D'autres méga-rachats suivront. Ainsi, selon PwC Israël, durant les années 2010, 587 sociétés israéliennes ont été achetées par des sociétés étrangères pour un montant total de 70 milliards de dollars. Les domaines d'expertise de ces sociétés sont particulièrement les technologies automobiles, les semi-conducteurs et les processeurs, mais aussi dans la santé, les dispositifs médicaux et les applications de navigation.
En mars 2025, la société mère de Google, Alphabet, valide l'achat de la société Wiz (en), licorne israélienne du secteur de la cybersécurité, pour un montant de 32 milliards de dollars.
Dans le domaine des énergies renouvelables, la plus haute tour solaire du monde fournit, à partir de 2018, 1,6 % de l’électricité du pays (300 mégawatts). Même si le développement de l'énergie solaire a quelque peu ralenti avec les découvertes gazières, la production d'électricité par l'énergie solaire se développe et ainsi le samedi 17 mars 2018 vers midi, l’énergie solaire a produit ponctuellement 13,4 % de l’électricité totale consommée dans le pays. En mars 2018, 70 % de la consommation d'électricité de la vallée de l’Arava est d'origine solaire dans la journée.
En août 2018, l'UNESCO publie une étude selon laquelle Israël est le premier pays au monde en termes de chercheurs par million d'habitants et le deuxième derrière la Corée en termes de budget de recherche rapporté au produit intérieur brut.
Lors de la décennie 2013-2022, la haute technologie est devenue le secteur le plus important et dynamique de l’économie israélienne, ce secteur représentant entre 15,6 et 18,1 % du PIB israélien, soit 71 milliards d'euros, soit un doublement en dix ans. Depuis 2012, le nombre d’employés dans la haute technologie a quintuplé passant de 2,2 % à 11,4 %. En 2022, le secteur de la haute technologie représente 51% des exportations d’Israël, plus de 64 milliards d'euros. Cette haute technologie est donc principalement exportée. Les logiciels opérationnels avec des applications financières ou de cybersécurité sont le segment le plus significatif mais la part des technologies liées à l'agriculture, la biologie et le climat est en train de croître. Selon l'OCDE, seuls 9 % des investissements sont des investissements publics. La moitié des 91% d’investissements privés dans la R&D sont financés par des sources étrangères à Israël. Toutefois, les quatre premiers mois de 2023 sont marqués par une baisse du nombre d'employés dans le secteur technologique peut-être liée au programme du gouvernement Netanyahou élu en novembre 2022, mais Israël compte sur l'intelligence artificielle pour relancer le secteur.
La guerre en Ukraine crée de l'intérêt en Europe pour les systèmes de défense anti-aériens israéliens. Ainsi, en juin 2023, la commission budgétaire du Bundestag approuve une première tranche de financement pour le système de protection antimissiles israélien Arrow 3. Le 28 septembre 2023, les représentants des ministères israélien et allemand de la Défense signent un accord qui débloque 560 millions d’euros de fonds approuvés par le Parlement allemand en juin, ce qui permettra à Israël de commencer la production et la fabrication des trois batteries Arrow 3 qui devraient être livrées à l'Allemagne d’ici à 2030.
En août 2023, les États-Unis autorisent la vente du système de défense antimissile « Fronde de David » à la Finlande.
L'impact minimum des attaques du Hamas du 7 octobre 2023 par roquettes et de l'Iran par drones, missiles de croisières et missiles balistiques la nuit du 13 au 14 avril 2024 montre l'efficacité des technologies de défense antiaériennes israéliennes.
Le 24 juin 2024, la société Quantum Machines, soutenue par l'autorité de la recherche d'Israël (en) inaugure à l'université de Tel Aviv le Centre israélien de calcul quantique (en) créé pour placer Israël dans la course mondiale du développement de capacités pratiques d’informatique quantique
.

##### Le revers de la médaille

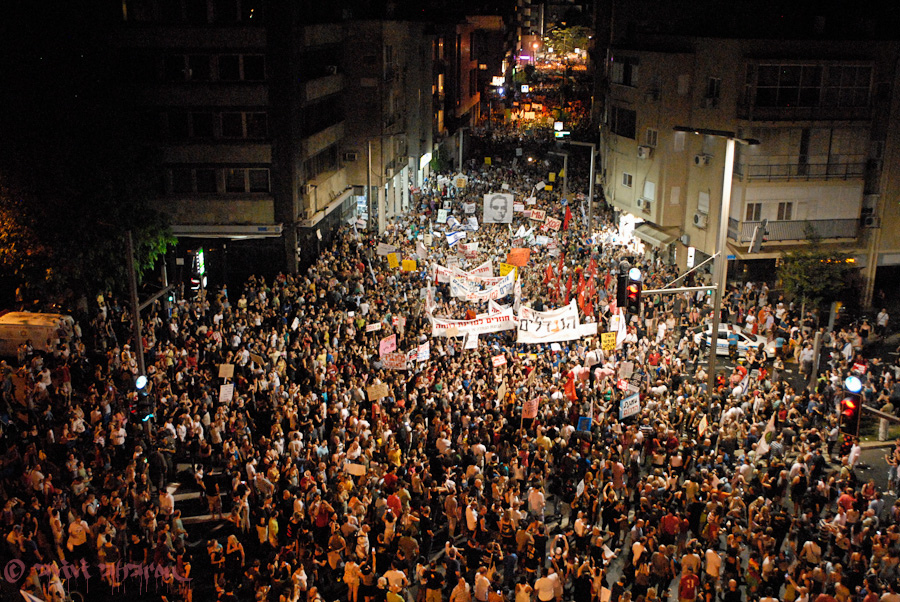
Manifestation à Tel Aviv (6 août 2011).

Si l'économie israélienne a fait un immense bond en avant, la mondialisation s'y accompagne des mêmes difficultés qu'ailleurs : délocalisation à l'étranger de la fabrication des produits à faible plus-value comme le textile, réduction des subventions publiques et désengagement social de l'État, privatisations multiples y compris des sociétés appartenant au syndicat Histadrout, augmentation de la pauvreté et des inégalités salariales. Le prix exorbitant des loyers amène d'énormes manifestations durant l'été 2011.
Le 11 mai 2013, quelques milliers de manifestants protestent à nouveau contre le budget d'austérité que s'apprêterait à adopter le gouvernement Netanyahou à la demande du ministre des Finances, Yaïr Lapid.
Les inégalités sociales restent prégnantes en Israël à la fin des années 2010 puisqu'un rapport de l'ONG Latet (en) constate que près d’un cinquième des Israéliens (18,5 %, soit plus de 1,6 million de personnes) souffrent de précarité alimentaire, soit 2 points de plus qu'en 2018.

## Du premier gouvernement Netanyahou aux élections de 2009

### Premier gouvernement Netanyahou

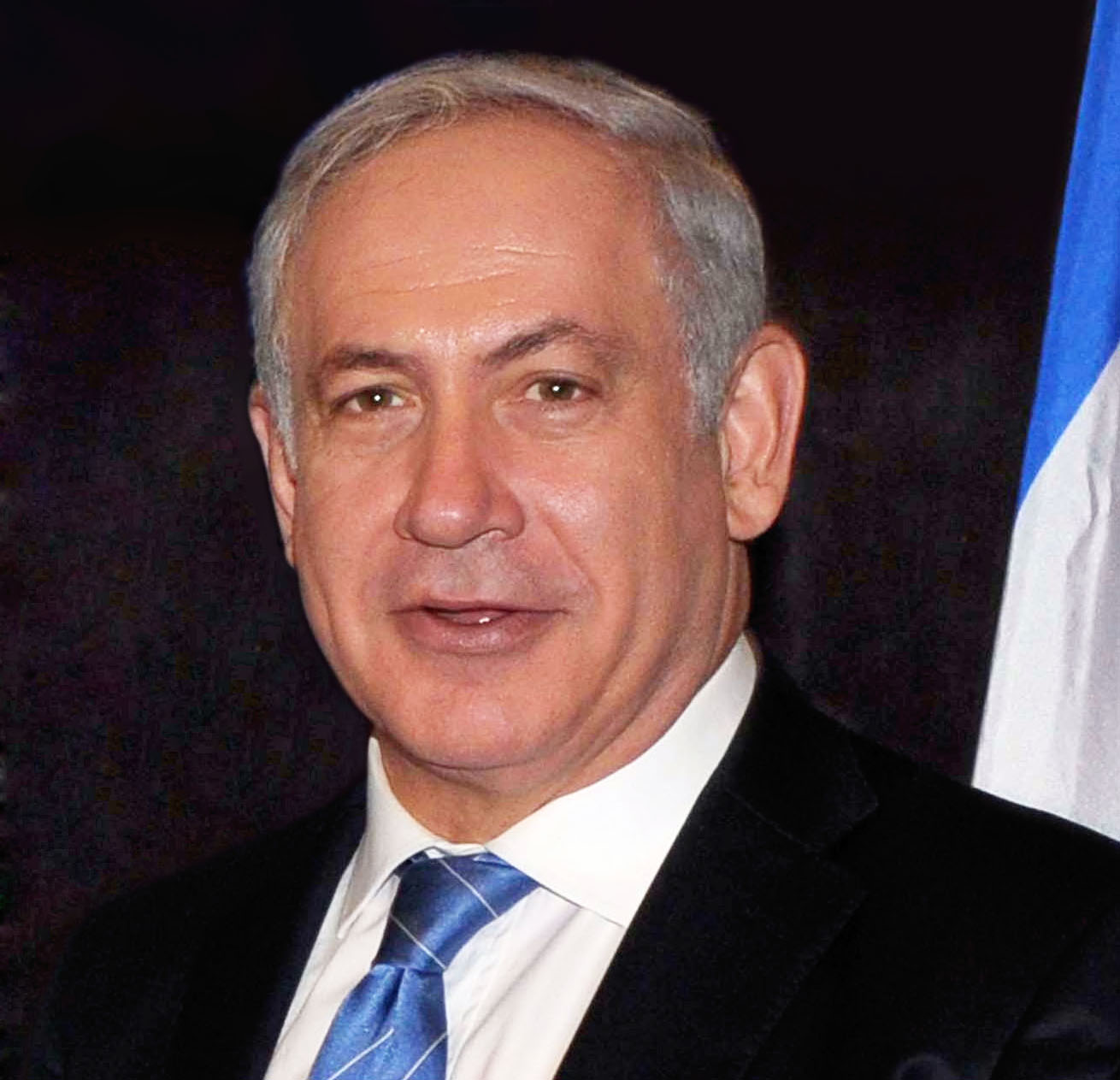
Benyamin Netanyahou (2010)

Lors des élections législatives du 29 mai 1996 et à la suite d'une modification de la loi électorale datant de 1992 et censée apporter plus de stabilité au gouvernement israélien, les électeurs choisissent non seulement leurs députés mais aussi le premier ministre. Benyamin Netanyahou est élu Premier ministre et dispose d'une majorité relative de droite à la Knesset. Lors de son élection, il est le plus jeune premier ministre israélien. Connu pour être opposé aux accords d'Oslo, il annonce cependant qu'il respectera « la situation créée par les accords d'Oslo » tout en s'opposant à la création d'un État palestinien et en confirmant Jérusalem comme capitale éternelle d'Israël. Toutefois, dès l'automne 1996, la construction d'un tunnel archéologique le long du mur des Lamentations et passant sous l'Esplanade des Mosquées provoque la colère des Palestiniens et des émeutes au lourd bilan : 70 morts palestiniens et 15 morts israéliens. À la demande du président Bill Clinton, les négociations israélo-palestiniennes reprennent pour aboutir le 17 janvier 1997 à l'accord sur le retrait partiel des Israéliens à Hébron qui passe sous Autorité palestinienne à 80 %, les Israéliens conservant 20 % de la ville et la responsabilité de la sécurité dans le Caveau des Patriarches. Cet accord suscite l'hostilité d'une partie du gouvernement israélien avec la démission de Benny Begin (en) et du Hamas et du Jihad islamique.
Les relations israélo-palestiniennes se dégradent à nouveau durant l'été 1997 après l'attentat du marché de Mahané Yehuda puis celui de la rue Ben Yehuda auxquels Netanyahou tente de répondre en ordonnant l'élimination par le Mossad du chef du Hamas Khaled Mechaal. Empoisonné, Mechaal survit après que le roi Hussein de Jordanie a menacé d'occuper militairement l'ambassade d'Israël à Amman et exigé l'administration d'antidote ce qui fut fait. Les Américains convoquent à nouveau Israéliens et Palestiniens à la table de négociation et c'est le 23 octobre 1998 les accords de Wye River Plantation qui prévoient un redéploiement des troupes israéliennes, la mise en service de l'aéroport de Gaza et l'ouverture d'une route sécurisée entre la Cisjordanie et la bande de Gaza.
À la suite des pressions de l'extrême droite du Likoud opposée aux accords de Wye River Plantation, Netanyahou en suspend l'application et appelle des élections pour le 17 mai 1999.

### Gouvernements Barak puis Sharon - Seconde Intifada

#### Gouvernement Barak
Ehud Barak, ancien chef d'état-major et chef du parti travailliste depuis 1996 remporte les élections de 1999 comme Premier ministre face à Netanyahou mais ne dispose que d'une faible majorité relative à la Knesset. Il doit faire entrer dans son gouvernement les ultra-religieux du parti Shas et les ultra-laïcs des partis russophone Yisrael Ba'aliyah et des partis de gauche Meretz et Shinouï.
Il avait marqué la campagne électorale en étant le premier travailliste à présenter ses excuses aux Juifs mizrahi (orientaux) pour les humiliations subies lors de leur installation en Israël. Dès sa prise de fonctions, il informe Yasser Arafat de sa volonté d'appliquer les accords de Wye River Plantation, ce qui débouche le 4 septembre 1999 sur le mémorandum de Charm el-Cheikh par lequel sont décidés trois nouveaux retraits israéliens en septembre, novembre 1999 et janvier 2000, la libération de 350 prisonniers et l'ouverture de nouvelles négociations en vue d'un accord final avant le 13 février 2000. Toutefois, la continuation des attentats anti-israéliens et de la colonisation amène à renoncer à cet objectif. Barak se tourne alors vers le président syrien Hafez el-Assad pour un accord concernant le Golan, mais après avoir obtenu la promesse du retrait israélien du Golan et malgré l'intervention du président Clinton, le président syrien demande aussi la rive septentrionale du lac de Tibériade ce qui entraîne l'échec de ces négociations.
Ehud Barak décide alors unilatéralement le retrait du Sud-Liban au 7 juillet 2000. Cela entraîne l'effondrement de l'Armée du Liban sud dont les membres se réfugient en Israël ou sont « poursuivis, arrêtés ou tués sans autre forme de jugement ». 6 000 à 7 000 Libanais passent en Israël en 2000, environ 3 500 y vivent encore en 2024. Le Hezbollah s'installe alors le long de la frontière nord d'Israël.
À partir de mars 2000, Barak œuvre à la réunion d'un sommet américano-israélo-palestinien qui se tient à Camp David en juillet 2000, dans le but d'un règlement définitif de la question palestinienne, après que Barak a ordonné le deuxième redéploiement prévu par le mémorandum de Charm el-Cheik et le transfert à l'Autorité palestinienne de plusieurs zones autour de Jéricho, Ramallah, Jénine et Abu Dis. Les désaccords sont nombreux comme la question des frontières ou le droit au retour pour les Palestiniens, mais le sommet échoue principalement sur la question de Jérusalem malgré la proposition israélienne d'internationaliser l'esplanade des Mosquées. Arafat rejette les suggestions de dernière minute de Clinton, « copie retouchée des propositions israéliennes », ce qui exaspère Clinton qui rend Arafat responsable de l'échec du sommet.
Le 9 décembre, abandonné par la plupart de ses ministres, Barak démissionne de son poste de Premier ministre. Une nouvelle élection est fixée au 6 février 2001 où Barak s'oppose à Ariel Sharon, devenu le chef du Likoud aorès Benyamin Netanyahou.
Malgré tout, les négociations continuent et de nouvelles propositions de paix américaines sont présentées le 23 décembre 2000 qui donnent lieu en janvier 2001 au sommet israélo- palestino-américain — Barak est alors Premier ministre démissionnaire et Clinton est dans les derniers jours de son second mandat — qui n'aboutit pas malgré les concessions loin d'être négligeables d'Ehud Barak : un État palestinien sur 96 % de la Cisjordanie et Gaza, Jérusalem sous souveraineté partagée et retour de 150 000 à 200 000 réfugiés en Israël.

#### Seconde Intifada, gouvernements Sharon et désengagement de Gaza
À l'élection du 6 février 2001, Ariel Sharon est élu Premier ministre avec 25 % d'avance sur Barak. Peres est nommé aux Affaires étrangères, Netanyahou aux Finances. Le nouveau gouvernement doit stopper la seconde Intifada qui a débuté plus de 4 mois plus tôt.
Le 28 septembre 2000 débute la seconde intifada ou Intifada al-Aqsa. Ce matin-là, Ariel Sharon alors ministre de la Défense visite l'esplanade des Mosquées sans pénétrer dans aucune d'entre elles et sans incidents notoires. Cela est considéré comme une provocation par les Palestiniens et le lendemain, les manifestants palestiniens sur l'Esplanade lancent des projectiles sur les fidèles juifs au pied du Mur des Lamentations et blesse le chef de la police. Les affrontements font alors quatre morts parmi les fidèles musulmans et les affrontements s'étendent à toute la Cisjordanie et la bande de Gaza, et l'Autorité palestinienne appelle à marcher sur Jérusalem et au Djihad. Les troubles se prolongent jusqu'en 2005. Les moments de plus grande violence auxquels participent le Hamas, le Jihad islamique, les Brigades des martyrs d'Al-Aqsa et les Tanzim de Marouane Barghouti sont atteints de fin septembre 2000 à fin 2003 lors de l'affaire Mohammed al-Dura puis lors du lynchage du 12 octobre 2000 à Ramallah, et encore quand Yasser Arafat et le Hamas entament une campagne d'attentats-suicides touchant principalement des civils israéliens avec une quarantaine d'attaques perpétrées jusqu'à la fin 2001,. Le 27 mars 2002, l'attentat du Park Hotel de Netanya fait 29 morts parmi les convives qui célébraient le Séder de Pâque et est suivi de l'opération Rempart à Jénine (54 morts palestiniens et 23 morts soldats israéliens tués, Naplouse, Ramallah, Jénine et Bethléem. Israël réplique aussi par des liquidations ciblées de responsables d'organisations terroristes et l'assignation à résidence dans la Mouqata'a de Yasser Arafat. Si la tension ne disparaît pas, la violence s'atténue notablement après ces opérations et la construction du mur de séparation entre Israéliens et Palestiniens, jugé illégal par la Cour internationale de justice et l'Assemblée générale de l'ONU et considéré comme une trahison par les colons israéliens.
Le 16 octobre 2002, le président George W. Bush publie la feuille de route pour la paix qui demande la fin du terrorisme palestinien, la nomination d'un Premier ministre palestinien et la création d'un État palestinien en 2005. Elle est acceptée par les Palestiniens puis par les Israéliens après les élections de janvier 2003 qui permettent à Sharon de former un nouveau gouvernement sans les Travaillistes ni le Shas. Sharon déclara alors : « Oui, l'occupation est néfaste pour Israël ».
Le 18 décembre 2003, Sharon évoque sa volonté de démanteler des colonies du nord de la Cisjordanie et celles de Gaza. En mars et avril 2004, il fait éliminer les chefs du Hamas cheik Yassine puis Abdel Aziz al-Rantissi, puis après avoir obtenu l'approbation du président américain, il soumet son plan de désengagement de Gaza à la Knesset qui l'accepte difficilement le 26 octobre 2004.
Le 11 novembre 2004 meurt Yasser Arafat auquel succède Mahmoud Abbas qui nomme Ismael Haniyeh, dirigeant du Hamas Premier ministre. La rencontre en février 2005 entre Sharon et Abbas met en quelque sorte fin à la seconde Intifada. Du 27 septembre 2000 jusqu'au 1er janvier 2005, 1 010 Israéliens et 3 179 Palestiniens ont été tués. En quatre semaines, du 15 août au 12 septembre 2005, les colonies sont démantelées et le désengagement de Gaza est achevé sans incident grave malgré l'opposition acharnée de leurs habitants.
Le 26 novembre 2005, des désaccords majeurs sur la politique à suivre vis-à-vis des Palestiniens aboutissent au départ de deux des principaux hommes politiques de leur parti respectif : Ariel Sharon créé un nouveau parti, Kadima et convainc Shimon Peres de le rejoindre ainsi qu'Ehud Olmert et Tzipi Livni. La Knesset où n'existe plus de majorité est dissoute par le président israélien, et des élections planifiées pour le 22 mars 2006.
Le 18 décembre 2005 puis le 4 janvier 2006, Sharon subit deux attaques cérébrales successives qui le laissent inconscient. Il meurt cinq ans plus tard, le 11 janvier 2011. Son intérim puis sa succession sont assurés par Ehud Olmert.

### Gouvernement Olmert et guerre contre le Hezbollah
Ehud Olmert remporte remporte les élections législatives de mars 2006 et forme un gouvernement avec les Travaillistes et le parti Shas.
Le 25 juin 2006, après de graves incidents israélo-palestiniens à Gaza, le caporal Gilad Shalit est enlevé par trois groupes terroristes palestiniens (les Comités de résistance populaire, l’Armée de l’Islam et la branche armée de l'organisation terroriste Hamas) lors d'une attaque conjointe contre un poste militaire de Tsahal en territoire israélien. En riposte, le cabinet israélien déclenche l'opération Pluies d'été qui dure jusqu'au 26 novembre 2006 sans aboutir au but affiché, la libération de Gilad Shalit qui ne fut obtenue qu'en 2011 contre un millier de prisonniers palestiniens libérés les 18 octobre et 18 décembre 2011.
Le mercredi 12 juillet, voulant alléger la pression de l'armée israélienne sur Gaza, le Hezbollah tue sept soldats de Tsahal et en capture deux autres peu après assassinés près de la frontière israélo-libanaise,. L'aviation israélienne riposte en bombardant routes, ponts et l'aéroport de Beyrouth et en représailles le Hezbollah lance des roquettes Grad sur les villes du nord d'Israël. Le lendemain, un missile Fajr touche un quartier de Haïfa et en riposte, après avoir demandé aux habitants de Beyrouth de s'en éloigner, Israël bombarde le quartier général du Hezbollah qui réplique par des tirs de missiles iraniens C-802 sur des navires israéliens. Israël bombarde alors les installations et le radar du port de Beyrouth qui avait probablement permis de guider les missiles iraniens.
À partir du 15 juillet, les roquettes du Hezbollah tirées au rythme de 150 à 180 par jour atteignent les villes du nord d'Israël, jusqu'à Hadera. L'aviation israélienne réplique en bombardant systématiquement les installations du Hezbollah au prix de l'exode d'un demi-million de personnes hors du Liban du Sud. Le G8 condamne le Hezbollah. L'Égypte, l'Arabie saoudite et la Jordanie font de même, au rebours des opinions arabes. Constatant l'impossibilité pour l'aviation de vaincre à elle seule le Hezbollah, trois divisions blindées israéliennes avec des milliers de réservistes pénètrent au Liban le 21 juillet. Dans la nuit du 30 au 31 juillet, un bombardement israélien entraîne la mort de 28 personnes dont seize enfants handicapés mentaux.
Le conseil de sécurité vote le 12 août la résolution 1701 mettant fin au conflit par un cessez-le-feu observé à partir du 14 août Le bilan de ce conflit est lourd en pertes humaines (plus de 1 100 Libanais, plus de 250 membres du Hezbollah, 119 soldats et 44 civils israéliens sont tués). Même si, comme souhaité par Israël, l'armée libanaise a pu après le conflit reprendre pied dans le sud du Liban, au sud du Litani, le conflit a révélé la puissance du Hezbollah qui menace désormais les populations israéliennes. Le rapport de la commission d'enquête israélienne amène les démissions du chef d'État-major israélien Dan Haloutz puis du ministre de la Défense Amir Peretz.
Le 21 septembre 2008, Ehould Olmert annonce sa démission à la suite d'une affaire de corruption et mais continue à exercer ses fonctions jusqu'aux élections législatives de février 2009.

#### Guerre de Gaza: opération Plomb durci
Excédé par les tirs incessants de mortiers et de roquettes Qassam de Gaza vers le sud d'Israël et particulièrement sur la ville de Sdérot,, Olmert lance le 27 décembre 2008 l'opération Plomb durci. L'aviation israélienne bombarde les infrastructures du Hamas à Gaza. Le 3 janvier 2009, les Israéliens envoient des troupes dans la bande de Gaza.
Le 17 janvier 2009, Israël proclame un cessez-le-feu unilatéral suivi douze heures plus tard par le Hamas. Le même jour, le Hamas annonce une trêve et donne 7 jours à l'armée israélienne pour quitter Gaza, ce qui est fait dès le 21 janvier. L'opération fait plus de 1 400 morts palestiniens à Gaza et 13 du côté israélien.
L'opération Plomb durci fait l'objet du rapport Goldstone où Israël est accusé de « crime de guerre », voire de « crime contre l'humanité », ce qui ternit irrémédiablement l'image d'Israël dans le monde. La rétractation de Goldstone dans le Washington Post du 14 avril 2011 où il affirme que Tsahal n'avait pas mené une politique de ciblage des civils à l'exemple du Hamas qui, de plus utilise propres civils comme boucliers humains, eut bien moins de retentissement.

## 2009 - 2021: quatre gouvernements Netanyahou

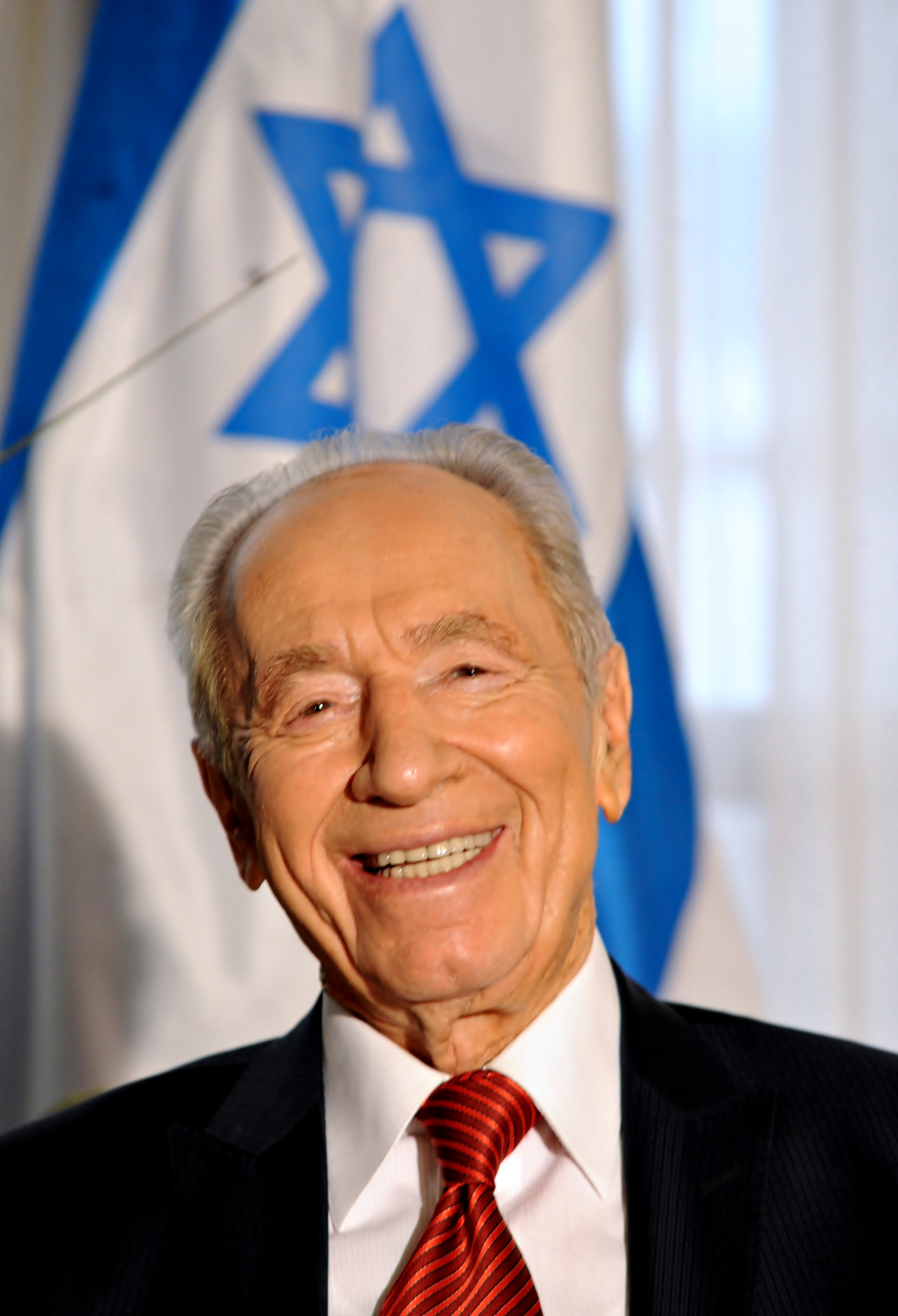
Shimon Peres (président de l'État de 2008 à 2014) en novembre 2009

### Majorités diverses
C'est le Likoud de Benyamin Netanyahu qui domine ces douze ans mais il doit après chaque nouvelle élection s'appuyer sur diverses coalitions.
Bien que le parti Kadima de Tzipi Livni obtienne une majorité relative aux élections législatives du 10 février 2009, c'est Benyamin Netanyahou qui forme le gouvernement avec la participation des Travaillistes et du parti d'Avigdor Liberman, Israel Beytenou. Netanyahou remportera aussi les élections de 2013 et de 2015 (malgré d'importantes manifestations dénonçant la politique économique du gouvernement et peut-être grâce à la déclaration de Netanyahou peu avant le scrutin, rejetant la création d'un État palestinien) et pourra à chaque fois constituer des gouvernements orientés à droite en s'appuyant parfois sur les laics d'Avigdor Liberman ou les religieux du Shas et même en 2013 avec la participation du parti Yesh Atid de Yaïr Lapid du parti Kadima de Tzipi Livni.
De 2019 à 2021 se tiennent quatre élections législatives. Les deux premières en 2019 ne dégagent pas de majorité, la troisième en mars 2020 donne lieu à un gouvernement de coalition entre le Likoud et Kakhol Lavan de Benny Gantz qui ne dure que quelques mois. La quatrième élection en mars 2021 permet l'émergence d'une alliance entre partis excluant le Likoud et les religieux.

### Affaire de la flottille pour Gaza
Le 31 mai 2010, l'abordage par l'armée israélienne de la flottille de militants décidés à briser le blocus de Gaza fait neuf morts parmi les militants et suscite la réprobation d'une importante partie de l'opinion internationale. À la suite de cet incident, l'ambassadeur d'Israël en Turquie est expulsé en septembre 2011. Il faut attendre 2016 et le paiement d'une amende de 20 millions de dollars par Israël à la Turquie pour que les deux pays rétablissent leurs relations diplomatiques. De plus, Israël accepterait que les Turcs acheminent, via le port israélien d’Ashdod, « plus de 10 000 tonnes d’assistance humanitaire » pour la construction avec des fonds turcs d’une centrale électrique, d’une usine de dessalement et d’un hôpital à Gaza. La Turquie s’est aussi engagée à empêcher le Hamas, au pouvoir à Gaza, de mener des activités contre Israël depuis son territoire.

### «Cohabitation» Obama-Netanyahou (2009-2016)
Netanyahou et Barack Obama ne s'apprécient pas et leur relation est difficile tout le long du mandat de ce dernier. Leurs appréciations différentes se font particulièrement sentir dans leur approche de la question palestinienne et dans le domaine des relations avec l'Iran. Beaucoup dans la presse évoquent une « cohabitation » difficile (The Forward, L'Express, La Tribune de Genève,BFM TV).

#### Confrontation permanente entre Israéliens et Palestiniens
Lors de son voyage au Moyen-Orient, en juin 2009, Obama évite d'aller en Israël et déclare au Caire : « Israël a cessé d'être l'enfant gâté de l'Amérique. ». Puis lors du voyage en Israël du vice-président américain Joe Biden en mars 2010, le gouvernement israélien annonce la construction de 1 600 logements dans la partie orientale de Jérusalem, ce qui est considéré comme un camouflet par les Américains. Le 11 mars 2011, la tuerie d'Itamar suscite une émotion considérable en Israël et par contre-coup une relance de la construction dans les implantations juives des territoires palestiniens. Puis, le 18 août 2011, plusieurs attaques terroristes ont lieu simultanément dans le désert du Negev, près d'Eilat faisant huit morts israéliens. Représailles et contre-représailles s'ensuivent, terminées par un cessez-le-feu le 22 août 2011, entre le Hamas et Israël.
Netanyahou est particulièrement confronté au Hamas qui règne sur la bande de Gaza depuis 2007 et dont le « Premier ministre » à Gaza Ismaël Haniyeh, affirme à Téhéran en février 2011 que le Hamas, « ne reconnaîtra jamais Israël », et que « la lutte continuera jusqu'à la libération de la totalité de la terre de Palestine et de Jérusalem ».

##### L'opération Pilier de défense
L'opération Pilier de défense débute le 14 novembre 2012, quand Ahmed Jaabari, chef de la branche militaire du Hamas, est tué avec son garde du corps dans sa voiture dans une rue de Gaza par un missile de l'armée de l'air israélienne, après de multiples tirs de roquettes de la bande de Gaza vers Israël, durant toute l'année 2012 qui s'intensifient en octobre et en novembre, . Elle dure du 14 au 21 novembre 2012 et fait plus de 160 morts parmi les Palestiniens et 6 parmi les Israéliens. Les Israéliens ont particulièrement visé les chefs des organisations militaires du Hamas et de celles qui opéraient de la bande de Gaza. Les conditions du cessez-le-feu signé avec l'entremise de l'Égypte imposent un arrêt des tirs de roquettes et un allègement des conditions du blocus de Gaza, conditions qui semblent respectées dans les jours qui suivent le conflit. La presse retient comme faits marquants de cette opération le déploiement couronné de succès du dôme de fer qui a intercepté la grande majorité des roquettes tirées vers des zones habitées d'Israël et le tir par le Hamas de missiles Fajr 5 vers Tel-Aviv et Jérusalem.

##### La reconnaissance de la Palestine comme État non-membre de l'ONU
Le 29 novembre 2012, malgré l'opposition des États-Unis, de la République tchèque et d'Israël et l'abstention de nombreux pays européens, la Palestine obtient le statut d'État observateur non membre par un vote de l'Assemblée générale des Nations unies.

##### Élections législatives de 2013
Les élections de février 2013 sont marquées par le recul inattendu de la coalition du Likoud et d'Israel Beytenou menée par Benyamin Netanyahou au profit du centre où apparaît un nouveau parti Yesh Atid mené par Yaïr Lapid qui emporte 19 sièges et de l'extrême-droite, représentée notamment par Naftali Bennett et son parti qui emportent douze sièges.
Finalement, le 18 mars, le nouveau gouvernement Netanyahou obtient l'investiture. Il est marqué d'une part par l'absence des partis religieux et d'autre part par l'entrée de Yaïr Lapid, créateur du parti Yesh Atid aux Finances et de Naftali Bennett chef du parti Foyer juif, à l'Économie et aussi aux Affaires religieuses.

##### L'opération Bordure protectrice

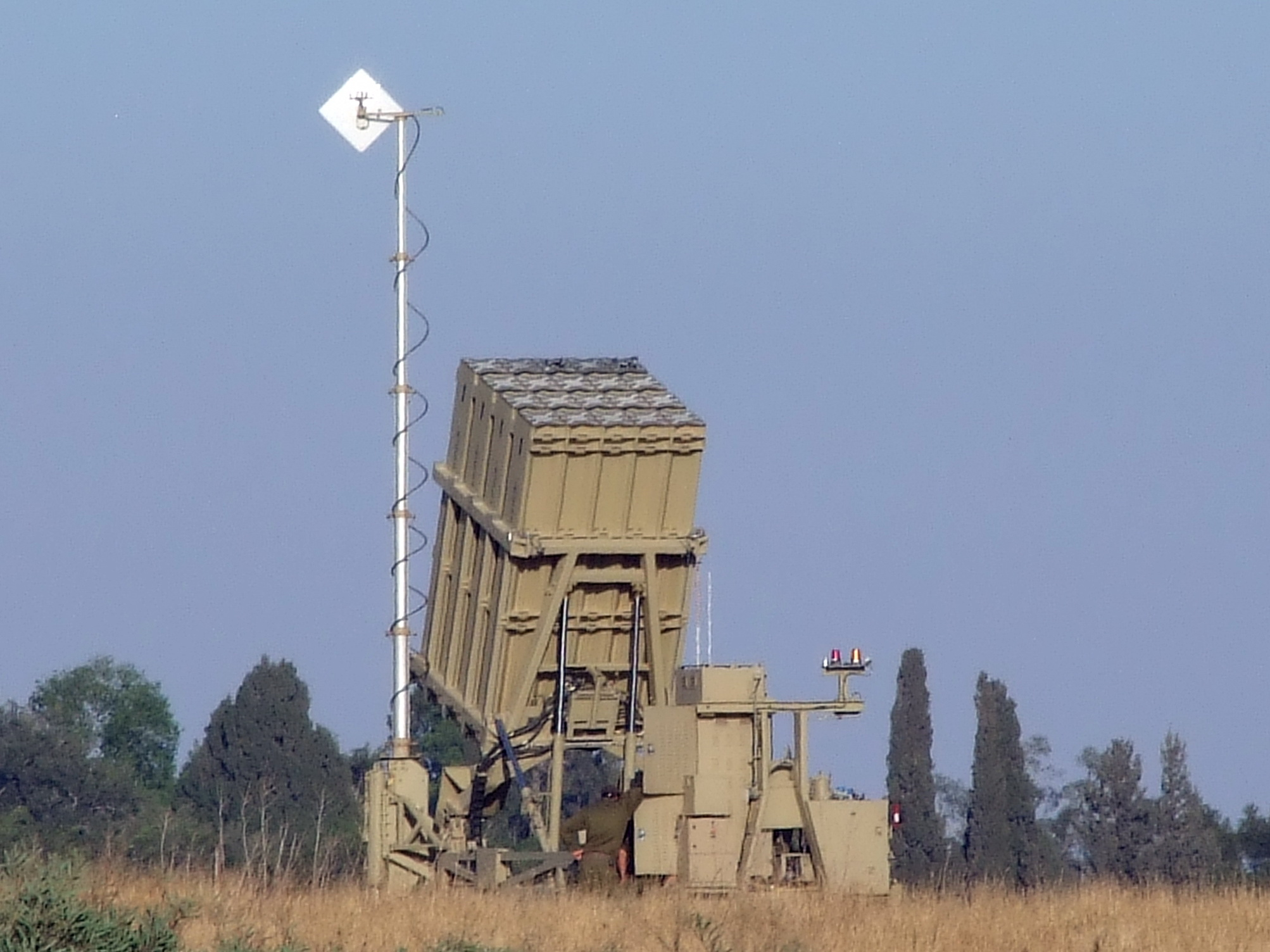
Batterie du Dôme de fer déployée près de Sdérot en Israël (juin 2011).

Le 12 juin 2014, l'enlèvement de trois jeunes Israéliens, suscite une nouvelle tension israélo-palestinienne. Les trois jeunes Israéliens sont retrouvés morts le 30 juin près d'Hébron, meurtres auxquels répond celui d'un jeune Palestinien. L'arrestation, le 6 juillet, de trois suspects israéliens de ce dernier meurtre — deux d'entre eux seront condamnés l’un à perpétuité, l’autre à 21 ans de prison en février 2016 — est suivie d'émeutes parmi la population palestinienne. L'arrestation de 800 sympathisants du Hamas amène ce mouvement à intensifier dès la fin juin les tirs de roquettes sur le sud d'Israël.
Les 8 et 9 juillet, des tirs de roquettes, à Gaza, visent Tel-Aviv et Jérusalem mais sont interceptés par les missiles du Dôme de fer, tandis qu'Israël lance l'opération Bordure protectrice : l'aviation israélienne mène 160 raids sur la bande de Gaza. À partir du 18 juillet, les troupes israéliennes pénètrent dans la bande de Gaza, notamment afin de détruire les tunnels qui passent sous la frontière israélo-gazaouie.
Le 26 août, l'Égypte, l'Autorité palestinienne et Israël conviennent d'un cessez-le-feu qui devait être suivi à la fin de septembre 2014 de négociations plus approfondies. L'opération Bordure Protectrice a causé plus de 2 100 morts du côté palestinien et 72 du côté israélien, dont 6 civils. Le faible nombre de civils israéliens tués s'explique par l'efficacité du Dôme de fer, le réseau antimissile israélien. Au moins, 34 tunnels ont été détruits.

##### Position de Netanyahou vis-à-vis de l'Autorité palestinienne et des colonies
Si Netanyahou reste formellement attaché au principe des deux états, l'un juif, l'autre arabe, il exige l'ouverture de négociation directe avec l'Autorité palestinienne et la reconnaissance d'Israël comme État juif. De plus, il intensifie le peuplement juif de la Cisjordanie. 400 000 Juifs vivent en Cisjordanie en 2015 — contre 150000 en 1997 à l'époque du premier gouvernement de Netanyahou — et 210 000 habitants résident dans la partie orientale de Jérusalem. Les habitants des colonies sont des immigrés russes, des ultra-orthodoxes et des jeunes couples, la plupart sans motivation idéologique mais plutôt attirés là par le coût attractif des logements.

##### Grève de la faim des prisonniers palestiniens
Le 17 avril 2017, à l'initiative de Marouane Barghouti qui dénonce un « apartheid » judiciaire dans un appel publié par le New York Times — qui n'a pas jugé utile de rappeler les raisons des condamnations de Marwan Barghouti —, une grève de la faim est suivie par plus d'un millier de détenus palestiniens en Israël. Le gouvernement israélien annonce qu'il n'y aura pas de négociations. Cependant, la grève de la faim cesse après 41 jours, le 27 mai, après la conclusion d'un accord avec les autorités israéliennes prévoyant que les prisonniers auront droit à deux visites par mois, contre une auparavant.

#### Opposition entre Obama et Netanyahou quant aux accords avec l'Iran
Dès octobre 2005, le président iranien Mahmoud Ahmadinejad appelle à la destruction d'Israël. Puis, il nie la Shoah en septembre 2009, déclaration qu'il renouvelle le 11 février 2012. Des propos quant à l'éradication d'Israël, sont tenus plusieurs fois par le Guide suprême iranien Ali Khamenei qui déclare qu'Israël est une « tumeur cancéreuse qui devrait être retirée, qui sera retirée »,,.
Alors que les Américains comptaient sur les négociations pour amener les Iraniens à ralentir leur programme nucléaire, Netanyahou avertit qu'Israël attaquerait l'Iran si les puissances restaient les bras croisés. Cependant, le chef d'État-major israélien, Gabi Ashkenazi, le chef du Mossad Meir Dagan et des femmes ou hommes politiques comme Tzipi Livni et surtout le président israélien Shimon Peres empêchèrent en 2012 toute action contre l'Iran. Toutefois, Israël vise à plusieurs reprises le Hezbollah, allié de l'Iran. Ainsi, l'aviation israélienne mène plusieurs séries de raids aériens dans la nuit du 27 au 28 avril 2013 puis dans celle du 2 au 3 mai puis le 5 mai sur des installations de commandement et des arsenaux syriens qui pourraient abriter des armes destinées au Hezbollah,. 42 soldats syriens au moins auraient été tués. De même, le 18 janvier 2015, douze militaires ou combattants, dont six Iraniens avec parmi eux un général et six membres du Hezbollah libanais sont tués lors d'un raid israélien sur le Golan. Dans ce qui peut paraître comme une vengeance, le Hezbollah tue deux soldats israéliens et un soldat espagnol de l'ONU le 28 janvier suivant sur la frontière israélo-libanaise.
Le 24 novembre 2013, à l'annonce de l'accord intérimaire entre l'Iran et les grandes puissances du P5+1, le cabinet du Premier ministre israélien dénonce un « mauvais texte qui offre exactement ce que l'Iran voulait ».
Le 3 mars 2015, alors que les négociations pour un accord définitif continuent, le Premier ministre Benyamin Netanyahou, à l'invitation du speaker républicain John Boehner, prononce devant le Congrès des États-Unis, sans même prévenir la Maison-Blanche, un discours où il met en garde les grandes puissances contre un accord avec l'Iran qui allierait « l’islamisme militant à l’arme nucléaire » et qu’on ne doit pas « tolérer ». Le département d'État commente le discours en disant qu'il n'apporte « rien de nouveau ».
Le 3 avril 2015, la conclusion d'un accord-cadre des grandes puissances avec l'Iran sur le nucléaire suscite la totale opposition de Benyamin Netanyahou et de son gouvernement car, selon eux, cet accord légitime le programme nucléaire iranien et va conforter l'économie iranienne ainsi que le côté agressif et terroriste de la politique iranienne au Moyen-Orient. Le porte-parole du Premier ministre demande « un accord qui démantèle de façon significative les infrastructures nucléaires militaires de l'Iran, qui exige de l'Iran qu'il change de comportement, qu'il cesse ses agressions dans la région, qu'il arrête de soutenir le terrorisme dans le monde entier, et qu'il cesse ses appels répétés à la destruction d'Israël ». Netanyahou dénonce à nouveau l'accord le 1er octobre 2015 à la tribune de l'Assemblée générale de l'ONU mais le 9 novembre suivant, à l'occasion d'une rencontre avec le président Obama, il en prend acte en déclarant : « Nous avons un intérêt commun à empêcher l’Iran de violer l’accord qui a été signé et nous allons coopérer sur ce sujet ».
D'autres violents incidents se produisant en Syrie et impliquant les forces iraniennes ou le Hezbollah et Israël sont détaillés dans l'article Confrontations israélo-syriennes pendant la guerre civile syrienne. La confrontation irano-israélienne se poursuit aussi par espionnage : le 30 avril 2018, dans une brève conférence, Benyamin Netanyahou affirme que d'importantes archives de documents obtenus près de Téhéran par le Mossad révèlent que Téhéran a œuvré à développer un arsenal d’armes nucléaires, menti à la communauté internationale à ce sujet et pris les mesures nécessaires pour que le pays puisse continuer à développer sa bombe dans le cadre des accords de 2015.
Le 8 mai 2018, Donald Trump annonce que les États-Unis se retirent de l'accord nucléaire iranien en s'appuyant notamment sur les récentes déclarations de Benyamin Netanyahou. Le 27 novembre 2020, le chef du programme nucléaire iranien Mohsen Fakhrizadeh est victime d'un assassinat souvent attribué à Israël.

#### Les champs gaziers en Méditerranée

Frontières maritimes entre Israël, le Liban, Chypre, Gaza et l'Égypte

Si deux petits gisements de gaz ont été trouvés au large de la côte d’Ashkelon en 1999 et exploités en 2004, c'est en 2009 que sont découverts les gisements de gaz majeurs, Léviathan et Tamar. Tamar est exploité dès 2009 et le 30 mars 2013, Israël commence à pomper le gaz du champ de Tamar en Méditerranée. Ce champ recèle des réserves de l'ordre de 238 milliards de mètres cubes, soit plusieurs dizaines d'années de consommation, alors que l'autre champ, Léviathan est exploité à partir de 2016. Israël peut alors devenir exportateur de gaz naturel. Israël et Chypre ont conclu un accord sur la délimitation de leurs champs respectifs et négocient afin de mettre des ressources d'exploitation et de commercialisation en commun.
Le Premier ministre Benyamin Netanyahou signe le 17 décembre 2015 un accord qui permet l'exploitation du champ de Léviathan, en accordant aux groupes Delek d’Israël et Noble Energy des États-Unis les droits exclusifs de développer les exploitations de gaz substantielles, ce malgré l'opposition de la Knesset.
Dans le cadre, d'un accord conclu en 2014, Israël commence discrètement en janvier 2017 à exporter vers la Jordanie du gaz extrait du champ gazier de Tamar.
Le 26 septembre 2016, la Jordanie et Israël concluent un accord de 10 milliards de dollars portant sur la fourniture de 8,4 millions de mètres cubes de gaz par jour pendant quinze ans, par Israël à la Jordanie à partir de 2019. Cet accord suscite des manifestations hostiles an Jordanie. C'est le 31 décembre 2019 que le gaz de Léviathan commence à être exporté vers la Jordanie en beaucoup plus grande quantité que le gaz de Tamar.
En avril 2017, Israël, Chypre, la Grèce et l’Italie s’engagent, en présence du commissaire européen pour l’Énergie, Miguel Arias Cañete, à avancer un projet de gazoduc sous-marin reliant la Méditerranée orientale au sud de l’Europe, gazoduc qui serait opérationnel en 2025. Puis en août 2017, le ministère de l'énergie israélien annonce la mise en exploitation en 2020 de deux autres champs gaziers, Karish puis Tanin. En fait, ce n'est que le 27ׂ octobre 2022 que le champ de Karish entre en exploitation, après la signature l'accord frontalier insraélo-libanais.
Si un autre accord est signé avec l'Égypte en 2018, de graves défauts de sécurité puis la mise en œuvre de l'accord de Paris sur le climat remettent en question le développement de l'usage du gaz naturel par Israël.
En juin 2022, un nouveau protocole d'accord est signé entre l’Union européenne, Israël et l’Égypte qui doit permettre l'envoi par Israël de gaz à l'Égypte, qui le liquéfiera et l'expédiera vers l'Europe pour en réduire la dépendance énergétique d'avec la Russie.
Le 11 octobre 2022, Israël et le Liban annoncent un accord sous l"égide des États-Unis sur leur frontière maritime qui devrait permettre l'exploitation du champ de Kana par le Liban avec une part des revenus revenant à Israël car une partie de ce gisement se situe sous les eaux israéliennes. Le champ de Kana sera exploité par TotalEnergies d'ici à trois à six ans. L'accord est officiellement signé par les deux parties le 26 octobre 2022 sans que les deux délégations entrent en contact. Alors que le Premier ministre israélien Yaïr Lapid y voit un « accomplissement politique » car « ce n’est pas tous les jours qu’un Etat ennemi reconnaît l’Etat d’Israël dans un accord écrit et ce, devant l’ensemble de la communauté internationale », le président libanais Michel Aoun évoque un accord purement « technique », sans aucune « dimension politique ». L'exploitation du champ de Karish, du côté israélien de la frontière commence dès le 26 octobre alors que les menaces sécuritaires du Hezbollah se sont estompées.
En tout, la production de gaz dans le champ gazier de Tamar augmentera d’environ 60 % par rapport à 2023 à l’horizon 2026 – soit l’équivalent de 6 milliards de mètres-cubes par an. Outre Israël et la Jordanie, l'Égypte reçoit aussi du gaz de Tamar.

#### Ressource vitale: l'eau

##### Partage de l'eau
L'eau du Jourdain est une ressource vitale pouvant être une source de conflits pour les pays qui le bordent, la Syrie, la Jordanie, la Palestine et Israël.
Le 15 janvier 2017, Israël et l’Autorité palestinienne signent un accord de renouvellement de coopération dans le domaine de l’eau après une interruption de six ans. La commission est chargée de développer les infrastructures du réseau d’eau courante en Cisjordanie, permettant ainsi un meilleur accès aux villes et villages palestiniens, de les maintenir et de les moderniser. L'augmentation de la fourniture d’eau à la Cisjordanie et à la bande de Gaza, l’approbation du forage de nouveaux puits et la mise à jour du prix de l’eau seront parmi les principales compétences de cette commission.
En décembre 2017, l'Autorité de l’eau d'Israël alerte sur le fait que le niveau du lac de Tibériade s'abaisse et que sa salinité augmente dangereusement, obligeant à des opérations de dessalement, si bien qu'en juin 2018, le gouvernement approuve une initiative visant à alimenter le lac de Tibériade en eau de mer dessalée. Toutefois, à la suite de pluies abondantes en 2019 et 2020, le niveau remonte et atteint les 209,275 mètres sous le niveau de la mer le 22 mars 2020, un niveau qui n'avait jamais été atteint depuis juillet 2004,.
Israël et la Jordanie signent le 12 octobre 2021 un accord pour doubler la quantité d’eau fournie par l’État hébreu au royaume hachémite, accord prévoyant la vente par Israël de 50 millions de m3 d'eau par an au royaume hachémite en plus des 55 millions de m3 déjà fournis chaque année gratuitement à la Jordanie. Puis, le 22 novembre 2021 est signé un accord israélo-jordanien qui prévoit une centrale solaire d’une capacité de 600 mégawatts, qui devrait être construite par les Émirats arabes unis, pour exporter de l’énergie verte en Israël. L’État hébreu livrera en retour 200 millions de mètres cubes d’eau dessalée au royaume.
Des accords concernant la Mer morte ont aussi été conclus entre Israël, la Jordanie et l'Autorité palestinienne,, mais n'ont pas été suivis de concrétisation. La surface de la Mer morte continue donc de diminuer rapidement.
Une nouvelle déclaration d’intention est signée entre la ministre israélienne de l’Environnement, Tamar Zandberg, et le ministre jordanien de l’Eau et de l’Irrigation, Mohammad al-Najjar, en marge de la COP27 en novembre 2022. Il s'agit de  nettoyer et restaurer le débit du fleuve frontalier Jourdain, dont le niveau baisse en raison de la pollution et du dérèglement climatique.

##### Dessalement de l'eau de mer, micro-irrigation et recyclage des eaux usées
L'eau de mer dessalée est devenu la principale source d'eau potable d'Israël. Depuis 2013, l'usine Sorek à Tel Aviv fournit 624 000 m3 d'eau par jour soit 20 % de la consommation d'eau potable en Israël. En 2015, une nouvelle usine est devenue opérationnelle à Ashdod et en 2016 ce sont les trois quarts de l'eau potable israélienne qui seront produits à partir de l'eau de mer (effectivement 55 % en août 2016 et 75 % en 2017). Cela permet d'alléger la dépendance envers les eaux du lac de Tibériade et les nappes phréatiques. C'est l'entreprise Mekorot (en) — la compagnie des eaux israélienne — qui pilote ces travaux, la technologie venant de l'entreprise IDE-technologies,. La consommation d'énergie par ces usines est considérable et le gouvernement fait construire une ferme de panneaux solaires produisant quatre gigawatts pour leur alimentation. Un autre inconvénient de la consommation d'eau dessalée serait la carence en iode observée en 2022 par l'OMS parmi les Israéliens.
Israël est un pays à 60 % désertique dont la population est passée de 2,5 à 8,7 millions d'habitants de 1975 à 2017. Pour faire face, un plan directeur sur quarante ans pour économiser l’eau et trouver de nouvelles ressources a été mis en place par le gouvernement. Les fuites dans les canalisations ont été ramenées à 10 % contre 20 % en France, le prix de l'eau a été multiplié de 1,5 à 2 incitant les consommateurs à faire des économies et 75 % de l'agriculture a recours à la micro-irrigation. Économiser l'eau ne suffisant pas, les eaux usées, c'est-à-dire les eaux des égouts sont recyclées avec un taux de 85 %, ce qui semble être la meilleure performance mondiale devant Singapour (35 %) et l'Espagne (27 %). Même si l'eau recyclée est buvable, le réseau d'eaux usées alimente le Néguev par des tuyaux de couleurs violettes, différents des tuyaux bleus du réseau d'eau potable.

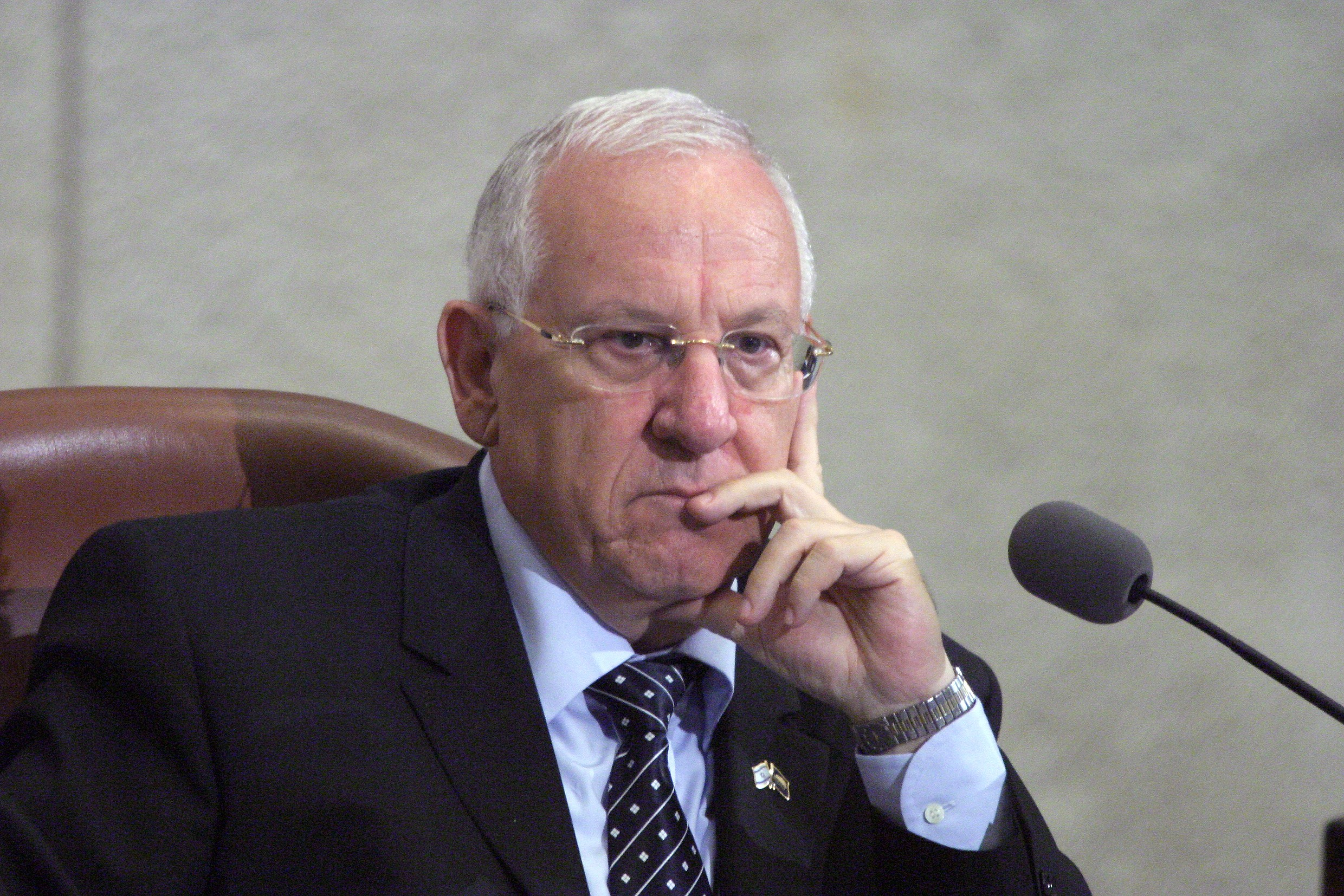
Reuven Rivlin en 2008 ; il est élu président de l'État d'Israël le 11 juin 2014.

#### Réfugiés et travailleurs immigrés

##### Les réfugiés africains
En 2015, 45 000 Africains, la plupart d’origine soudanaise et érythréenne qui n'avaient pas pu s'établir en Égypte, ont trouvé clandestinement refuge en Israël depuis 2004 et la guerre au Darfour. La plupart sont demandeurs d'asile. La Haute Cour de justice israélienne a ramené l'enfermement de ces clandestins à douze mois au plus - jusqu'en août 2015, 20 mois - alors qu'ils demandent l'asile et qu'ils n'obtiennent souvent pas de permis de travail, et 2 200 d'entre eux sont effectivement assignés à résidence à Holot dans des conditions déplorables. Même s'ils peuvent en sortir chaque jour, il leur est très difficile de chercher et de trouver du travail. La présence de nombreux réfugiés dans le sud de Tel-Aviv y suscite des manifestations d'hostilité. En septembre 2015, un accord entre Israël et l'Ouganda et le Rwanda sur le retour de ces réfugiés en Afrique est dénoncé par l'Initiative internationale sur les droits des réfugiés (IRRI selon les initiales anglaises),.
En septembre 2017, le Times of Israel publie un bilan sur l'immigration des Africains : depuis 2014 et avant la construction d'une clôture sur la frontière avec le Sinaï, 60 000 immigrants sont entrés en Israël, 20 000 en sont repartis dont 3 600 munis de 3 500 dollars et expulsés vers les pays occidentaux, principalement le Canada. Certains ont choisi l’Ouganda et le Rwanda avec lesquels Israël a signé des accords.
En novembre 2017, la Knesset adopte un projet du gouvernement qui vise à fermer le camp de migrants de Holot en prévision de l’expulsion de migrants illégaux vers des pays africains. Il sera fermé pour 3 mois, à partir du 16 décembre, selon la décision. Avec la fermeture du centre, les migrants seront confrontés à un ultimatum : quitter le pays ou risquer la prison.
Le dimanche 17 décembre, la loi sur les « infiltrés »est adoptée par la Knesset permettant l'expulsion des demandeurs d’asile par la force dans des pays autres que ceux qu’ils avaient quittés et la fermeture du centre de détention de Holot.
Le 3 janvier 2018, Israël lance son programme d'expulsions, imposant à près de 40 000 migrants en situation irrégulière de choisir avant le 31 mars entre leur expulsion avec 3 500 dollars et un billet d'avion ou leur incarcération. Ce programme suscite des manifestations de migrants soutenus par des Israéliens, notamment des (enfants de) rescapés de la Shoah.
Le 9 janvier, le Haut Commissariat des Nations unies pour les réfugiés appelle une nouvelle fois Israël à stopper sa politique de réinstallation d’Erythréens et de Soudanais en Afrique subsaharienne mais le 5 février, les autorités israéliennes commencent à distribuer des lettres à des milliers de migrants africains en situation irrégulière, leur ordonnant de partir d’ici la fin du mois de mars sous peine d’être emprisonnés, les mineurs, les femmes et les parents de mineurs n'étant concernés.
Le 2 avril 2018, le gouvernement israélien annonce un accord avec l'ONU pour la réinstallation de 16 250 migrants africains vers des pays occidentaux comme le Canada, l'Allemagne ou l'Italie tandis que l'État d'Israël règlera le statut de ceux estimés à 18 000 qui resteront sur place. Toutefois, dans les heures qui suivent, le premier ministre Benyamin Netanyahou, cédant aux pressions de le la droite annule cet accord qui donnait un statut temporaire à des milliers de migrants en Israël.
Le 15 avril 2018, les migrants incarcérés dans la prison de Saharonim sont libérés à la suite d'une décision de la Cour suprême.
Finalement, le 24 avril 2018, le gouvernement israélien informe la Cour suprême qu'il renonçait à son projet, qu'il est l'impossible de déporter des immigrés contre leur gré, qu'il renouvellera les visas temporaires et rouvrira les centres de rétention pour les demandeurs d'asile,.

##### Les immigrés philippins
Il est estimé que 30 000 travailleurs philippins, dont 85 % de femmes, vivent en Israël où ils sont souvent installés depuis plus de quinze ans et sont souvent aides-soignants. Si la plupart sont venus avec un visa de travail légal, beaucoup sont restés après l'expiration de leur visa en travaillant au noir. Au printemps 2019, les autorités israéliennes ont signifié à une cinquantaine d’enfants souvent nés en Israël et à leurs mères qu’ils devaient quitter le pays pendant l’été suivant. Une manifestation réunissant plusieurs milliers de personnes a lieu le 1er juillet 2019 place Habima à Tel-Aviv pour s'opposer à ces expulsions.

#### Intifada des couteaux
De l'automne 2015 à la fin 2017 se produit une nouvelle vague de violence entre Israéliens et Palestiniens parfois appelée « Intifada des couteaux ». Attaques palestiniennes au couteau, répliques israéliennes, manifestations palestiniennes et répressions israéliennes font de nombreuses victimes. Les assaillants, hommes et femmes, sont la plupart du temps des jeunes Palestiniens désespérés. Leurs actes seraient rarement prémédités, presque jamais organisés. Le Hamas se félicite de chaque coup de couteau, quand l’Autorité Palestinienne multiplie les arrestations (pour le compte d’Israël) afin de dissuader sa propre jeunesse d’agir.
Le 14 juillet 2017, l'assassinat de deux policiers israéliens d'origine druze près de la porte des Lions suivis de l'installation de détecteurs de métaux à l'entrée de l'Esplanade des Mosquées (d'où étaient partis les assassins¨et où ils cherchaient à se réfugier avant d'être abattus) provoquent une crise grave marquée par des émeutes où cinq Palestiniens sont tués et par l'assassinat de trois Israéliens, avant que les détecteurs de métaux ne soient retirés,,.

#### Mort de Shimon Peres et place d'Israël sur l'échiquier international
Le 28 septembre 2016 meurt Shimon Peres. Ses obsèques ont lieu en présence de nombreux chefs d'État occidentaux, de Mahmoud Abbas, des ministres égyptien et jordanien des Affaires étrangères et en l'absence des députés arabes à la Knesset. Cette affluence reflète, outre le prestige de Shimon Peres, la place sur l'échiquier international d'Israël qui entretient d'excellentes relations avec un nombre de plus en plus grand de pays d'Europe de l'est, d'Amérique latine, d'Afrique subsaharienne, d'Asie dont la Chine et l'Inde pour qui Israël est un modèle d'innovation dans des domaines tels que l'agriculture, le traitement de l'eau, le high-tech et la cybernétique. Autre symbole du changement de perception d'Israël, du 3 au 5 mai 2018, Israël accueille les trois premières étapes du Tour d'Italie, le Giro.
Le 23 janvier 2020, le 75e anniversaire de la libération du camp d'Auschwitz donne lieu au cinquième Forum mondial de l'Holocauste auquel participent au moins 47 dirigeants internationaux, dont 26 présidents, quatre rois (d’Espagne, des Pays-Bas, de Belgique et du Luxembourg) et quatre Premiers ministres qui sont réunis à Jérusalem pour l’événement. Y ont pris la parole le président israélien Reuven Rivlin, le président russe Vladimir Poutine, le président français Emmanuel Macron, le président allemand Frank-Walter Steinmeier et d'autres éminentes personnalités.

#### La résolution 2334 Conseil de sécurité: dernier incident entre Obama et Netanyahou
Le 23 décembre 2016, le Conseil de sécurité des Nations unies adopte la résolution 2334 qui « exige de nouveau d’Israël qu’il arrête immédiatement et complètement toutes ses activités de peuplement dans le Territoire palestinien occupé, y compris Jérusalem-Est ». Cette résolution a été adoptée grâce à l'abstention des États-Unis, et ce, malgré le souhait du président élu Donald Trump qui demandait un veto. Quant au Premier ministre israélien, Benyamin Netanyahou, il qualifie la résolution de « biaisée et honteuse » et convoque pour une « réprimande » tous les ambassadeurs des pays qui ont voté la résolution ainsi que l'ambassadeur des États-Unis. Si le monde politique israélien critique unanimement la résolution, les membres de l'opposition en blâment autant le gouvernement Netanyahou et sa politique déséquilibrée en faveur des « avant-postes » que le gouvernement américain.
Le 28 décembre, John Kerry prononce un discours rappelant les principes de la politique américaine au Proche-Orient durant son mandat de secrétaire d'État : « Obama s'est engagé pour Israël et sa sécurité. […] La solution à deux États est la seule voie possible pour la paix entre Israël et les Palestiniens. […] Cet avenir est en danger. » Il rappelle qu'il y a autant de Juifs que de Palestiniens entre le Jourdain et la Méditerranée. « Ils peuvent choisir de vivre ensemble dans un État ou ils peuvent se séparer en deux États. »« Mais il y a une réalité fondamentale : si le choix est celui d'un seul état, Israël peut être soit juif soit démocratique - il ne peut pas être les deux et il ne sera jamais vraiment en paix ». Puis, évoquant l’incitation au terrorisme de la part des Palestiniens, Kerry a affirmé qu’il n’y a « absolument aucune justification » au terrorisme et aux attaques de la vague de violence de l'année écoulée

### Complicité entre Trump et Netanyahou (2017 - 2021)
L'élection de Donald Trump à la présidence américaine constitue une « divine surprise » pour Netanyahou et les sionistes religieux qui le soutiennent. Une raison en est simple : Trump a besoin du soutien des chrétiens évangéliques pour qui un retour de Jésus sur terre passe par la reconnaissance d’Israël comme État juif. Trump et Netanyahou affichent leur complicité tout au long de la période où ils sont tous les deux au pouvoir,.
Les deux leaders entretiennent tout d'abord des positions floues quant à la solution envisagée pour le conflit israélo-palestinien. Le 15 février 2017, Benyamin Netanyahou visite Donald Trump à la Maison blanche. Lors de leur conférence de presse, Donald Trump déclare ne pas avoir de préférence entre une solution à deux États ou un seul État : « Un État ou deux – ce que les parties décideront ». Puis, après la rencontre, Netanyahou refuse catégoriquement de soutenir une solution à deux États au conflit israélo-palestinien mais déclare qu’il n’avait pas l’intention d’annexer la Cisjordanie, ni d’accorder la citoyenneté israélienne aux millions de Palestiniens qui y vivent. Toutefois, le 23 février Donald Trump exprime une préférence pour la solution à deux États.
Le 6 décembre 2017, Trump annonce la reconnaissance par les États-Unis de Jérusalem comme capitale d'Israël puis le 25 mars 2018, le président américain Donald Trump signe le décret reconnaissant la souveraineté d’Israël sur le plateau du Golan. En janvier 2020, c'est le plan de paix de Donald Trump et en mars l'accord entre Israël et les Émirats arabes unis. Le 18 novembre 2020, le secrétaire d'État américain Mike Pompeo fait savoir que les États-Unis ne considèrent plus contraires au droit international les colonies israéliennes en Cisjordanie. Et le 10 décembre, le Maroc, à son tour, s'engage à établir des relations diplomatiques avec Israël en échange de la reconnaissance de la souveraineté marocaine sur le Sahara occidental.

#### La question des colonies
Le 11 novembre 2015, l'adoption par la Commission européenne d'une résolution imposant l'étiquetage des produits fabriqués dans les colonies israéliennes suscite des propos très durs du Premier ministre israélien : « L’étiquetage des produits de l’État juif par l’Union européenne réveille de sombres souvenirs. L’Europe devrait avoir honte ». Le 29 novembre suivant, le Premier ministre israélien, Benjamin Netanyahou, ordonne la suspension des contacts diplomatiques avec les institutions de l’Union européenne et ses représentants sur le conflit palestino-israélien en attendant une « réévaluation » du rôle de l’UE dans le processus de paix.
Le 1er juillet, est publié par le Quartet un rapport dénonçant d'une part la politique israélienne de colonisation en Cisjordanie et d'autre part, du côté des Palestiniens, les actes de violence, les incitations à en commettre et leurs divisions internes. Le gouvernement israélien accueille avec satisfaction la reconnaissance par le Quartet de la place centrale de l’incitation et de la violence palestinienne dans le prolongement du conflit et affirme que « les constructions dans les implantations israéliennes en Cisjordanie ne constituent pas un obstacle à la paix », puisque, quand Israël a gelé les constructions, il n’a pas obtenu la paix.
Fin 2016, 385 900 Israéliens résident dans 130 implantations de Cisjordanie, approuvées par les autorités et plus de 200 000 Israéliens vivent aussi à Jérusalem-Est. Du point de vue israélien, Jérusalem-Est n'est pas une colonie puisque cette partie de Jérusalem, comprenant la vieille ville a été formellement annexée par Israël en 1980.
Le 1er février 2017 les résidents de la colonie illégale d'Amona sont violemment expulsés le jour où le Premier ministre Benyamin Netanyahou annonce une nouvelle implantation pour remplacer cette colonie. Cette expulsion devrait être suivie de la destruction des maisons,. Simultanément, le gouvernement israélien annonce la construction de 3 000 logements en Cisjordanie, quatrième annonce du genre en moins de deux semaines depuis l’investiture du président américain Donald Trump. Ces logements seront construits dans des agglomérations déjà existantes.
Le 6 février, la Knesset vote la loi dite de régulation par 60 voix contre 52 pour éviter la répétition de tels incidents : la loi permet de déclarer terres israéliennes des terrains privés palestiniens sur lesquels des Israéliens ont construit sans autorisation, soit parce qu’ils ignoraient qu’ils s’agissait de propriétés privées, soit parce que l’État les aurait laissé faire. Les propriétaires palestiniens seront compensés financièrement ou par d’autres terrains. Cette loi suscite une très forte réprobation internationale, et pourrait même être annulée par la Cour suprême israélienne. Après que plusieurs municipalités de Cisjordanie ont déposé une requête à la Cour suprême contre ce projet de loi, le procureur général Avichai Mandelblit notifie officiellement la Cour suprême qu’il ne représentera pas l’État dans la défense de la loi car « c’est la première fois qu’une loi israélienne évoque officiellement le soutien du gouvernement à ces implantations illégales, et qu’il irait ouvertement à l’encontre des droits fonciers des Palestiniens en Cisjordanie ».
Le 10 février, le président des États-Unis, Donald Trump déclare au journal israélien Israel Hayom ne pas croire que le développement des implantations soit « bon pour la paix ».
Le 30 mars, le gouvernement israélien approuve pour la première fois depuis 1991 la création d'une nouvelle colonie, Geulat Zion (la rédemption de Sion), entre Ramallah et Naplouse. Cette nouvelle colonie est destinée à accueillir les familles évacuées d'Amona, plus tôt dans l'année. L'administration américaine ne condamne pas cette décision bien qu'elle ait appelé à la retenue en matière de colonisation.
Le 18 novembre 2019, le secrétaire d'État américain Mike Pompeo annonce un changement majeur dans la politique étrangère des États-Unis en faisant savoir que ceux-ci ne considèrent plus contraires au droit international les colonies israéliennes en Cisjordanie.

#### La reconnaissance de Jérusalem comme capitale d'Israël par les États-Unis

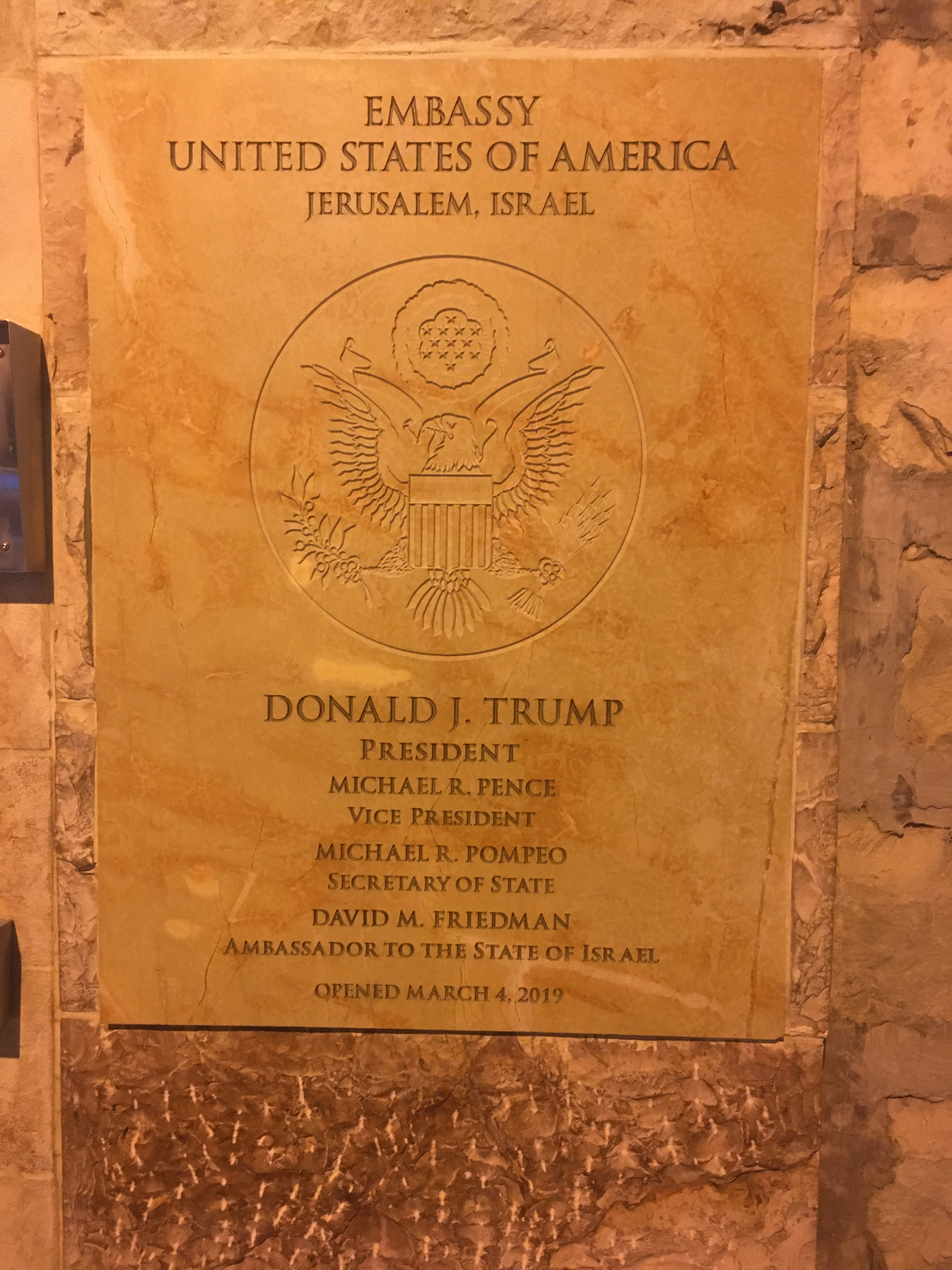
Plaque commémorant la transformation de l'ancien Consulat général en bâtiment de l'ambassade des États-Unis à Jérusalem, 18 rue Gershon Agron

Le 6 décembre 2017, le président Donald Trump reconnaît Jérusalem comme capitale d'Israël et annonce des plans pour y transférer l'ambassade des États-Unis. Sa décision est saluée par le Premier ministre israélien, Benyamin Netanyahou, qui déclare que l'annonce de Trump marque un « jour historique ». Le Hamas appelle les pays arabes et musulmans à expulser les ambassadeurs américains de leurs territoires. Entre le 6 décembre et 18 décembre, une douzaine de roquettes sont tirées de la bande de Gaza vers Israël sans faire de victimes tandis que quatre Palestiniens sont tués par balles dans la bande de Gaza et en Cisjordanie lors de manifestations. Le Shin Bet rapporte une augmentation des actes terroristes en décembre 2017.
Le 21 décembre, l'Assemblée générale des Nations unies adopte un texte affirmant qu’une décision sur le statut de Jérusalem « n’avait pas de force légale » et que la question de Jérusalem devait faire partie intégrante d’un accord de paix final entre Israéliens et Palestiniens. Cette résolution adoptée avec 128 votes favorables, 35 abstentions et 9 votes défavorables est généralement considérée comme une condamnation de la décision américaine.
Le 2 janvier 2018, la Knesset adopte une loi imposant la majorité des deux tiers à la Knesset pour renoncer à toute partie de Jérusalem en faveur des Palestiniens.
Le 14 mai 2018, la nouvelle ambassade des États-Unis à Jérusalem est inaugurée solennellement en présence du président des États-Unis, alors que de violents incidents se déroulent à la frontière avec Gaza. Dans les jours qui suivent, est aussi ouverte à Jérusalem l'ambassade du Guatemala. Suivent le Kosovo en 2021, le Honduras aussi en 2021 et le Paraguay en 2024 (après un premier transfert annulé en 2018.

#### Le tourisme en Israël
Le tourisme est une importante source de devises pour Israël. En 2011, cela représente 13,3 milliards de dollars soit 7,5 % du PIB. Il s'est considérablement développé depuis l'indépendance du pays : 33 000 visiteurs en 1950, 441 000 en 1970, 1,34 million en 1990 et 3,3 millions en 2014.
2017 est une année record pour le tourisme en Israël : 3 600 000 touristes ont visité Israël en 2017 dont 700 000 venus des États-Unis, 307 000 de Russie et 284 000 de France. Le tourisme a rapporté en 2017 5,8 milliards de dollars à l’économie israélienne.

#### Marche du retour
Lors de la marche du retour, le long de la barrière frontalière entre la bande de Gaza et Israël le 30 mars 2018, d'importantes manifestations sont organisées par les Palestiniens. De violents heurts avec l'armée israélienne se produisent le 30 mars (19 morts) et le 6 avril (9 morts). Les manifestations se répètent chaque vendredi, jusqu'au 11 mai, atteignent un paroxysme le 14, jour de l'inauguration de l'ambassade des États-Unis à Jérusalem et reprennent jusqu'en juin. Le bilan final en est selon al Jazeera de 214 morts palestiniens.
Le 14 mai 2018, environ soixante Palestiniens sont tués lors de heurts avec l'armée israélienne le long de la frontière de Gaza. Israël doit faire face à une réprobation internationale quasi unanime, à l'exception des États-Unis. Les manifestations se poursuivent jusqu'en novembre 2018 et leur bilan final se monte à 235 morts palestiniens. Des lâchers de cerfs-volants et de ballons incendiaires par les Gazaouis leur font suite et entraînent la destruction de 2 000 hectares de champs frontaliers israéliens.

#### Israël, État-nation du peuple juif
Le 19 juillet 2018, la Knesset adopte une nouvelle loi fondamentale de l'État d'Israël qui fait d'Israël le « foyer national du peuple juif » et qui donne un statut spécial (et non plus officiel) à la langue arabe. Cette loi précise que « l’État considère que le développement des implantations juives relève de l’intérêt national ». Cette loi, appelée « Israël, État nation du peuple juif » a suscité de nombreuses critiques aussi bien en Israël — où Tzipi Livni lui reproche de ne pas mentionner l'égalité entre tous les citoyens — qu'à l'étranger et notamment en France. Cette loi se heurte aussi à l'opposition des Israéliens arabes ou druzes,. Le président de l'État Reuven Rivlin, dans une rencontre avec des leaders druzes déclare : « Je n’ai aucun doute que légalement, vous êtes nos égaux et nous devons garantir que vous sentez bien que vous êtes nos égaux ». Le 4 août, plus de 50 000 personnes participent à une manifestation organisée par les leaders de la communauté druze qui affirment que cette loi « les réduisait à des citoyens de seconde catégorie ».

#### Avion russe abattu
Le 18 septembre 2018, un grave incident militaire oppose indirectement Russes et Israéliens : les défenses anti-aériennes syriennes ont, par erreur, abattu un avion militaire russe avec 15 militaires à bord. Moscou en a attribué la responsabilité à l’armée israélienne qui selon les Russes a utilisé cet avion comme couverture pour mener la frappe :« En utilisant l’avion russe comme couverture, les pilotes israéliens l’ont rendu vulnérable face aux tirs de la défense anti-aérienne syrienne. En résultat, l’avion Ilouchine-20, sa surface réfléchissante étant bien plus importante que celle du F-16, a été abattu par un missile lancé par le système S-200 ». Israël explique que son aviation a attaqué une base syrienne où des armes de précision étaient livrées au Hezbollah et tient l'armée syrienne pour responsable de l'incident. Même si le président Vladimir Poutine déclare qu'il s'agissait « d'une tragique suite de circonstances accidentelles », les Russes annoncent 24 septembre, la livraison de systèmes modernes de défense antiaérienne S-300 à l’armée syrienne.

#### Poursuites contre Benyamin Netanyahou (depuis 2019)
Le 28 février 2019, après deux ans d'enquête, le procureur général de l'État d'Israël Avichaï Mandelblit annonce la mise en cause du Premier ministre Benyamin Netanyahou dans trois affaires différentes dites les affaires des 1000, des 2000 et des 4000. Les motifs de ces mises en cause sont corruption, fraude et abus de confiance : dans l'affaire des 1000, Netanyahou est mis en cause pour « fraude » et « abus de confiance », concernant des cadeaux dont il a bénéficié avec sa famille ; dans celle des 2000, il est aussi mis en cause pour « fraude » et « abus de confiance » pour avoir demandé une couverture médiatique plus favorable au propriétaire du quotidien Yediot Aharonot alors que lui aurait organisé la baisse de la diffusion du quotidien gratuit Israel Hayom ; enfin dans celle des 4000, outre la fraude et l'abus de confiance, il est mis en cause pour « corruption » pour avoir favorisé le groupe de télécommunications Bezeq en échange d’une couverture à son avantage par le journal sur Internet Walla! (en). La décision d'inculpation formelle ne peut être prononcée qu'après une longue procédure comportant une ou plusieurs audiences,. Le 21 novembre 2019, alors que Benyamin Netanyahou est toujours premier ministre en l'absence d'un gouvernement issu des élections de septembre 2019, le procureur général d'Israël, Avichaï Mandelblit, annonce sa décision d'inculper Benyamin Netanyahou pour corruption, fraude et abus de confiance dans le cadre de l'affaire des 4000 et pour fraude et abus de confiance dans les deux affaires des 1000 et des 2000.
Le procès est prévu pour débuter le 17 mars 2020, soit deux semaines après les élections législatives. Mais, en raison de la crise du corona virus, le tribunal reporte le procès au 24 mai puis au 19 juillet puis encore au début de janvier 2021 puis à nouveau au 8 février 2021 en raison de la crise sanitaire.
Finalement, le procès reprend le 5 février 2021 : la procureure l'accuse d'avoir « usé de façon illégitime du grand pouvoir gouvernemental qui lui est conféré, entre autres pour demander et obtenir des avantages injustifiés de propriétaires de médias importants ».
Après les élections de 2022 et la constitution du sixième gouvernement Netanyahou, celui-ci fait passer une loi considérée comme taillée sur mesure pour sauver le Premier ministre de ses déboires judiciaires en le protégeant d'une suspension éventuelle. Il faut attendre le 10 décembre 2024 pour que reprenne le procès pour corruption de Netanyahou et le 3 juin 2025 pour que débute l'interrogatoire par l'accusation (contre-interrogatoire) de Netanyou. Le 25 juin 2025, trois jours après les frappes américaines en Iran, le président Trump appelle à l'annulation du procès, qu'il qualifie de « chasse aux sorcières ».

#### Crise politique puis institutionnelle à l'occasion des élections législatives de 2019, 2020, 2021 et 2022

##### Élections d'avril 2019
Le 21 février 2019, l'ancien chef d'état-major et leader de Hosen L'Yisrael Benny Gantz et le leader de Yesh Atid Yaïr Lapid sont apparus côte à côte pour dévoiler leur nouvelle alliance Kakhol Lavan (Bleu Blanc), dans le but de remplacer le Likoud au pouvoir après les élections prévues 9 avril 2019. Les deux leaders déclarent : « À la place des clivages, nous proposons la réconciliation nationale ». Deux autres anciens chefs d'état-major les rejoignent, Moshe Ya'alon et Gabi Ashkenazi.
Aux élections législatives du 9 avril, la liste Bleu Blanc de Benny Gantz obtient 35 sièges comme celle du Likoud de Benyamin Netanyahou. Ce dernier paraît en mesure de former un nouveau gouvernement situé à droite de l'échiquier politique. Toutefois, Netanyahou n'obtient pas le soutien d'Avigdor Liberman et du parti Israel Beytenou, qui sont en désaccord avec les partis religieux, autres partenaires de la coalition envisagée, sur la question de la conscription obligatoire des jeunes ultra-orthodoxes. La Knesset vote alors sa propre dissolution à l'initiative du Likoud, Benyamin Netanyahou ne souhaitant pas que le président de l'État d'Israël, Reuven Rivlin donne sa chance à un autre député, qui pourrait vouloir profiter des ennuis judiciaires de Netanyahou. De nouvelles élections législatives sont organisées le 17 septembre 2019.

##### Élections deseptembre 2019
La campagne est marquée par les efforts de nombreux partis en présence de constituer des coalitions de façon à améliorer leurs chances de participer au gouvernement,,. Quant à Benyamin Netanyahou, il essaye de rassembler le plus de voix possible en provenance des implantations de Cisjordanie en promettant d'abord d'annexer les implantations de Cisjordanie puis la vallée du Jourdain s’il est réélu. De son côté, Avigdor Liberman maintient son opposition à Benyamin Netanyahou tant qu'une loi ne sera pas votée pour contraindre les juifs religieux à effectuer leur service militaire. Quant aux partis arabes, ils se regroupent aussi sur une liste unifiée.
Les élections du 17 septembre donnent un résultat sensiblement similaire à celles du 9 avril : aucune majorité ne se dessine clairement. Le parti Bleu Blanc obtient 33 sièges contre 32 au Likoud. La liste unifiée arabe obtient 13 sièges et celle d'Avigdor Liberman 8 sièges.
Toutefois, c'est le Likoud qui peut réunir la plus large coalition avec 55 sièges contre 54 à celle que présente le parti Bleu Blanc, la majorité absolue étant à 61 sièges. Après avoir essayé vainement de convaincre les deux plus grands partis de se réunir dans un gouvernement d'union, le président Reuven Rivlin demande le 25 septembre à Benjamin Netanyahou de former le gouvernement puis après son échec, au président de Bleu Blanc, le député Benny Gantz qui doit reconnaître, à son tour, son échec le 20 novembre. Le président Rivlin peut alors donner trois semaines de délai aux députés de la Knesset pour lui proposer des noms de députés pouvant réussir à former un gouvernement. Sinon, les Israéliens seront rappelés aux urnes pour le troisième fois en un an.
La Knesset n'ayant pas réussi à proposer un gouvernement à l'issue de ce délai de 3 semaines car les efforts pour former une grande coalition Likoud-Bleu Blanc échouent et qu'Avigdor Lieberman refuse un gouvernement auquel participerait les ultra-orthodoxes, elle s'auto-dissout le 12 novembre à minuit et de nouvelles élections sont appelées le 2 mars 2020.

##### Élections demars 2020
Ce nouveau scrutin donne une faible majorité relative au Likoud qui obtient 36 sièges contre 33 au parti Bleu et Blanc mais aucune coalition ne semble pouvoir obtenir une majorité absolue.
Finalement, le 15 mars, le président Reuven Rivlin annonce qu’il charge le chef de Bleu et blanc Benny Gantz de former un gouvernement, ce dernier ayant réussi à obtenir le soutien de 61 membres de la Knesset à savoir, outre ceux de son parti, ceux d'Israel Beytenou dirigé par Avigdor Liberman, des 15 députés de la Liste arabe unie dont le soutien était précédemment refusé par Avigdor Liberman et de ceux de la liste du parti travailliste.
Le 18 mars, alors que le nombre de cas de Covid-19 en Israël se monte à 433, la crise est marquée par la fermeture de la Knesset par son président Yuli Edelstein, élu par la précédente Knesset. Il explique son geste par sa volonté de donner à son parti, le Likoud, et au parti Bleu blanc de Benny Gantz l’opportunité de conclure un accord d’union et profite d'un détail de procédure qui stipule que le président de la Knesset doit être élu qu'après l'approbation d'un nouveau gouvernement. Cela empêche la Knesset de former les commissions qui pourraient contribuer à gérer la crise du corona virus dont celle qui assurerait la supervision assurer la supervision d’un programme controversé permettant au gouvernement de collecter des données issues des téléphones des porteurs du virus et de leur entourage. Le président Reuven Rivlin implore Edelstein de rouvrir le Parlement, et vite, pour ne plus nuire à la démocratie israélienne.
Avec les votes de 61 députés soutenant la coalition de Benny Gantz, ceux de la droite boycottant les scrutins, les commissions parlementaires sont formées dont d'abord la « commission des Arrangements » qui détermine quelles commissions parlementaires seront mises en place, puis six autres commissions dont celle dite Corona pour contrôler la gestion de la crise due à la Covid-19. Le 25 mars, le président de la Knesset Yuli Edelstein démissionne après une décision de la Cour suprême d'Israël lui imposant d'organiser l'élection de son successeur.
Pour l'élection du nouveau président de la Knesset, Benny Gantz devait présenter le 26 mars la candidature d’un des députés de sa coalition pour ce poste, Meir Cohen du parti Yesh Atid de Yaïr Lapid. Mais dans un « coup de théâtre », il a présenté sa propre candidature, la seule d’ailleurs pour ce poste et a été aussitôt élu par 74 voix contre 18, obtenant notamment les voix des députés du Likoud, mais perdant des appuis dans son propre camp. Juste après son élection, Benny Gantz a appelé à un « gouvernement d’union et d’urgence » pour gérer la crise du nouveau coronavirus. Selon un cadre de la coalition Kakhol Lavan, le but de la manœuvre serait « de former un gouvernement avec Netanyahou » qui pourrait même garder la tête du gouvernement.
À la demande du Premier ministre, la durée du mandat de Benny Gantz pour former le gouvernement est allongée de 48 heures jusqu'au 15 avril par le président Rivlin. Les négotiations finales devraient avoir lieu à la sortie de la fête de Pessa'h.
Finalement, c'est le 20 avril 2020 qu'un accord de rotation est trouvé entre Benyamin Netanyahou et Benny Gantz : un gouvernement d'union sera formé dont les deux hommes prendront successivement la tête, Netanyahou le premier pour 18 mois puis Benny Gantz pour la même durée. Entretemps, Gantz sera ministre de la défense et Gabi Ashkenazi, le numéro 2 de Kakhol Lavan, ministre des Affaires étrangères. Le bloc religieux de droite et le bloc de centre-gauche auront le même nombre de représentants au gouvernement et au cabinet de sécurité. Le premier cabinet sera un « cabinet d'urgence nationale » qui gèrera la crise sanitaire pour une période de six mois et qui devrait être suivi par « gouvernement d'union ». Avec 36 membres, ce cabinet comptera le plus grand nombre de ministres de l'histoire d'Israël. L’accord sur le gouvernement d’union promet un vote par le cabinet ou la Knesset sur l’application de la souveraineté en Cisjordanie en juillet 2020 (à la suite du plan Trump).
Le 7 mai 2020, Netanyahou, ayant obtenu le soutien de 72 députés, est formellement chargé de former un gouvernement par le président de l'État d'Israël. Le nouveau gouvernement est formellement investi le 17 mai 2020.
Toutefois, la mésentente règne dans ce gouvernement : le Premier ministre aurait fait un voyage en Arabie saoudite sans en avertir le ministre des Affaires étrangères Gabi Ashkenazi ni le vice-premier ministre Benny Gantz qui lui-même accuse le Premier ministre de corruption dans l'affaire des sous-marins Thyssen-Krupp. De nombreux postes de la haute administration ne sont pas pourvus, le budget 2020 n'est toujours pas adopté à la fin novembre 2020 ce qui amènera de nouvelles élections si le budget n'est pas adopté avant le 22 décembre comme le prévoit l'accord de coalition. Finalement, le budget 2020 n'étant pas adopté le 22 décembre au soir, la Knesset se dissout et de nouvelles élections sont planifiées pour le 23 mars 2021. Cette fois-ci, Benyamin Netanyahou devra, outre ses soucis judiciaires, faire face à des oppositions de droite incarnées par Gideon Sa'ar (Nouvel espoir (he)) et Naftali Bennett (Yamina ou Droite),.

##### Élections demars 2021
Durant la campagne électorale, Benyamin Netanyahou met en valeur ses succès comme les accords signés avec des pays arabes et la campagne de vaccination contre la Covid-19 alors que ses adversaires rappellent qu'il est inculpé pour corruption.
Une fois encore, le Likoud de Benyamin Netanyahou obtient une majorité relative avec 30 sièges sans possibilité de bâtir rapidement une coalition.
Le 7 avril, le président Rivlin charge Benyamin Netanyahou de former le nouveau gouvernement. Après l'échec de ce dernier, c'est Yaïr Lapid, chef du parti centriste Yesh Atid arrivé deuxième aux élections du 23 mars précédent qui est investi le 5 mai 2021 par le président Reuven Rivlin pour former le gouvernement. Il dispose lui aussi de quatre semaines pour mener cette tâche à bien.
Le 2 juin 2021 très peu de temps avant la fin du délai qui lui était imparti, Yaïr Lapid annonce qu'il peut former un gouvernement avec le soutien de huit partis représentés à la Knesset, deux du centre, trois de droite, deux de gauche, et un arabe (Yesh Atid, Bleu Blanc, Israel Beytenou, Yamina, Tikva Hadasha, le Parti travailliste israélien, Meretz et – marquant la première fois qu’un parti arabe est officiellement impliqué dans la mise en place d’un gouvernement potentiel – Raam). Le chef de Yamina, Naftali Bennett serait Premier ministre pendant deux ans, puis Yaïr Lapid lui succéderait. Ce gouvernement est finalement investi le 13 juin avec une majorité de 60 voix contre 59.

##### Crise de 2022 et élections de l'automne 2022
La majorité de Naftali Bennett, qui n'est initialement que d'une voix commence à se déliter en mai 2022 par la démission de la députée du parti Yamina Idit Silman sur la question de la cacherout de Pâque non respectée dans les hôpitaux publics. Finalement, en juin 2022, sous la pression de Benyamin Netanyahou ce sont trois députés Yamina, le parti de Bennett, qui quittent la coalition gouvernementale, amenant l'annonce par Bennett de sa démission du poste de Premier ministre. Conformément à l'accord de coalition entre Bennett et Lapid, c'est Yair Lapid qui deviendra premier ministre jusqu'à la désignation d'un nouveau premier ministre par la nouvelle assemblée. C'est le 30 juin 2022 qu'est actée la dissolution de la Knesset et que les nouvelles élections législatives sont fixées au 1er novembre 2022.
Ces élections amènent la victoire de la coalition formée par Benyamin Netanyahou autour du Likoud qui pourrait obtenir une majorité durable.

#### Plan de paix de Donald Trump

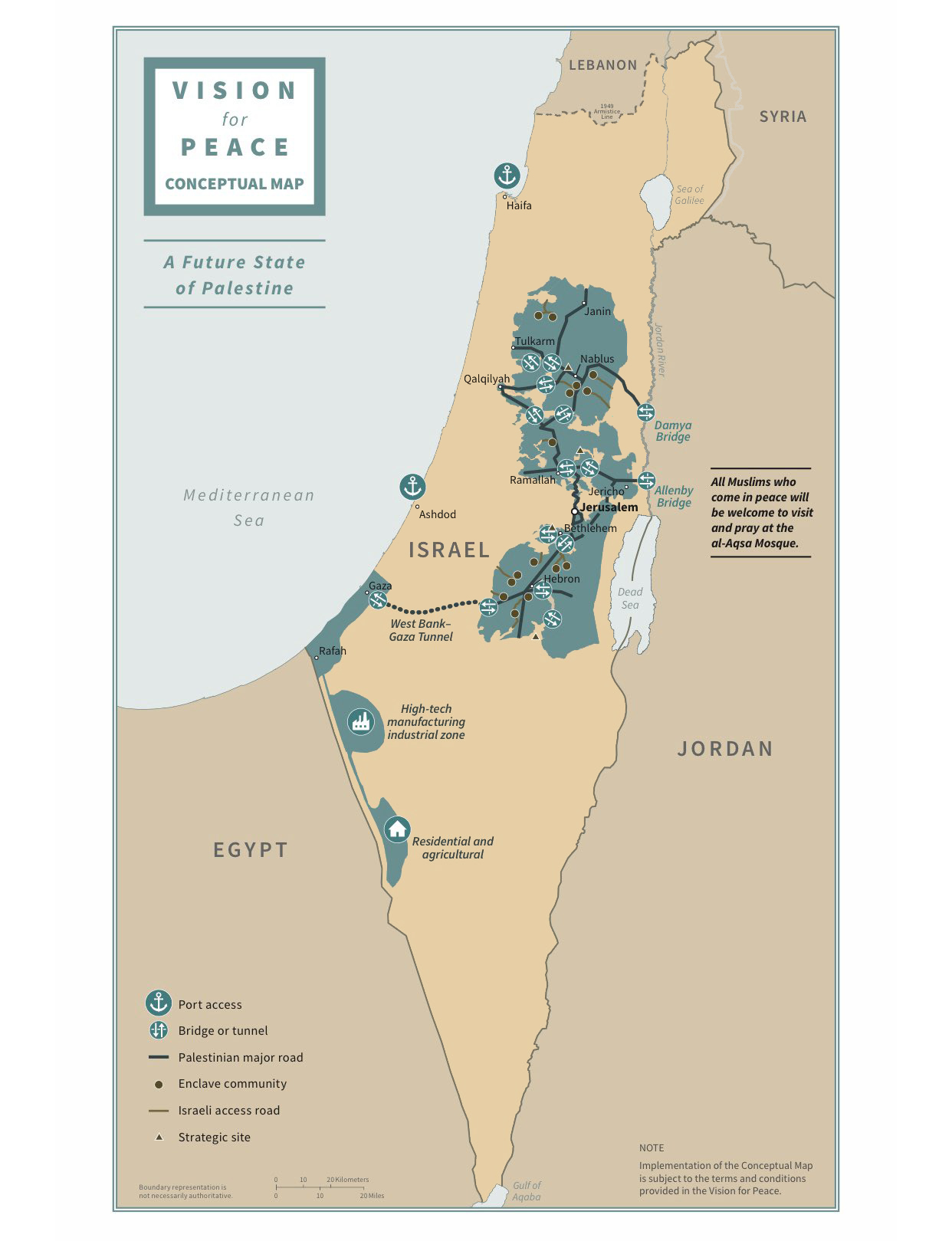
Carte conceptuelle de la Palestine et d'Israël selon le plan de paix de Donald Trump

Le 28 janvier 2020, le président des États-Unis, Donald Trump dévoile son plan de paix, le qualifiant de « solution à deux États réaliste » au conflit israélo-palestinien. Le plan est détaillé en présence du Premier ministre israélien et rejeté à l'avance par les Palestiniens. C'est une violation des droits des Palestiniens selon la Ligue arabe. Pour le journal israélien The Times of Israel, ce plan ne sera pas mis œuvre, les Palestiniens ayant exprimé leur opposition farouche à ce plan.
Les principaux points en sont les suivants :
1. Frontières[438]
  - Israël n’aura pas à abandonner des implantations et en incorporera la grande majorité dans un territoire israélien contigu. Grâce à des échanges de terres, l’État de Palestine aura la même superficie que la Cisjordanie et Gaza avant 1967. Les implantations isolées en territoire palestinien seront reliées par un système efficace de transports.
  - La vallée du Jourdain sera placée sous souveraineté israélienne.
  - Sous réserve d’un accord des parties concernées, dix villages arabes israéliens du « Triangle », à l’ouest de la Ligne verte pourraient intégrer l’État de Palestine.
  - Des territoires dans le Negev à la frontière égyptienne sont promis à l'État de Palestine.
  - Un tunnel et/ou un train à grande vitesse pourra relier la Cisjordanie et la bande de Gaza.
2. Jérusalem
  - Jérusalem restera la capitale d'Israël et ne sera pas divisée.
  - La capitale de la Palestine se situera dans une section de Jérusalem-Est située dans toutes les zones situées à l’Est et au Nord de la barrière de sécurité existante, avec notamment Kafr 'Aqab, la partie orientale de Shuafat et Abu Dis. Elle pourra être nommée Al-Quds ou de toute autre façon que choisirait l'État de Palestine.
3. Lieux saints
  - Le statu quo sera maintenu sur les Lieux saints. Toutefois, le plan précise que les fidèles de toutes confessions doivent pouvoir prier au mont du Temple (Esplanade des Mosquées), ce qui n'est pas aujourd'hui autorisé aux juifs.
4. Sécurité
  - L'État de Palestine sera démilitarisé. Il mettra en place des forces de sécurité pour sa sécurité intérieur et pour empêcher les attentats terroristes en Palestine, en Israël, en Jordanie et en Égypte.
5. Réfugiés
  - Les réfugiés pourront s'établir en Palestine.
6. Financement
  - Le plan envisage la création d'un « fonds international[435] » pour le financement des travaux d'infrastructure, de sécurité et de développement des territoires transférés aux Palestiniens. Ce fonds ne sera abondé ni par l'État de Palestine ni par celui d'Israël.

La mise en œuvre de ce plan fait l’objet de vives critiques internationales. Les Nations unies, l’Union européenne et les principaux pays arabes ont tous déclaré que l’annexion par Israël violerait le droit international. Même des alliés proches, comme la Grande-Bretagne, s’y sont opposés. Mais au-delà de l’opposition internationale, Netanyahou a rencontré une certaine résistance de la part de Kakhol lavan ses partenaires au pouvoir. Benny Gantz a déclaré que la date du 1er juillet n’était pas « sacrée » et a suggéré que l’annexion pouvait attendre pendant que le gouvernement se débat avec la crise du coronavirus en Israël. Quant aux responsables américains, ils ont déclaré qu’ils ne veulent pas aller de l’avant avec un plan à moins que les deux dirigeants ne soient d’accord.
Au 1er août 2020, aucune annexion n'a été annoncée. Le 7 août 2020, le président Trump annonce qu'Israël a renoncé à l'annexion de territoires palestiniens en échange de la normalisation des relations diplomatiques avec les Émirats arabes unis. Israël n'évoque qu'une suspension de l'annexion.

#### Pandémie de Covid-19 en Israël
Pour un article plus général, voir Pandémie de maladie à coronavirus de 2019-2020.
La pandémie de Covid-19 en Israël se répand à partir du 21 février 2020 quand la maladie est identifié sur une Israélienne testée positive au Corona virus à l'hôpital Tel Hashomer de Tel Aviv, après être retournée d'une croisière sur le Diamond Princess où elle avait subi la quarantaine. Le gouvernement décide immédiatement des mesures de confinement ou de refus d'admission à l'égard des personnes ayant séjourné en Corée du Sud ou au Japon dans les 14 jours avant leur arrivée.
La lutte contre la Covid-19 est le sujet principal de l'accord pour un gouvernement d'union Netanyahou-Gantz.
L'épidémie recommence à progresser à partir de juin 2020 de telle sorte que le nombre de décès depuis le début de l'épidémie est de 2021 au 13 octobre 2020 soit un doublement depuis le 5 septembre.
Alors qu'Israël est devenu un des pays au monde où le taux de nouveaux cas quotidiens est le plus élevé, le Premier ministre annonce le 13 septembre un nouveau confinement national à partir du 18 septembre et pour 3 semaines, c'est-à-dire pendant toute la durée des fêtes juives du début d'année religieuse. Ces mesures ajoutées aux couvre-feu nocturnes qui touchent certaines villes à majorité ultraorthodoxes causent la colère de cette communauté.
Avec les mesures de confinement prises durant les fêtes juives, le nombre de nouveaux cas quotidiens recommence à baisser à partir de la mi-octobre. On compte toutefois 2 664 morts au 8 novembre 2020, veille du jour de réouverture des magasins fermés depuis la mi-septembre et 2 757 le 22 novembre pour une population totale d'un peu plus de 9 millions d'habitants.
Le nombre de cas quotidiens recommence à croître après l'arrêt du deuxième confinement ce qui amène le gouvernement à décréter un troisième confinement à partir du 27 décembre.
Les vaccinations avec le vaccin Pfizer commencent le 20 décembre par les travailleurs de la santé, les plus de 60 ans, les enseignants et les autres groupes à risque. Israël est au 29 décembre le leader mondial du nombre de vaccinations par habitant. Au 28 décembre, 480 000 personnes ont été vaccinées.
À la fin de l'année 2020, le bilan est de 3 325 morts.
Le 7 janvier 2021, Benyamin Netanyahou annonce qu'après un accord avec Pfizer, l'ensemble de la population israélienne de plus de 16 ans pourrait être vacciné d'ici la fin mars 2021.
Au 18 février, il est constaté que le nombre de nouveaux cas quotidiens diminue significativement, grâce au vaccin en passant de plus de 8 000 cas quotidien à la mi-janvier à moins de 4000 au 18 février. Le nombre quotidien de morts est aussi en baisse et le nombre total de morts s'établit alors à 5509,.
Le 7 mars, alors qu'Israël devient le leader mondial de la vaccination et quand plus de la moitié des 9,3 millions d’Israéliens ont reçu une première dose du vaccin Pfizer/BioNtechet qu'environ 40 % des Israéliens ont reçu la seconde dose de vaccin, terrasses de restaurant et écoles rouvrent et les bars et les restaurants en salle sont accessibles aux détenteurs du « passeport vert ». Les événements culturels et sportifs et les conférences pourront reprendre avec un maximum de 500 personnes à l’intérieur et 750 à l’extérieur, sur présentation du « passeport vert ».
Durant le mois de juillet 2021, face à la nouvelle augmentation de l'épidémie due au variant Delta, le Premier ministre appelle les personnes âgées de plus de 60 ans à recevoir une troisième dose de vaccin. Le Premier ministre déclare ainsi : «Israël est un pionnier en allant de l'avant avec une troisième dose de vaccin pour les personnes âgées de 60 ans et plus».
Le 28 novembre 2021, la détection du variant Omicron en Israël amène le gouvernement à ordonner à nouveau la fermeture des frontières et le 21 décembre, le Premier ministre Naftali Bennett déclare que tous les Israéliens de plus de 60 ans et le personnel médical auront droit à une quatrième dose de vaccin contre le Covid-19.
Alors que l'épidémie semble régresser, le nombre de morts au 3 février 2022 depuis le début de l'épidémie dépasse les 9 000 et le nombre de cas les trois millions.

#### Accord entre Israël et les Émirats arabes unis
Le 13 août 2020, Donald Trump annonce qu'Israël et les Émirats arabes unis ont conclu sous l’égide des États-Unis un « accord de paix historique ». Israël a accepté de suspendre les plans d’annexion de la Cisjordanie en échange de la normalisation des relations avec les Émirats arabes unis. Cet accord est dénoncé par l'Autorité palestinienne car il montre que le retrait d'Israël de toute la Cisjordanie n'est plus un préalable à la reconnaissance d'Israël par les pays arabes.
Le 11 septembre 2020, le président américain Donald Trump annonce l'instauration de relations diplomatiques entre Israël et Bahreïn.
puis le 23 octobre, Donald Trump annonce que le Soudan et Israël ont accepté de normaliser leurs relations diplomatiques.
Et le 10 décembre, c'est un nouveau succès de la diplomatie transactionnelle de Donald Trump quand le Maroc, à son tour, s'engage à établir des relations diplomatiques avec Israël en échange de la reconnaissance de la souveraineté marocaine sur le Sahara occidental (ancien Sahara espagnol).

#### Crise israélo-palestinienne de 2021

##### Prémices
La crise s'amorce le 13 avril 2021 en début du Ramadan : la police israélienne déconnecte l'alimentation électrique des haut-parleurs des muezzins proches du Mur des Lamentations afin que l’appel à la prière à l'occasion du premier soir du mois du Ramadan ne perturbe pas les discours officiels lors des cérémonies du Jour du Souvenir qui se tiennent devant le Mur occidental. Le Waqf et l’ambassadeur de Jordanie protestent. Le porte-parole du président palestinien s'indigne,. Dans le même temps, la police israélienne ferme les gradins devant la porte de Damas à la promenade et après quelques jours les jeunes Palestiniens s'y heurtent à la police et aussi à des contre-manifestants de l'extrême droite israélienne.
Les autorités israéliennes rouvrent alors les gradins de la porte de Damas au public mais une autre source de discorde apparaît : le jugement attendu le 10 mai quant à l'expulsion de six familles palestiniennes de Cheikh Jarrah qui vivent dans des maisons occupées par des familles juives avant 1948 et le contrôle de Cheikh Jarrah par la Jordanie. Les manifestants obtiennent le report de la décision de la Cour suprême d'Israël au 8 juin.
Le 10 mai, les fidèles musulmans stockent des pierres sur l'Esplanade des Mosquées en prévision de l'arrivée de sionistes religieux célébrant la Journée de Jérusalem. La police intervient à nouveau pour expulser les Palestiniens de l'Esplanade, cette fois avec des gaz lacrymogènes, des grenades assourdissantes et des balles en caoutchouc. Plusieurs centaines de Palestiniens sont blessés et la célébration de la Journée de Jérusalem annulée.

##### Scènes de guerre civile, tirs de roquettes et bombardements aériens
Les heurts de Jérusalem se propagent alors dans tout Israël où des scènes de guerre civile opposent Arabes israéliens et Juifs, particulièrement à Lod mais aussi à Jaffa, Haïfa et Akko.
Les élections palestiniennes ont été reportées fin avril siné die. L'Autorité palestinienne de Mahmoud Abbas ne réagit pas aux événements de Jérusalem. Le Hamas tente de récupérer le soulèvement des jeunes de Jérusalem et ouvre les hostilités le 10 mai 2021 au soir « en tirant une pluie de roquettes vers le sud israélien mais aussi vers Tel Aviv et Jérusalem ». L'armée israélienne riposte par des bombardements d'une rare intensité. Tirs de roquettes vers Israël et bombardements se poursuivent jusqu'au 20 mai quand les bilans officiels de chaque côté sont de douze Israéliens tués et de 232 morts côté palestinien.
Le 21 mai à deux heures du matin, un cessez-le-feu négocié principalement sous les auspices de l'Égypte entre en vigueur.

## Gouvernements Bennett puis Lapid

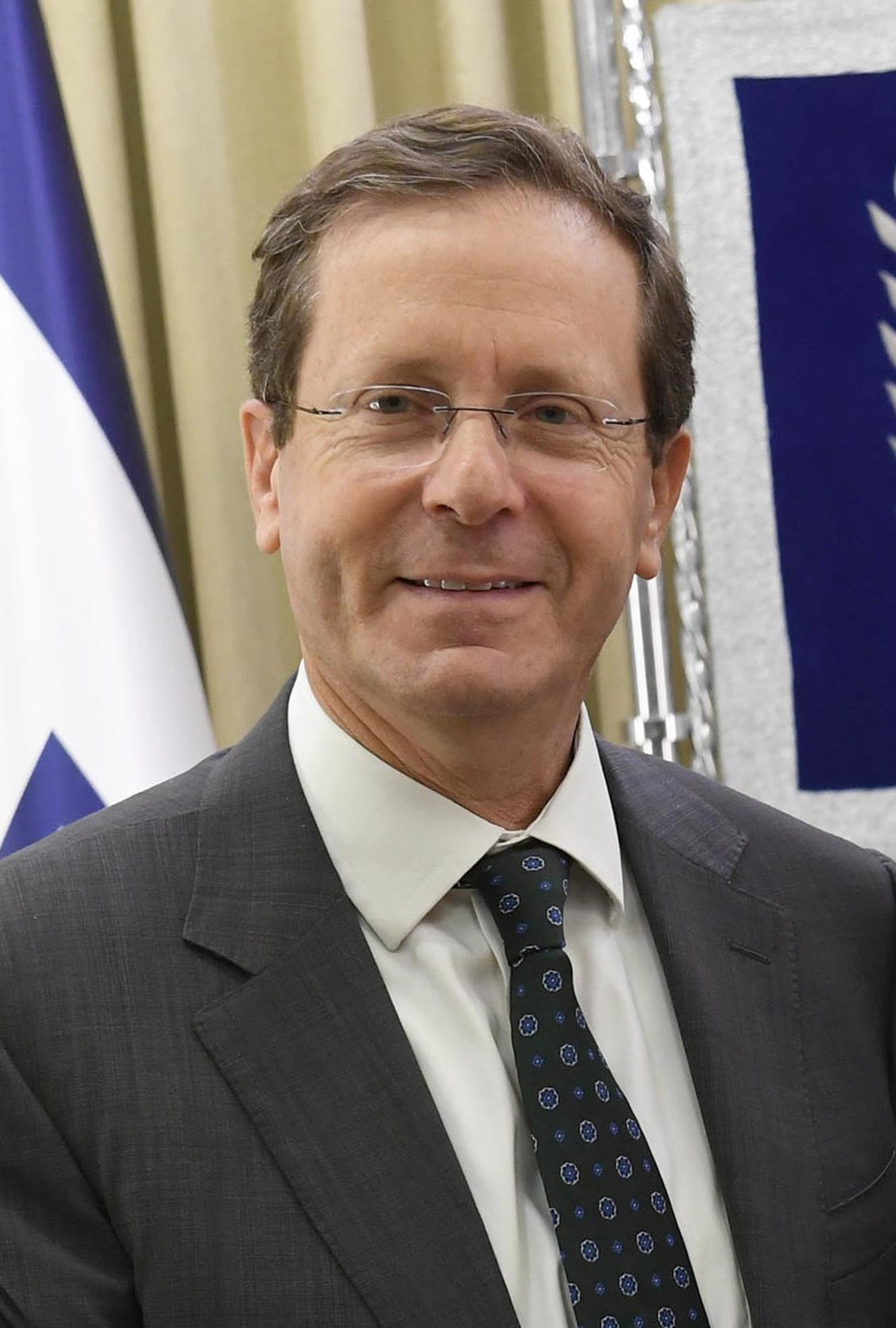
Le président Isaac Herzog élu en juin 2021

Avec le gouvernement Bennett, Israël a le gouvernement le plus représentatif idéologiquement parlant de son histoire, et celui investi avec la majorité la plus étroite possible, 60 voix contre 59. Dès le premier jour le parti arabe Raam s'oppose durement au parti de Bennett Yamina.
Le 2 août 2021, le cabinet Bennett enregistre un premier succès en faisant approuver le budget de l'État par le gouvernement, une première depuis 2018. Le budget pour l'année courante (2021) et celui pour 2022 sont adoptés par la Knesset les 4 et 5 novembre 2021, une autre première depuis 2018.
Le 28 décembre 2021, le président palestinien Mahmoud Abbas se rend pour la première fois depuis 2010 en Israël pour une rencontre officielle avec un membre du gouvernement israélien, le ministre de la Défense Benny Gantz, rencontre approuvée par le Premier ministre Naftali Bennett.
En mars et avril 2022, une nouvelle vague de terrorisme arabe est déclenchée à l'approche du Ramadan.
Après le déclenchement de l'invasion russe de l'Ukraine en février 2022, le premier ministre israélien Naftali Bennett essaye de se poser en médiateur tandis que le pays se prépare à une nouvelle vague d'immigration, celle des Juifs d'Ukraine. Ainsi, durant les deux premiers mois de guerre, près de 9 000 personnes venant d’Ukraine ont immigré en Israël ainsi que près de 6 000 personnes Russes et 400 Biélorusses, selon le ministère israélien de l’Immigration et de l’Intégration (12 500 Ukrainiens et 20 600 Russes dans les six premiers mois de la guerre). En mai 2022, les relations israélo-russes se tendent à la suite des déclarations antisémites du ministre russe des Affaires étrangéres Serguei Lavrov à propos du président ukrainien Volodymyr Zelensky : « Je crois que Hitler aussi avait du sang juif. Depuis longtemps, nous entendons les sages juifs dire que les plus grands antisémites sont les Juifs eux-mêmes. ». En juillet 2022, le ministre russe de la Justice lance une procédure visant à mettre un terme aux activités de l’Agence juive en Russie.
À la suite du départ de la coalition de plusieurs députés, Naftali Bennett annonce qu'il va demander la dissolution de la Knesset et qu'il cédera sa place à Yair Lapid jusqu'à la nomination d'un nouveau Premier ministre par la majorité issue des prochaines élections. Le 30 juin 2022, la dissolution de la Knesset est votée, les élections législatives fixées au 1er novembre 2022. Naftali Bennett est remplacé au poste de Premier ministre par Yair Lapid le 1er juillet 2022 à 0 heure.

### Opération Aube naissante
Le 1er août 2022, Israël arrête le chef du groupe terroriste du Jihad islamique palestinien en Cisjordanie, Bassem Saadi. Après que le ministre de la défense, Benny Gantz, a averti le Jihad islamique palestinien qu’Israël prendrait des mesures si le groupe terroriste ne revenait pas sur ses intentions de mener des attaques contre le pays, Israël lance « préventivement » le 5 août 2022 l'opération Aube naissante avec les objectifs de protéger les civils israéliens des roquettes du Jihad islamique, d'en frapper les infrastructures dans la bande de Gaza et d'en éliminer les hauts cadres dont Tayseer Jabari (en), le chef du Jihad islamique palestinien tué dès le 5 août.
L'opération se termine le 7 août par un cessez-le-feu négocié sous les auspices de l'Égypte. Le ministère de la santé de Gaza déclare qu’au moins 44 Palestiniens ont été tués, dont 15 enfants. L'armée israélienne présente des preuves vidéo indiquant que les sept personnes tuées à Jabaliya le 6 août, dont quatre enfants, ont été tuées par un tir raté roquette du Jihad islamique. Mais un rapport interne de Tsahal indique que la frappe du 7 août ayant tué cinq enfants provenait de l'armée israélienne,. Le Jihad islamique reconnaît la mort de 12 des membres de sa branche armée dont deux de ses principaux commandants à Gaza. Le Jihad a lancé environ 1 100 roquettes vers Israël du 5 au 7 août. 200 d’entre elles sont tombées dans la bande de Gaza et environ 300 ont été interceptées par le Dôme de fer. Les autres roquettes sont tombées dans des zones non habitées.
La presse israélienne et la presse internationale notent la non-intervention du Hamas dans cet affrontement.

## Élections législatives de novembre 2022 et crise politique
De nouvelles élections législatives, les cinquièmes depuis 2019 sont décidées par la Knesset le 30 juin 2022 après le délitement de la coalition formée par Bennett et Lapid. Benyamin Netanyahou forme une nouvelle coalition autour du Likoud avec des coalitions ou partis religieux tels le parti ultra-orthodoxe séfarade Shas, le parti ultra-orthodoxe ashkénaze Judaïsme unifié de la Torah (Yahadout Hatorah), la coalition du Parti sioniste religieux regroupant les partis  Bezalel Smotrich, le parti Otzma Yehudit d'Itamar Ben-Gvir et Noam.
Bien qu'elle compte, lors du scrutin du 1er novembre 2022, un nombre de suffrages à peine supérieur à celui de ses opposants, la coalition menée par Benyamin Netanyahou obtient une majorité absolue de 64 sièges. Cela est du particulièrement à l'absence de regroupement à la gauche de l'échiquier politique israélien qui fait disparaître de la Knesset le parti d'extrême gauche Meretz. Tous les partis appartenant à la coalition victorieuse estiment nécessaire de limiter les pouvoirs judiciaires. Quant aux partis religieux, ils détiennent 33 des 64 sièges de la coalition de Netanyahou, soit deux de plus que le Likoud.
Le 13 novembre 2022, le président Isaac Herzog charge Benyamin Netanyahou de former le gouvernement, gouvernement qui sera le plus à droite de l'histoire d'Israël et dont la composition est difficile à négocier en raison des exigences de l'extrême droite et de ses leaders Itamar Ben-Gvir et Bezalel Smotrich. Effectivement, Netanyahou signe des accords de coalition avec Itamar Ben-Gvir qui obtient le nouveau titre de ministre de la Sécurité nationale puis avec Bezalel Smotrich  dont le Parti sioniste religieux obtient le ministère des Finances pour deux ans, le contrôle des implantations juives en Cisjordanie et une position influente pour diriger la réforme judiciaire à la Knesset.
C'est finalement le 29 décembre 2022 que le nouveau gouvernement Netanyahou est investi : le Likoud y obtient la majorité des ministères dont les Affaires étrangères avec Eli Cohen et la Défense avec le général Yoav Galant ; Bezalel Smotrich est ministre des Finances et son parti sioniste religieux obtient deux autres postes ; Itamar Ben-Gvir est ministre de la Sécurité nationale (donc avec l'autorité sur la police) et son parti Otzma Yehudit obtient aussi deux autres postes. Les ultra-orthodoxes sont également présents avec le Shas qui obtient six ministères dont l'Intérieur et la Santé avec Aryé Dery (démis de ses fonctions le 22 janvier 2023 à la suite d'une invalidation par la Cour suprême) et avec le Judaïsme unifié de la Torah qui obtient deux postes.
Ce même jour, Netanyahou reçoit pour son investiture, les félicitations de trois chefs d'État étrangers, l'américain Joe Biden, le russe Vladimir Poutine et l'indien Narendra Modi. Le chef d'État égyptien Abdel Fattah al-Sissi appelle Netanyahou pour le féliciter mais avertit Netanyahou d’éviter « toute mesure qui pourrait conduire à une situation tendue et compliquer la scène régionale ».Quant à l'Autorité palestinienne, elle appelle « au boycott international du nouveau gouvernement israélien » en affirmant que son programme constituait « une menace existentielle pour le peuple palestinien ».
Le 3 janvier 2023 au matin, Itamar Ben-Gvir, ministre de la Sécurité nationale, se rend sur le mont du Temple, une visite très fortement critiquée par la Jordanie, les Émirats arabes unis, l'Arabie saoudite, les États-Unis, la France, l'Union européenne mais aussi par le chef de l'opposition Yair Lapid. L'Autorité palestinienne qualifie cette visite de « provocation sans précédent ».
Le lendemain 4 janvier 2023, le ministre de la Justice Yariv Levin présente à la Knesset son programme où il annonce que le processus de nomination des juges, jusqu'alors nommés par un panel de magistrats, de députés et d’avocats, sous supervision du ministre de la Justice pourrait à l'avenir être transformé de façon à « mettre fin à l’élection des juges par leurs confrères » et à donner un plus grand poids aux élus dans ces choix. De plus, le Parlement pourrait, avec un vote à la majorité simple, annuler une décision de la Cour suprême qui aurait jugé une loi contraire aux libertés individuelles. Ainsi, si les députés votaient une immunité judiciaire pour Benyamin Netanyahou et que la Cour suprême invalidait ensuite ce vote, la Knesset pourrait voter une « clause dérogatoire » permettant de surseoir à la décision de la plus haute cour. L'ancien président de la Cour suprême de 1995 à 2006 Aharon Barak dénonce ce projet qui est aussi fustigé par la présidente de la Cour suprême Esther Hayut. Le 14 janvier 2023, une manifestation contre ce projet rassemble 80 000 personnes à Tel Aviv et une autre 100 000 personnes le 21 janvier.
Ces manifestations contre la réforme judiciaire se répètent pendant plusieurs mois toutes les fins de semaine. Ainsi, on comptait plus de 300 000 manifestants dans l’ensemble du pays le 26 février 2023.
Le 23 mars 2023, la Knesset adopte définitivement la loi selon laquelle il est interdit à Cour suprême d’ordonner à un Premier ministre de prendre un congé, donc de le forcer à démissionner.
Le 14 avril 2023, à la veille de la quinzième manifestation hebdomadaire contre la réforme de la justice, l'agence Moody's abaisse la perspective de crédit d'Israël de « positive » à « stable », une dégradation liée à « une détérioration de la gouvernance d'Israël »  liée au projet du gouvernement de réforme judiciaire, pourtant suspendu depuis le 27 mars.
Le 27 avril 2023, des groupes soutenant le gouvernement organisent à Jérusalem une grande manifestation qui réunit 200 000 personnes et à laquelle participent certains membres du gouvernement dont Yariv Levin et Bezalel Smotrich mais le 12 mai, l’agence de notation Standard & Poor’s (S&P) confirme la note favorable d’Israël à AA- avec une perspective « stable ».
Le 24 juillet 2023, malgré les nombreuses manifestations contre cette réforme et particulièrement les refus de réservistes d'effectuer leur service volontaire, la Knesset adopte l'amendement à une loi fondamentale d'Israël qui empêche les tribunaux israéliens d’examiner le critère du « caractère raisonnable » des décisions gouvernementales et ministérielles, amendement mal appréciée par les marchés.
Le 1er janvier 2024, la Cour suprême annule cet amendement par huit voix contre sept. Pour la première fois de l'histoire d'Israël, la Cour suprême annule tout ou partie d'une Loi fondamentale.

### Recrudescence des incidents israélo-palestiniens
Le sept premiers mois de 2023 sont marqués par une intensification des violences israélo-palestiniennes : aux attentats palestiniens à Jérusalem,, Huwara et Eli en Cisjordanie répondent des raids israéliens sur Naplouseet Jénine, mais aussi des émeutes et pillages anti-arabes menés par des Israéliens à Huwara.
Après des violences dans la mosquée Al-Aqsa de Jérusalem et des bombardements du Hamas vers Israël et d'Israël vers les positions du Hamas à Gaza et au Liban, deux attentats à Tel-Aviv et à Efrat en Cisjordanie font plusieurs morts le 7 avril 2023.
Le 2 mai 2023, après la mort en prison de Khader Adnane, haut responsable du Jihad islamique, à la suite d'une grève de la faim, le Jihad islamique tire une centaine de roquettes vers Israël auxquelles réplique Israël en bombardant les positions du Hamas et Jihad islamique à Gaza,,. Ces événements aboutissent du 9 au 13 mai 2023 à l'Opération "Bouclier et Flèche" dont le bilan est de 34 morts dans la bande de Gaza dont 6 cadres du mouvement terroriste Jihad islamique et 13 civils selon le Bureau des affaires humanitaires de l’ONU, ainsi que 151 blessés et en Israël de deux morts et 71 blessés,,

## Guerre à Gaza depuis 2023

### Samedi 7 octobre 2023
Le 7 octobre 2023 au petit matin du chabbat et de la fête de Simhat Torah, le Hamas lance l'opération Déluge d'Al-Aqsa qui stupéfie Israël : ce sont des opérations terroristes menées par terre, air ou mer au travers de la barrière de sécurité qui sépare la bande de Gaza de l'État d'Israël. 5 000 roquettes sont tirées selon le commandement du Hamas vers le sud d'Israël et les villes de Sdérot, Ashkelon et Ashdod ; les terroristes détruisent les maisons et massacrent les résidents, hommes, femmes, enfants et bébés, des kibboutzim de Kfar Aza, de Nir Oz, Be'eri et Netiv HaAsara ; d'autres victimes sont prises en otages et emmenées dans la bande de Gaza. À Réïm dans le désert du Néguev, des attaquants massacrent les participants d'une rave party, faisant au moins 260 morts sur les 3 000 participants de ce festival de musique d'une durée d'un week-end, appelé Supernova Sukkot Gathering et présenté comme une célébration pacifique des « amis, de l'amour et de la liberté infinie ». Ils enlèvent également plusieurs dizaines de festivaliers dont certains sont violentés. Des agressions sexuelles sont rapportées sur plusieurs sites. Certains comme le rabbin Delphine Horvilleur ou le général israélien Itai Veruv (en) qualifient cette opération de « pogrom », alors même que la peur d'une reprise des pogroms avait amené beaucoup de Juifs survivants du nazisme à fuir l'Europe pour Israël.
Le bilan de cette attaque est d'environ 1 200 Israéliens tués tandis que l'armée israélienne affirme avoir trouvé environ 1500 corps de terroristes du Hamas. Cette attaque est considérée comme la plus sanglante de l'histoire d'Israël et la plus meurtrière pour les Juifs depuis la Shoah,,.
Le 21 janvier 2025, le général Herzi Halevi annonce qu'il quittera sa fonction de chef d'état-major le 6 mars 2025, s'attribuant la responsabilité dans l'échec de la protection d'Israël lors de l'attaque du 7 octobre.

### Contre-attaque d'Israël — opérationÉpées de fer
Dès le 7 octobre au matin, le Premier ministre Benyamin Netanyahou s'adresse à la nation pour déclarer le pays en guerre et annoncer l'opération Épées de fer ; il appelle les chefs des partis d'opposition de la Knesset à rejoindre un cabinet de guerre pour la durée de celle-ci ce qu'accepte Benny Gantz. Il assigne comme objectifs à l'opération Epées de Fer : « éradiquer le Hamas, libérer les otages, empêcher Gaza de demeurer une menace pour la sécurité d’Israël ». Le 28 octobre, Benyamin Netanyahou aux côtés de Benny Gantz et Yoav Gallant déclare que la guerre est un « défi existentiel » pour Israël.
L'opération Épées de fer débute par des bombardements sur la ville de Gaza et le 9 octobre, la Knesset votait l'état de guerre dont le but affiché est la destruction du Hamas — quand la charte du Hamas vise à la création « d'un État islamique en Palestine à la place d'Israël » —.
Le 10 octobre, l'armée israélienne demande aux habitants de la partie nord de la bande de Gaza de l'évacuer en allant vers le sud, ce qui est jugé impossible par le chef de la diplomatie européenne, Josep Borrell. Le même jour, le ministre de la défense israélien annonce un siège complet de Gaza en coupant les approvisionnements en eau, gaz et électricité, ce que dénonce le Haut-Commissaire de l'ONU aux droits de l'homme, Volker Türk.
Le 12 octobre est formé un cabinet de guerre avec Benyamin Netanyahou, le ministre de la défense, Yoav Galant et Benny Gantz, ancien chef d'État-major auxquels s'adjoignent deux « observateurs », Gadi Eizenkot, ancien chef d’état-major et membre du parti de Benny Gantz, et Ron Dermer, ministre des affaires stratégiques et cadre du Likoud.
La guerre connaît plusieurs phases : jusqu'au 26 octobre, l'armée bombarde le nord de la bande de Gaza, forçant des dizaines de milliers de Gazaouis à fuir vers le sud. Le 27 octobre commence l'occupation de la partie nord de la bande de Gaza et particulièrement de la ville de Gaza. Les combats sont interrompus du 24 novembre au 1er décembre 2023 par une trève négociée par l'intermédiaire principalement du Qatar et de l'Égypte. Cette trêve permet l'échange de 110 otages du Hamas contre 300 prisonniers palestiniens en Israël. Le 1er décembre 2023, les combats et les bombardements reprennent et l'armée israélienne avance vers le sud de la bande Gaza et la ville de Khan Younès.
Au 31 décembre 2023, alors que le Hamas continue à envoyer des roquettes sur Israël, le bilan depuis le 8 octobre est très lourd : plus de 21 000 morts à Gaza (civils et membres du Hamas) selon le Hamas, près de 170 soldats israéliens tués. Près de deux millions de personnes auraient été déplacées à l'intérieur de la bande de Gaza et vivent dans des conditions très difficiles et 200 000 personnes en Israël ont du partir du long des frontières de la bande Gaza et du Liban vers le centre du pays. Selon l'ambassadrice d'Israël en France, Alona Fisher-Kamm, il restait, au 4 décembre 2023, 137 otages aux mains du Hamas.
Le 29 février au matin, alors que le bilan publié par le Hamas dépasse les 30 000 morts, des tirs et une bousculade autour d'un convoi de camions humanitaires entrainent plus de 110 morts dans la ville de Gaza. Cet événement suscite une vague de critiques à l'égard d'Israël, d'autant que selon l'agence des Nations unies chargée de la coordination humanitaire - — qui reprend les chiffres du ministère de la santé du Hamas —, « le risque de mort par famine ne cesse d'augmenter »,,.
La menace d'une offensive israélienne sur Rafah, ville surpeuplée par les réfugiés venus du nord de la bande de Gaza et l'aggravation de la situation humanitaire dans la bande de Gaza provoque une très vive tension entre Joe Biden et Benyamin Netanyahou, le premier déclarant le 9 mars 2024 que « Netanyahou fait plus de mal que de bien à son pays » et le second lui répondant que « l'écrasante majorité des Israéliens est derrière moi ».
Le 25 mars 2024, une résolution du Conseil de sécurité « exige un cessez-le-feu humanitaire immédiat pendant le mois du ramadan qui soit respecté par toutes les parties et mène à un cessez-le-feu durable, exige également la libération immédiate et inconditionnelle de tous les otages et la garantie d’un accès humanitaire pour répondre à leurs besoins médicaux et autres besoins humanitaires, et exige en outre des parties qu’elles respectent les obligations que leur impose le droit international à l’égard de toutes les personnes qu’elles détiennent ». Cette résolution est adoptée par 14 pays, un pays, les États-Unis, s'abstenant. Cette résolution aggrave la tension entre Israël et les États-Unis qui ne s'y sont pas opposés, aggravation confirmée en mai 2024 par la suspension annoncée par Joe Biden de livraisons d’armes à Israël en cas d’invasion de Rafah.
En mai 2024, alors que le bilan en pertes humaines s'alourdit des côtés gazaoui et israélien, que la question des otages n'est pas résolue, que l'avenir de la Bande de Gaza n'est pas évoqué par le gouvernement israélien et que la pression internationale sur le Premier ministre Benyamin Netanyahou devient de plus en plus forte, particulièrement celle des États-Unis, des dissensions apparaissent au sein du cabinet de guerre israélien : le ministre de la Défense, Yoav Gallant demande au Premier ministre d'établir un plan d’après-guerre pour la bande de Gaza de même que le ministre sans portefeuille Benny Gantz qui ajoute : « Des décisions cruciales n’ont pas été prises. Les actions de leadership nécessaires pour garantir la victoire n’ont pas été accomplies. » [...] « Une petite minorité s’est emparée du pont du navire israélien et le dirige vers un mur de rochers ». Ce dernier demande « que le cabinet de guerre élabore d’ici le 8 juin un plan en six points concernant la bande de Gaza, le retour des otages, le nord d’Israël, les efforts de normalisation avec les États arabes ». Sinon, il annonce qu’il retirera son parti centriste, le Parti de l'unité nationale, du gouvernement d’urgence du Premier ministre. À la suite de ces propos, Benyamin Netanyahou rejette cette proposition et accusé son rival de « chercher une excuse pour renverser le gouvernement ».
Le 8 juin 2024, la conférence de presse prévue par Benny Gantz est ajournée au lendemain à la suite de la libération le même jour par l'armée israélienne de quatre otages détenus dans la bande de Gaza. Il annonce donc le 9 juin sa démission du cabinet de guerre (suivie par celle de Gadi Eizenkot) et demande des élections à l'automne 2024.
Des divergences se révèlent aussi entre le commandement de l'armée et le gouvernement lorsque, le 19 juin 2024, le porte-parole de l'armée Daniel Hagari qualifie de « poudre aux yeux » l’idée qu’on puisse « faire disparaître » le Hamas en précisant : « Le Hamas est une idéologie, on n’élimine pas une idéologie ». Il ajoute : « Si on ne prévoit pas une alternative, au bout du compte, on aura le Hamas ». Au fur et à mesure que la guerre se prolonge, des tensions se déclarent aussi au sein de la société israélienne sur les buts de guerre. Ainsi ont lieu chaque samedi soir des manifestations pour réclamer de nouvelles élections, des rassemblements à l'initiative du Forum des familles des otages demandant que la libération des otages soit la priorité absolue du gouvernement et des protestations contre la législation exemptant les Haredim étudiant en yeshiva du service militaire. Le dimanche 7 juillet 2024, neuf mois après le massacre du 7 octobre et les prises d'otages, près de 200 000 Israéliens manifestent dans les rues pour réclamer un accord sur les otages.
Le 31 juillet 2024, Ismaël Haniyeh, chef du bureau politique du Hamas, est tué à Téhéran — selon les sources par une frappe aérienne israélienne contre sa résidence ou plus probablement par une bombe placée dans sa résidence, — où il se trouvait pour assister à l'investiture de nouveau président iranien Massoud Pezechkian,. Lors des funérailles d'Ismaël Haniyeh, le Guide suprême de la République islamique, l'ayatollah Ali Khamenei prévient Israël qu’« à la suite de cet événement amer et tragique survenu à l’intérieur des frontières de la République islamique, il est de notre devoir de nous venger ».
À la suite de la découverte par l'armée israélienne le 31 août 2024 des corps de six otages dans un tunnel de la bande de Gaza exécutés peu avant par leurs ravisseurs et après que Benyamin Netanyahou a déclaré que « ceux qui tuent des otages ne veulent pas d’un accord », le syndicat Histadrout appelle à une grève générale le 2 septembre pour contraindre Benyamin Netanyahou à signer un accord permettant la libération des 97 otages sur 251 toujours détenus par le Hamas (dont 33 sont déclarés morts par Israël) ; si les ministères, les autorités et les services gouvernementaux et de grandes banques sont en grève, le mouvement, dénoncé par le gouvernement est partiellement suivi dans les services gouvernementaux, plusieurs municipalités et les entreprises privées.
500 000 personnes manifestent à Tel Aviv et ailleurs en Israël le 7 septembre 2024 pour exiger du gouvernement qu’il parvienne à (faire) libérer les otages toujours détenus par le Hamas depuis le 7 octobre.
Le 5 novembre 2024, après qu'il a signé, sous la pression de la Cour suprême, 7 000 ordres de conscription concernant les jeunes ultra-orthodoxes à faire l'armée, il est démis de ses fonctions par le Premier ministre qui ne peut perdre le soutien des Haredim. Son désaccord avec Netanyahou portait aussi sur la question des otages dont la libération était pour lui un devoir moral. Il est remplacé à la Défense par Israël Katz qui était ministre des Affaires étrangéres.

#### Affrontements entre Israël et le Hezbollah
Dès le 7 octobre, le Hezbollah exprime son soutien au Hamas en qualifiant l'attaque du Hamas de réponse décisive aux crimes de l'occupation.
Depuis le 7 octobre, des affrontements sporadiques de plus en plus courants opposent l'armée israélienne au Hezbollah par dessus la frontière israélo-libanaise. 60 000 personnes en Israël ont du partir de la frontière du Liban vers le centre du pays. Entre le 7 octobre et le début janvier 2024, les affrontements, concentrés dans le sud du Liban, ont causé 175 morts au Liban, dont 129 combattants du Hezbollah et plus de 20 civils. Dans le nord d'Israël, neuf soldats et cinq civils ont été tués, selon l'armée libanaise.
Le 2 janvier 2024, Israël abat à Beyrouth avec un drone le numéro 2 du bureau politique du Hamas Saleh al-Arouri.
Les incidents entre Israël et le Hezbollah s'intensifient après cette attaque en territoire libanais dans le fief du Hezbollah. Le Hezbollah y répond en ciblant avec une soixantaine de roquettes la base militaire d'observation radar et de contrôle aérien du Mont Meron. Le 8 janvier 2024, Wissam al-Tawil, un haut responsable militaire du Hezbollah chargé de la direction des opérations militaires dans le Liban du Sud, est tué dans sa voiture par une frappe israélienne dans le sud du Liban.
En juin 2024 alors que la confrontation de « basse intensité » se poursuit depuis huit mois, que les attaques quasi-quotidiennes du Hezbollah se poursuivent, la possibilité d'une guerre ouverte entre le Hezbollah et Israël est évoquée par la presse : dans une allocution télévisée, le 19 juin, le chef du Hezbollah libanais, Hassan Nasrallah, a promis de frapper en profondeur le territoire israélien en cas d’ouverture des hostilités par Israël.
Le 3 juillet, Israël tue un haut commandant du Hezbollah et le lendemain, le Hezbollah lance une attaque majeure avec quelque 200 roquettes et 20 drones depuis le Liban en direction du nord d’Israël, provoquant d’importants incendies dans au moins dix localités de Galilée et sur le plateau du Golan.
Le 27 juillet 2024, douze enfants druzes de 10 à 16 ans sont tués, par un tir de roquettes sur un terrain de football de Majdal Shams, dans le Golan annexé par Israël, Tsahal accuse le Hezbollah d'être responsable de l'attaque et le 30 juillet, Fouad Chokr, conseiller militaire de Hassan Nasrallah, identifié par Israël comme étant responsable de la frappe sur Majdal Shams, et recherché par le gouvernement américain comme responsable des attentats de Beyrouth du 23 octobre 1983, est tué à Beyrouth lors d'une attaque aérienne israélienne ciblée. La réplique du Hezbollah se prolonge durant le mois d'août, continuant à rendre inhabitable la zone frontalière d'Israël avec le Liban.

#### Guerre contre le Hezbollah
Israël demande particulièrement depuis plusieurs mois et encore le 23 septembre 2024 l'application de la Résolution 1701 du Conseil de sécurité des Nations unies qui demande le retrait des forces du Hezbollah du sud du fleuve Litani.
Le 17 septembre 2024, le premier ministre Benyamin Netanyahou annonce que le retour des habitants qui avaient fui le nord d'Israël en raison des tirs du Hezbollah libanais, était désormais un « des buts de guerre », tandis que le ministre de la Défense Yoav Gallant juge que « l’action militaire est le seul moyen » de garantir ce retour.
Ce même jour et le lendemain sont déclenchées probablement par les services secrets israéliens, deux opérations consistant à provoquer l'explosion télécommandée des bipeurs et des talkies-walkies des membres du Hezbollah positionnés au Liban et en Syrie. Au 19 septembre, le bilan est de plus de 37 morts et de 3 500 blessés. Le chef du Hezbollah, Hassan Nasrallah voit dans ces opérations « une agression majeure et sans précédent » mais aussi un « coup dur » pour le parti Hezbollah.
Commence alors une série d'attaques israéliennes ciblées sur les chefs du Hezbollah et sur les infrastructures du Hezbollah au Liban. Le 20 septembre sont tués Ibrahim Aqil, chef de la Force Redwan du Hezbollah et les membres de son état-major. Au 23 septembre, plusieurs centaines de personnes ont été tuées au Liban tandis que le Hezbollah continue d'envoyer des roquettes sur Israël et le 25 septembre, un missile tiré par le Hezbollah sur Tel Aviv est intercepté par la défense israélienne.
Le 26 septembre, l'aviation israélienne tue, lors d'un bombardement sur le quartier général du Hezbollah, dans la banlieue sud de Beyrouth, le chef du Hezbollah Hassan Nasrallah. Au 16 novembre 2024, les bombardements israéliens sur les positions du Hezbollah au Liban ont fait plus de 3 400 morts selon le ministère de la santé libanais.
Au matin du 27 novembre 2024, alors que le bilan des victimes atteint 4 000 morts parmi le Hezbollah et aussi les Libanais et une centaine de morts parmi les militaires et civils insraéliens,, un cessez-le-feu négocié avec l'aide des États-Unis et aussi de la France entre en vigueur. Fondé sur la résolution 1701 du Conseil de sécurité, il devrait créer les conditions nécessaires au rétablissement durable du calme et permettre le retour en toute sécurité dans leurs foyers des habitants des deux côtés de la “ligne bleue”. Un communiqué conjoint des présidents américain et français précise : L’accord « créera les conditions nécessaires au rétablissement durable du calme et permettra le retour en toute sécurité dans leurs foyers des habitants des deux côtés de la “ligne bleue” ». Outre l’arrêt des combats, l’accord prévoit la mise en place d’une phase de soixante jours de transition (prolongée le 26 janvier 2025 jusqu'au 18 février 2025)  au cours de laquelle les troupes israéliennes devront évacuer le sud du Liban et les forces du Hezbollah devront se retirer au nord du fleuve Litani, à une vingtaine de kilomètres environ de la frontière. Pendant cette phase de deux mois, les Forces armées libanaises (FAL) vont se redéployer progressivement dans la bande frontalière évacuée par le Hezbollah.
Le 18 février 2025, dans une communication du Quai d'Orsay, la France prend acte de la poursuite du retrait des forces de défense israéliennes du Sud du Liban mais note aussi que celles-ci conservent une présence sur cinq positions du territoire libanais. La France salue le redéploiement des Forces armées libanaises (FAL).
Le 7 août 2025, sous pression des États-Unis, le gouvernement libanais vote le désarmement du Hezbollah.

#### Intervention israélienne en Syrie
Après la chute du régime Assad en Syrie le 8 décembre 2024, Israël lance une intervention massive visant à la destruction d'environ 80 % des capacités de l'armée syrienne : des batteries antiaériennes, des aérodromes, des sites de production d'armes à Damas, Homs, Tartous, Lattaquié, Palmyre. La défense antiaérienne syrienne, est quasiment anéantie : 90 % des batteries de missiles sol-air identifiés ont été détruites. Ces bombardements visent aussi la marine syrienne. Des troupes sont alors positionnées à l'intérieur de la Syrie jusqu'à ce qu'un « autre arrangement » soit trouvé, dans la zone tampon contrôlée par les Nations unies sur les hauteurs du Golan?

#### Graves tensions en Cisjordanie
Depuis le 7 octobre, les heurts israélo-palestiniens se sont aussi multipliés en Cisjordanie, faisant selon l'Office de coordination des affaires humanitaires des Nations Unies plus de 600 victimes palestiniennes au 2 septembre 2024. Début septembre 2024, une importante opération israélienne aboutit à la mort de 30 hommes armés dont le chef du Hamas à Jénine et le chef du Jihad islamique dans la région de Tulkarem selon le Times of Israel.
Une nouvelle opération lancée le 21 janvier 2025 à Jénine contre des terroristes affiliés à des groupes tels que le Hamas et le Jihad islamique palestinien fait 13 morts selon l'armée israélienne et au total, entre le 14 janvier et 6 février 2025, l’armée israélienne affirme avoir éliminé plus de 50 terroristes palestiniens dans le nord de la Cisjordanie.

### Ouverture des hostilités directes entre l'Iran, ses alliés houthis et Israël
Depuis des années, l'Iran appelle à la destruction d'Israël et l'Iran mène une guerre par procuration contre Israël avec ses mandataires (ou proxys) dont le Hezbollah libanais. La Force Al-Qods, unité d'élite du Corps des Gardiens de la révolution islamique et son commandement jouent un rôle crucial dans l'organisation politico-militaire du Hezbollah.
Le 1er avril 2024, lors d'un raid contre le consulat iranien à Damas qui abritait une réunion de militaires de haut rang, au moins onze personnes dont huit membres des gardiens de la révolution iraniens sont tués dont le chef de la force Al-Qods, le général Mohammad Reza Zahedi et son adjoint. L'Iran répond à ce raid par une attaque le 13 avril.
Le 13 avril au soir, de nombreux drones Shahed 136, ainsi que, plus tard dans la nuit, des missiles balistiques et de croisière emportant des charges conventionnelles (soit environ 330 engins) sont tirés depuis le territoire iranien et par les Houthis du Yémen, en direction des territoires contrôlés par Israël. La quasi-totalité sont interceptés en vol par les défenses anti-aériennes israéliennes (notamment grâce au dispositif Dôme de fer), américaines, jordaniennes, britanniques et françaises. Le lendemain matin, l'Iran affirme que sa riposte est terminée.
Pour la première fois après que plusieurs missiles houthis ont été tirés vers Israël, un drone houthi atteint, le 19 juillet 2024, Tel-Aviv où son explosion tue une personne. Le lendemain, l'aviation israélienne bombarde le port d'Hodeïdah tenu par les Houthis au Yémen, provoquant six morts et un énorme incendie dans le port.
Après l'assassinat d'Ismaël Haniyeh à Téhéran, le Guide suprême de la République islamique, l'ayatollah Ali Khamenei prévient Israël qu’« il est de notre devoir de nous venger ». Ce n'est qu'après l'assassinat de Hassan Nasrallah le 27 septembre 2024 que l'Iran lance une opération contre Israël : le 1er octobre 2024, l'Iran lance 180 missiles environ sur Israël. La plupart sont abattus par les défenses aériennes israéliennes (fronde de David, dôme de fer et Arrows). Seul un Palestinien est tué à Jéricho. Le premier ministre israélien déplore une « grave erreur » de la part de l'Iran et ajoute : « Nous nous en tiendrons à ce que nous avons fixé : celui qui nous attaque, nous l’attaquons ».
Le 4 octobre, Ali Khamenei déclare lors d'un prêche à Téhéran que l'attaque du Hamas, le 7 octobre 2023 comme celle de l'Iran le 1er octobre 2024 sont « légitimes » et qu'« Israël n'en a plus pour longtemps ». Dans la nuit du 25 au 26 octobre 2024, Israël détruit lors d'une attaque aérienne « des systèmes de défense aérienne mis en place pour protéger plusieurs raffineries de pétrole et de produits pétrochimiques critiques, ainsi que des systèmes protégeant un grand champ gazier et un port majeur dans le sud du pays » à savoir les défenses anti-aériennes autour de la raffinerie de pétrole d'Abadan, du complexe pétrochimique de Bandar Imam Khomeyni, du champ gazier de Tange Bijar et du port de Bandar Abbas.
Après plusieurs tirs de missiles houthis sur Israël qui font plusieurs blessés et détruisent un bâtiment scolaire, Israël lance le 26 décembre 2024 une attaque aérienne contre plusieurs sites yémenites dont les aéroports de Sanaa et Hodeidaqui auraient fait deux morts.
Du 18 mars 2025, date à laquelle les militaires israéliens ont repris leur offensive contre le Hamas dans la bande de Gaza, au 23 mai, les Houthis lancent 38 missiles balistiques et 10 drones au moins sur Israël dont un au moins a atteint l'aéroport Ben Gourion. Israël réplique, notamment le 5 mai 2025, en frappant le port d'Hodeïda.
Le 13 juin 2025 commence la Guerre israélo-iranienne traitée plus bas.

### Signature et application du cessez-le-feu entre Israël et le Hamas
Le 15 janvier 2025, un cessez-le-feu entre Israël et le Hamas, négocié sous l'égide du Qatar, des États-Unis et de l'Égypte est annoncé par le Qatar. Son entrée en vigueur est fixée au 19 janvier 2025 et s'articule sur trois phases : durant la première phase prévue pour 6 semaines, le cessez-le-feu sera total et 33 otages israéliens doivent être relâchés. En échange, Israël va libérer 737 prisonniers palestiniens. L'armée israélienne se retirera des zones densément peuplées et permettra l’entrée de 600 camions d’aide humanitaire par jour. Au cours des six semaines de cette première phase, Israël négociera les arrangements nécessaires pour passer à la phase deux, qui devrait permettre la libération des derniers otages encore captifs et marquer la fin définitive de la guerre et donc transformer le cessez-le-temporaire en cessez-le-feu permanent. La troisième et dernière phase du plan de cessez-le-feu prévoit la restitution des corps des otages morts en captivité à Gaza. Enfin, cette dernière étape du processus sera presque intégralement consacrée à la reconstruction de Gaza.
Le cessez-le-feu entre effectivement en vigueur le 19 janvier 2025, ce qui amène Itamar Ben-Gvir et les deux autres ministres appartenant à Otzma Yehudit — qui trouvent « scandaleux » cet accord —   à donner leur démission du gouvernement. Au 27 février 2025, ce sont 1778 prisonniers palestiniens qui ont été échangés contre 25 otages israéliens et 5 otages thaïlandais,,,,,,,. De plus, les corps de huit Israéliens dont ceux de Shiri Bibas et de ses deux bébés Ariel et Kfir été remis aux Israéliens les 20 et 21 février 2025,. Malgré une interruption due au fait que Benyamin Netanyahou reporte les libérations de prisonniers palestiniens, tant que le Hamas ne mettra pas fin aux « cérémonies humiliantes » pour les otages libérés, celle concernant la famille Bibas ayant même été jugée « abjecte et cruelle » par le Haut-Commissariat des Nations unies aux droits de l'homme, le dernier échange d'otages prévu lors de la première phase du cessez-le-feu a lieu le 27 février 2025 quand quatre corps d’otages israéliens sont rendus aux israéliens contre 643 prisonniers palestiniens.
À partir du 27 janvier, après l'ouverture par l'armée israélienne du corridor de Netzarim dont Israël se retire complètement le 9 février, des milliers de Palestiniens se mettent en route pour rentrer chez eux dans le nord de la bande de Gaza. Le poste-frontière de Rafah est rouvert le 1er février 2025 pour permettre l'évacuation de malades vers l'Égypte ou l'étranger.

### Après le retour de Donald Trump à la présidence des États-Unis
Donald Trump redevient président des États-Unis le 20 janvier 2025, mais dès avant sa prise de fonction, son envoyé spécial pour le Moyen-Orient, Steve Witkoff joue un rôle important dans l'obtention de l'accord de cessez-le-feu du 15 janvier 2005.
Puis, le 4 février 2025, recevant Benyamin Netanyahou à la Maison-Blanche, Donald Trump déclare que « les États-Unis prendront le contrôle de la bande de Gaza » pour « Faire de Gaza une 'Riviera' ». Pour cela, il propose de déplacer les Palestiniens de la bande de Gaza vers la Jordanie et l'Égypte, ce que refuse les dirigeants de ces deux pays alors que le ministre de la Défense israélien, Israël Katz, a ordonné aux forces armées de travailler sur un plan visant à faciliter le « départ volontaire » des Gazaouis, et cela alors qu'« aucun soldat américain n'est nécessaire ». Ce plan suscite l'opposition de l'ensemble des pays arabes, la surprise de Netanyahou — « Je pense qu’il vaut la peine d’y prêter attention », a-t-il déclaré. —, le scepticisme d'une partie de la presse israélienne et le rejet des pays européens.

### Rupture du cessez-le-feu, dissensions intra-israéliennes et montée de la réprobation internationale de la politique israélienne
À l'expiration de la première phase du cessez-le-feu le 1er mars, Israël refuse de mettre fin à la guerre tant que le Hamas n'est pas anéanti et demande une prolongation de la première phase du cessez-le-feu par de nouvelles libérations d'otages, ce que le Hamas refuse. Le 2 mars 2025, Israël annonce suspendre l'entrée de l'aide humanitaire dans la bande de Gaza, Israël arguant, après les protestations européennes, que le Hamas a détourné l’aide humanitaire pour reconstruire sa machine terroriste. Les bombardements sur la bande de Gaza reprennent le 18 mars puis les opérations terrestres le lendemain 19 mars 2025, ceci toujours avec le soutien des États-Unis. Au 18 avril 2025 et après le rejet par le Hamas d'une proposition israélienne de trêve, le bilan de cette nouvelle période est de 1 691 morts portant le bilan total de la guerre, côté palestinien, à 51 065 morts selon le Hamas. Le 16 juillet 2025, une frappe israélienne sur l'église catholique de Gaza suscite la réprobation internationale dont celle des États-Unis. En réaction, Netanyahou dit regretter « profondément qu’un tir perdu ait atteint l’église de la Sainte-Famille à Gaza » et annonce l'ouverture d'une enquête sur l'incident. Selon Israël, le tir serait dû à une erreur. Des victimes contestent cependant cette version, affirmant avoir été « pris[es] pour cible » par un char israélien.
Le 17 mai 2025, l'armée israélienne intensifie son offensive en lançant l'opération Chars de Gédéon « dans le but d’atteindre tous les objectifs de la guerre, y compris la libération des otages et la défaite du Hamas ».
Le 18 mai 2025, Netanyahou, sous pression des États-Unis et de l'armée avertissant du danger d'une crise humanitaire et malgré l'opposition des ministres d'extrême-droite, tels Bezalel Smotrich et Itamar Ben-Gvir, ordonne la reprise d'une aide humanitaire « de base ». Le lendemain 19 mai, les dirigeants français, anglais et canadien Emmanuel Macron, Keir Starmer et Mark Carney condamnent « l’extension des opérations militaires israéliennes à Gaza », les restrictions persistantes à l'aide humanitaire et rappellent leur choix d'une solution du conflit à deux États. Ils condamnent « le langage odieux utilisé récemment par des membres du gouvernement israélien et la menace agitée d’un déplacement forcé des civils confrontés à la destruction désespérante de Gaza ».
Les dissensions au sein de la société israélienne qui avaient été masquées par le massacre du 7 octobre 2023 et la guerre qui s'ensuivit resurgissent à la fin du cessez-le feu de janvier-février 2025 en mars 2025 : manifestations contre la reprise de la réforme judiciaire et la reprise de la guerre, manifestations des ultra-orthodoxes contre la conscription de leurs étudiants — au point qu'en juillet 2025 Yahadout HaTorah se retire du gouvernement et de la coalition Netanyahou, puis que Shas quitte le gouvernement, mais pas la coalition qui garde toujours une majorité de trois sièges avec 63 députés sur 120 — mais aussi manifestations pour donner la priorité à la libération des otages et non à l'anéantissement du Hamas préconisé par le ministre des Finances d'extrême-droite Bezalel Smotrich et manifestations contre le limogeage du chef du Shin Bet Ronen Bar sur fond d'arrestation de collaborateurs de Benyamin Netanyahou pour corruption par le Qatar. Le chef du Shin Bet, Ronen Bar remet le 21 avril 2025 une déclaration sous serment dans laquelle il affirme « que le Premier ministre Benyamin Netanyahou avait exigé de lui une loyauté absolue – qu’il fallait lui obéir à lui, le chef de gouvernement, plutôt qu’à la loi et à ses tribunaux » et que le bureau du Premier ministre promet de réfuter en détail. Le 21 mai, la Cour suprême statue que la décision de licencier le chef du Shin Bet était illégale et que le Premier ministre Benyamin Netanyahou se trouvait en situation de conflit d’intérêts en raison des enquêtes en cours du Shin Bet sur ses proches collaborateurs.
La volonté du gouvernement de mieux contrôler la Cour suprême qui avait été mise en sommeil par la priorité donnée à la guerre à Gaza resurgit en mars 2025 quand le gouvernement fait adopter par la Knesset une loi modifiant la composition de la commission de nomination de juges : les juges, y compris ceux de la Cour suprême étaient choisis jusqu'alors par une commission de neuf membres composée de juges, de députés et d'avocats du barreau, sous la supervision du ministre de la Justice. La nouvelle législation supprimerait les deux représentants du barreau israélien et les remplacerait par un avocat directement choisi par la coalition et un autre choisi par l’opposition. Six recours sont immédiatement reçus par la Cour suprême dont trois affirment que la loi porte atteinte à l’indépendance de la justice et viole le régime démocratique d'Israël, la rendant ainsi inconstitutionnelle.
Ces dissensions entre le gouvernement et la justice israéliens sont encore illustrées quand le 4 août 2025, le gouvernement vote la destitution de la procureure générale Gali Baharav-Miara, destitution qui est suspendue par la Cour suprême. 

#### Fusillades autour de l'aide humanitaire
Le 2 mars 2025, Israël avait interrompu l'arrivée d'aide humanitaire dans la bande de Gaza à cause d'un désaccord avec le Hamas quant à la prolongation du cessez-le-feu. Le Programme alimentaire mondial livre ses derniers stocks de nourriture à la fin avril 2025. Israël confie la distribution d'aide alimentaire à un nouvel organisme américain, la Fondation humanitaire de Gaza (FHG) qui commence ses opérations les 26 et 28 mai 2025 dans un puis deux puis quatre centres. Trois de ces centres sont situés à l’ouest de Rafah, un quatrième est installé dans le corridor de Netzarim. La FHG est critiquée pour avoir réparti ses centres de distribution dans le sud de la bande de Gaza, et donc inaccessibles aux habitants du nord du territoire. Au 19 juin, la FHG affirme avoir distribué 33 millions de repas (soit 1,3 million de repas par jour en 25 jours). Toutefois, entre le 27 mai et le 24 juin 2025, au moins 19 incidents impliquant des tirs de l'armée israélienne en lien avec la distribution de l'aide humanitaire ont été recensés, selon une analyse des informations venant de Gaza réalisée par le Times of Israel. Ce nombre n'a pas été confirmé par les autorités israéliennes. Le 23 juin, le ministère de la Santé de Gaza, placé sous la direction du Hamas, a annoncé que 467 personnes avaient perdu la vie alors qu'elles attendaient de l'aide humanitaire – ce depuis le début des opérations de la Fondation, le 26 mai. Ces chiffres n'ont pas été vérifiés de manière indépendante. Les distributions d'aide restent chaotiques et le Times of Israel titre son article : « Gaza: les fusillades meurtrières près des sites d’aide restent une menace quasi quotidienne » sans qu'il soit clair si les responsables de ces fusillades sont les soldats israéliens, le Hamas ou d'autres pilleurs, même si l'armée israélienne reconnaît sa responsabilité dans certains cas.

#### Décision d'occuper la ville de Gaza
Dans la nuit du 7 au 8 août 2025, et malgré l'avis de l'armée israélienne, le cabinet israélien approuve le plan de Netanyahou pour prendre le contrôle de la ville de Gaza. De plus, le bureau du Premier ministre indique ses conditions pour mettre fin à la guerre : « (1) le désarmement du groupe terroriste ; (2) le retour des 50 otages restants, dont 20 seraient encore en vie ; (3) la démilitarisation de la bande de Gaza ; (4) le contrôle sécuritaire de la bande de Gaza par Israël ; et (5) l'existence d’un gouvernement civil alternatif qui ne soit ni le Hamas ni l’AP. ». Ces décisions suscitent en Israël la réprobation de l'opposition et des familles des otages outre celle du chef d'état-major Eyal Zamir et une forte réprobation internationale. Le 8 août, Netanyahou précise « qu’Israël a l’intention de prendre le contrôle militaire de toute la bande de Gaza et la passer ensuite à des forces armées qui la gouverneront correctement » car Israël « ne veut pas être là en tant qu'autorité gouvernementale ».

## Saisine des juridictions internationales

### Saisines de la Cour internationale de justice

#### Résolution de l'Assemblée générale des Nations unies
À la suite d'une résolution par l’Assemblée générale des Nations unies du 30 décembre 2022, la Cour internationale de justice entreprend le 19 février 2024 une série d’audiences pour examiner les conséquences juridiques de l’occupation de la Cisjordanie depuis 1967 et la Guerre des Six Jours. 52 pays sont appelés à témoigner.

#### Plainte de l'Afrique du Sud contre Israël  pour «génocide»
L'Afrique du Sud saisit la Cour internationale de justice le 29 décembre 2023, accusant Israël d'actes de génocide
La Cour internationale de justice rend une première décision le 26 janvier 2024, par laquelle elle considère comme plausible l’accusation de « génocide » dirigée contre Israël, indique six mesures conservatoires, mais s'abstient d'évoquer un cessez-le-feu à Gaza.

#### Saisine de la CIJ quant aux obligations humanitaires d’Israël dans le territoire palestinien occupé
Du 28 avril au 2 mai 2025, la Cour internationale de justice tient des audiences pour aider ses juges à formuler un avis sur les obligations humanitaires d'Israël dans le territoire palestinien occupé quand tous ses membres ou presque, à l'exception des États-Unis et de la Hongrie, ont dénoncé le blocage de l'aide humanitaire à Gaza et les entraves israéliennes au travail de l'UNRWA. Les juges de la cour internationale devraient rendre rapidement une opinion.

### Saisine de la Cour pénale internationale
Le 14 février 2024, les organisations Forum des familles des otages et centre Raoul Wallenberg ont remis au bureau du procureur de la Cour pénale internationale (CPI) à la Haye un document accusant le Hamas de « crimes contre l’humanité » commis le 7 octobre 2023. La CPI n'est pas reconnue par l'État d'Israël.
Le 20 mai 2024, le procureur général de la CPI, Karim Khan soumet une requête à la Cour pour la délivrance d'un mandat d'arrêt contre le Premier ministre israélien et le ministre de la défense Yoav Gallant pour des crimes de guerre et crimes contre l’humanité présumés commis dans la bande de Gaza à partir du 8 octobre 2023 ainsi que contre Ismaël Haniyeh (chef du bureau politique du Hamas), Mohammed Deïf, commandant des Brigades Ezzedine Al-Qassam, la branche armée du Hamas, et Yahya Sinwar (chef du Hamas dans la bande de Gaza) pour des crimes de guerre et crimes contre l’humanité commis sur le territoire d’Israël et de l’État de Palestine (dans la bande de Gaza) à compter du 7 octobre 2023.
Le 21 novembre 2024, la chambre préliminaire de la CPI émet des mandats d'arrêt contre Benyamin Netanyahou, Yoav Gallant, ancien ministre de la Défense israélien ainsi que Mohammed Deif, dirigeant de la branche armée du Hamas donné pour mort par Israël. Les deux Israéliens sont poursuivis pour crimes de guerre et crimes contre l'humanité pour des faits allant « au moins » du 8 octobre 2023 jusqu’à « au moins » le 24 mai 2024.
En Israël, majorité comme opposition dénoncent cette décision. Les partis arabes et l'organisation pacifiste israélienne La Paix maintenant la soutiennent. Hors d'Israël, les États-Unis « rejettent catégoriquement la décision de la Cour d'émettre des mandats d'arrêt contre de hauts responsables israéliens », Joe Biden indiquant qu’il n’y a « aucune équivalence entre Israël et le Hamas, quoi que puisse sous-entendre la CPI ». En Europe, Josep Borrell, haut représentant de l'Union européenne pour les affaires étrangères, affirme que les mandats d’arrêt doivent être « respectés et appliqués ». Mais tous les pays de l'Union européenne ne partagent pas ce point de vue. Pour ce qui est de la France, après quelques hésitations, le ministère des Affaires étrangères déclare le 27 novembre 2024 que « Benyamin Netanyahou bénéficie d’une immunité en tant que chef d’un gouvernement d’un pays non-signataire du traité de Rome instituant la CPI », probablement pour rester dans la boucle du règlement de la crise libanaise annoncé précédemment. Le 12 décembre 2024, Israël dépose deux recours contre la décision de délivrer des mandats d'arrêt à l'encontre du Premier ministre et de l'ancien ministre de la Défense.

## Guerre entre Israël et l'Iran ou guerre des douze jours
Tôt dans la nuit du 13 juin 2025, le Premier ministre israélien, Benyamin Netanyahou annonce à ses compatriotes l'opération Lion dressé, qui vise selon ses termes à éliminer la menace nucléaire iranienne et aussi, espère-t-il, à faire tomber le régime de l'ayatollah Khamenei.
Après qu'Israël a quasiment détruit ou porté des coups très sévères au Hamas, au Hezbollah, aux Houthis et que le régime syrien de Bachar el-Assad a implosé en décembre 2024 — toutes organisations ou régime alliés de l'Iran — et après la condamnation par l'AIEA de l'Iran pour « non-respect » de ses obligations en matière nucléaire et avant l'ouverture prévue d'un nouveau cycle de négociations sur le nucléaire iranien entre les États-Unis et l'Iran c'est dans la nuit du 12 au 13 juin 2025 qu'Israël lance une attaque majeure contre l'Iran en visant des installations nucléaires puis pétrolières ainsi que les hauts commandements de l'armée iranienne et des Gardiens de la Révolution,. L'Iran réplique en bombardant l'agglomération de Tel-Aviv, l'institut Weizmann à Rehovot, une raffinerie à Haïfa et la ville arabe de Tamra.
Bien que le président américain se soit donné le 19 juin 2025 deux semaines pour décider d'intervenir ou non dans le conflit, il ordonne (sans l'approbation du Congrès) le bombardement des sites nucléaires de Fordo, Natanz et Ispahan effectué à l'aide de bombardiers B-2 et de bombes anti-bunker GBU 57 le matin du 22 juin 2025. L'étendue des dommages subis par les Iraniens est difficile à évaluer : le directeur de la CIA estime que des sites clés ont été détruits et qu'il faudrait les reconstruire "au fil des ans", mais n'est pas allé jusqu'à assurer que le programme nucléaire iranien avait été purement et simplement éliminé, comme l'a déclaré Donald Trump. Quant au directeur général de l’AIEA Rafael Grossi, il réclame un accès aux sites nucléaires iraniens afin de pouvoir établir ce qu’il est advenu du stock d’uranium iranien enrichi à un niveau proche du seuil de conception d’une bombe atomique. Cette demande est dénoncée par le ministre des affaires étrangéres iranien.
L'Iran réplique aux bombardements américains par une attaque sur une base américaine au Qatar déjouée par la défense antiè-missile américaine et de nouveaux bombardements sur Israël et principalement sur Beer-Sheva. Puis le président américain impose le 24 juin 2025 un cessez-le-feu à Israël et l'Iran. Donald Trump donne à cet affrontement le nom repris par la presse de Guerre des douze jours (13-24 juin 2025),,. Les premiers bilans humains de cette guerre sont d'au moins 610 morts et plus de 4 700 blessés « parmi la population civile iranienne selon le ministère de la Santé iranien et selon l'AFP de 28 morts en Israël. Selon l'ONG iranienne Hengaw, le bilan serait de  710 militaires et 109 civils morts en Iran. Parmi les personnalités iraniennes tuées, on trouve Mohammad Hussein Baqeri, l’officier le plus haut gradé en Iran, chef d’état-major des forces armées iraniennes et Hossein Salami commandant en chef des gardiens de la Révolution. En Iran, ont été ciblés les infrastructures nucléaires stratégiques de Fordo, Natanz et Ispahan, le complexe nucléaire d’Arak, le complexe militaire de Parchin, mais aussi l’Université Imam-Hossein, la télévision d’État iranienne et un bâtiment de la prison d'Evin. En Israël, ont été ciblés par les Iraniens une vingtaine de villes israéliennes et notamment la capitale économique Tel-Aviv, la ville côtière de Haïfa, dont la raffinerie de pétrole et la centrale électrique, ou encore Herzliya et son usine de traitement d’eau, l’institut scientifique Weizmann. Le complexe militaire de HaKirya (en), le quartier général de l'armée israélienne, à Tel-Aviv, était notamment ciblé pour la première fois dans l’histoire du pays.